# Kaspàrov contra el Món
Kaspàrov contra el món fou una partida d'escacs jugada el 1999 per internet. Garri Kaspàrov conduïa les peces blanques, i s'enfrontava a la resta del món en consulta, de tal manera que els moviments de l'equip mundial es decidien per escrutini uninominal majoritari. Van participar en la partida unes 50.000 persones de més de 75 països. La seu, i promotora, del matx fou la MSN Gaming Zone, amb el patrocini del banc First USA. Després de 62 moviments al llarg de quatre mesos, en Kaspàrov va guanyar la partida. Segons les seves pròpies paraules:

"Aquesta és la partida més gran de la història dels escacs. El gran nombre d'idees, la complexitat, i la contribució que ha fet als escacs, en fan la més important partida mai jugada."

## Especulacions i preparació pre-partida
Abans de la partida, en Kaspàrov era considerat l'indiscutible favorit a la victòria. Era el Campió del món regnant, jugava amb l'avantatge de les blanques, i els exemples anteriors de partides jugades per votació a internet havien donat resultats mediocres. Per exemple, el 1996 Anatoli Kàrpov havia jugat amb negres contra la resta del món, i havia guanyat de manera convincent. Però malgrat les dolentes expectatives, la partida de Kaspàrov va produir una barreja de profundes idees estratègiques i tàctiques, i tot i que en Kaspàrov va guanyar, va admetre que mai abans havia hagut d'esforçar-se tant en cap altra partida durant la seva vida. En aquest matx, Borís Alterman actuà com a segon de Kaspàrov.
L'equip del Món tingué diversos factors al seu favor, alguns dels quals eren innovadors per una partida per internet. En primer lloc, quatre joves estrelles dels escacs havien estat seleccionades per MSN per suggerir moviments per l'equip mundial. Eren, en ordre d'Elo decreixent, Étienne Bacrot, Florin Felecan, Irina Krush, i Elisabeth Paehtz. També el Gran Mestre Daniel King, contractat per comentar la partida, actuava sovint com a cinquè conseller. En segon lloc, els moviments es van desaccelerar a un ritme d'un moviment per dia, és a dir, Kaspàrov tenia 24 hores per considerar cadascun dels seus moviments, i l'equip mundial tenia 24 hores per respondre. En tercer lloc, MSN proporcionà un tauler d'anuncis per a la discussió dels moviments de l'equip. S'esperava que aquests avantatges en conjunt permetrien una veritable consulta, i elevarien el nivell de joc.
En Kaspàrov va fer el seu primer moviment, 1.e4 el 21 de juny, i l'equip mundial va votar per 41% d'enfrontar-se-li en el seu propi terreny, amb una defensa siciliana.

## La partida
Blanques: Garri Kaspàrov
Negres: El Món
Obertura: Defensa siciliana, atac Canal, ECO:B52

### Moviments 1–10
|   | a | b | c | d | e | f | g | h |   |
| 8 | a8 negres torre · b8 negres cavall · c8 negres alfil · d8 negres dama · e8 negres rei · f8 negres alfil · g8 negres cavall · h8 negres torre · a7 negres peó · b7 negres peó · e7 negres peó · f7 negres peó · g7 negres peó · h7 negres peó · d6 negres peó · b5 blanques alfil · c5 negres peó · e4 blanques peó · f3 blanques cavall · a2 blanques peó · b2 blanques peó · c2 blanques peó · d2 blanques peó · f2 blanques peó · g2 blanques peó · h2 blanques peó · a1 blanques torre · b1 blanques cavall · c1 blanques alfil · d1 blanques dama · e1 blanques rei · h1 blanques torre | a8 negres torre · b8 negres cavall · c8 negres alfil · d8 negres dama · e8 negres rei · f8 negres alfil · g8 negres cavall · h8 negres torre · a7 negres peó · b7 negres peó · e7 negres peó · f7 negres peó · g7 negres peó · h7 negres peó · d6 negres peó · b5 blanques alfil · c5 negres peó · e4 blanques peó · f3 blanques cavall · a2 blanques peó · b2 blanques peó · c2 blanques peó · d2 blanques peó · f2 blanques peó · g2 blanques peó · h2 blanques peó · a1 blanques torre · b1 blanques cavall · c1 blanques alfil · d1 blanques dama · e1 blanques rei · h1 blanques torre | a8 negres torre · b8 negres cavall · c8 negres alfil · d8 negres dama · e8 negres rei · f8 negres alfil · g8 negres cavall · h8 negres torre · a7 negres peó · b7 negres peó · e7 negres peó · f7 negres peó · g7 negres peó · h7 negres peó · d6 negres peó · b5 blanques alfil · c5 negres peó · e4 blanques peó · f3 blanques cavall · a2 blanques peó · b2 blanques peó · c2 blanques peó · d2 blanques peó · f2 blanques peó · g2 blanques peó · h2 blanques peó · a1 blanques torre · b1 blanques cavall · c1 blanques alfil · d1 blanques dama · e1 blanques rei · h1 blanques torre | a8 negres torre · b8 negres cavall · c8 negres alfil · d8 negres dama · e8 negres rei · f8 negres alfil · g8 negres cavall · h8 negres torre · a7 negres peó · b7 negres peó · e7 negres peó · f7 negres peó · g7 negres peó · h7 negres peó · d6 negres peó · b5 blanques alfil · c5 negres peó · e4 blanques peó · f3 blanques cavall · a2 blanques peó · b2 blanques peó · c2 blanques peó · d2 blanques peó · f2 blanques peó · g2 blanques peó · h2 blanques peó · a1 blanques torre · b1 blanques cavall · c1 blanques alfil · d1 blanques dama · e1 blanques rei · h1 blanques torre | a8 negres torre · b8 negres cavall · c8 negres alfil · d8 negres dama · e8 negres rei · f8 negres alfil · g8 negres cavall · h8 negres torre · a7 negres peó · b7 negres peó · e7 negres peó · f7 negres peó · g7 negres peó · h7 negres peó · d6 negres peó · b5 blanques alfil · c5 negres peó · e4 blanques peó · f3 blanques cavall · a2 blanques peó · b2 blanques peó · c2 blanques peó · d2 blanques peó · f2 blanques peó · g2 blanques peó · h2 blanques peó · a1 blanques torre · b1 blanques cavall · c1 blanques alfil · d1 blanques dama · e1 blanques rei · h1 blanques torre | a8 negres torre · b8 negres cavall · c8 negres alfil · d8 negres dama · e8 negres rei · f8 negres alfil · g8 negres cavall · h8 negres torre · a7 negres peó · b7 negres peó · e7 negres peó · f7 negres peó · g7 negres peó · h7 negres peó · d6 negres peó · b5 blanques alfil · c5 negres peó · e4 blanques peó · f3 blanques cavall · a2 blanques peó · b2 blanques peó · c2 blanques peó · d2 blanques peó · f2 blanques peó · g2 blanques peó · h2 blanques peó · a1 blanques torre · b1 blanques cavall · c1 blanques alfil · d1 blanques dama · e1 blanques rei · h1 blanques torre | a8 negres torre · b8 negres cavall · c8 negres alfil · d8 negres dama · e8 negres rei · f8 negres alfil · g8 negres cavall · h8 negres torre · a7 negres peó · b7 negres peó · e7 negres peó · f7 negres peó · g7 negres peó · h7 negres peó · d6 negres peó · b5 blanques alfil · c5 negres peó · e4 blanques peó · f3 blanques cavall · a2 blanques peó · b2 blanques peó · c2 blanques peó · d2 blanques peó · f2 blanques peó · g2 blanques peó · h2 blanques peó · a1 blanques torre · b1 blanques cavall · c1 blanques alfil · d1 blanques dama · e1 blanques rei · h1 blanques torre | a8 negres torre · b8 negres cavall · c8 negres alfil · d8 negres dama · e8 negres rei · f8 negres alfil · g8 negres cavall · h8 negres torre · a7 negres peó · b7 negres peó · e7 negres peó · f7 negres peó · g7 negres peó · h7 negres peó · d6 negres peó · b5 blanques alfil · c5 negres peó · e4 blanques peó · f3 blanques cavall · a2 blanques peó · b2 blanques peó · c2 blanques peó · d2 blanques peó · f2 blanques peó · g2 blanques peó · h2 blanques peó · a1 blanques torre · b1 blanques cavall · c1 blanques alfil · d1 blanques dama · e1 blanques rei · h1 blanques torre | 8 |
| 7 | a8 negres torre · b8 negres cavall · c8 negres alfil · d8 negres dama · e8 negres rei · f8 negres alfil · g8 negres cavall · h8 negres torre · a7 negres peó · b7 negres peó · e7 negres peó · f7 negres peó · g7 negres peó · h7 negres peó · d6 negres peó · b5 blanques alfil · c5 negres peó · e4 blanques peó · f3 blanques cavall · a2 blanques peó · b2 blanques peó · c2 blanques peó · d2 blanques peó · f2 blanques peó · g2 blanques peó · h2 blanques peó · a1 blanques torre · b1 blanques cavall · c1 blanques alfil · d1 blanques dama · e1 blanques rei · h1 blanques torre | a8 negres torre · b8 negres cavall · c8 negres alfil · d8 negres dama · e8 negres rei · f8 negres alfil · g8 negres cavall · h8 negres torre · a7 negres peó · b7 negres peó · e7 negres peó · f7 negres peó · g7 negres peó · h7 negres peó · d6 negres peó · b5 blanques alfil · c5 negres peó · e4 blanques peó · f3 blanques cavall · a2 blanques peó · b2 blanques peó · c2 blanques peó · d2 blanques peó · f2 blanques peó · g2 blanques peó · h2 blanques peó · a1 blanques torre · b1 blanques cavall · c1 blanques alfil · d1 blanques dama · e1 blanques rei · h1 blanques torre | a8 negres torre · b8 negres cavall · c8 negres alfil · d8 negres dama · e8 negres rei · f8 negres alfil · g8 negres cavall · h8 negres torre · a7 negres peó · b7 negres peó · e7 negres peó · f7 negres peó · g7 negres peó · h7 negres peó · d6 negres peó · b5 blanques alfil · c5 negres peó · e4 blanques peó · f3 blanques cavall · a2 blanques peó · b2 blanques peó · c2 blanques peó · d2 blanques peó · f2 blanques peó · g2 blanques peó · h2 blanques peó · a1 blanques torre · b1 blanques cavall · c1 blanques alfil · d1 blanques dama · e1 blanques rei · h1 blanques torre | a8 negres torre · b8 negres cavall · c8 negres alfil · d8 negres dama · e8 negres rei · f8 negres alfil · g8 negres cavall · h8 negres torre · a7 negres peó · b7 negres peó · e7 negres peó · f7 negres peó · g7 negres peó · h7 negres peó · d6 negres peó · b5 blanques alfil · c5 negres peó · e4 blanques peó · f3 blanques cavall · a2 blanques peó · b2 blanques peó · c2 blanques peó · d2 blanques peó · f2 blanques peó · g2 blanques peó · h2 blanques peó · a1 blanques torre · b1 blanques cavall · c1 blanques alfil · d1 blanques dama · e1 blanques rei · h1 blanques torre | a8 negres torre · b8 negres cavall · c8 negres alfil · d8 negres dama · e8 negres rei · f8 negres alfil · g8 negres cavall · h8 negres torre · a7 negres peó · b7 negres peó · e7 negres peó · f7 negres peó · g7 negres peó · h7 negres peó · d6 negres peó · b5 blanques alfil · c5 negres peó · e4 blanques peó · f3 blanques cavall · a2 blanques peó · b2 blanques peó · c2 blanques peó · d2 blanques peó · f2 blanques peó · g2 blanques peó · h2 blanques peó · a1 blanques torre · b1 blanques cavall · c1 blanques alfil · d1 blanques dama · e1 blanques rei · h1 blanques torre | a8 negres torre · b8 negres cavall · c8 negres alfil · d8 negres dama · e8 negres rei · f8 negres alfil · g8 negres cavall · h8 negres torre · a7 negres peó · b7 negres peó · e7 negres peó · f7 negres peó · g7 negres peó · h7 negres peó · d6 negres peó · b5 blanques alfil · c5 negres peó · e4 blanques peó · f3 blanques cavall · a2 blanques peó · b2 blanques peó · c2 blanques peó · d2 blanques peó · f2 blanques peó · g2 blanques peó · h2 blanques peó · a1 blanques torre · b1 blanques cavall · c1 blanques alfil · d1 blanques dama · e1 blanques rei · h1 blanques torre | a8 negres torre · b8 negres cavall · c8 negres alfil · d8 negres dama · e8 negres rei · f8 negres alfil · g8 negres cavall · h8 negres torre · a7 negres peó · b7 negres peó · e7 negres peó · f7 negres peó · g7 negres peó · h7 negres peó · d6 negres peó · b5 blanques alfil · c5 negres peó · e4 blanques peó · f3 blanques cavall · a2 blanques peó · b2 blanques peó · c2 blanques peó · d2 blanques peó · f2 blanques peó · g2 blanques peó · h2 blanques peó · a1 blanques torre · b1 blanques cavall · c1 blanques alfil · d1 blanques dama · e1 blanques rei · h1 blanques torre | a8 negres torre · b8 negres cavall · c8 negres alfil · d8 negres dama · e8 negres rei · f8 negres alfil · g8 negres cavall · h8 negres torre · a7 negres peó · b7 negres peó · e7 negres peó · f7 negres peó · g7 negres peó · h7 negres peó · d6 negres peó · b5 blanques alfil · c5 negres peó · e4 blanques peó · f3 blanques cavall · a2 blanques peó · b2 blanques peó · c2 blanques peó · d2 blanques peó · f2 blanques peó · g2 blanques peó · h2 blanques peó · a1 blanques torre · b1 blanques cavall · c1 blanques alfil · d1 blanques dama · e1 blanques rei · h1 blanques torre | 7 |
| 6 | a8 negres torre · b8 negres cavall · c8 negres alfil · d8 negres dama · e8 negres rei · f8 negres alfil · g8 negres cavall · h8 negres torre · a7 negres peó · b7 negres peó · e7 negres peó · f7 negres peó · g7 negres peó · h7 negres peó · d6 negres peó · b5 blanques alfil · c5 negres peó · e4 blanques peó · f3 blanques cavall · a2 blanques peó · b2 blanques peó · c2 blanques peó · d2 blanques peó · f2 blanques peó · g2 blanques peó · h2 blanques peó · a1 blanques torre · b1 blanques cavall · c1 blanques alfil · d1 blanques dama · e1 blanques rei · h1 blanques torre | a8 negres torre · b8 negres cavall · c8 negres alfil · d8 negres dama · e8 negres rei · f8 negres alfil · g8 negres cavall · h8 negres torre · a7 negres peó · b7 negres peó · e7 negres peó · f7 negres peó · g7 negres peó · h7 negres peó · d6 negres peó · b5 blanques alfil · c5 negres peó · e4 blanques peó · f3 blanques cavall · a2 blanques peó · b2 blanques peó · c2 blanques peó · d2 blanques peó · f2 blanques peó · g2 blanques peó · h2 blanques peó · a1 blanques torre · b1 blanques cavall · c1 blanques alfil · d1 blanques dama · e1 blanques rei · h1 blanques torre | a8 negres torre · b8 negres cavall · c8 negres alfil · d8 negres dama · e8 negres rei · f8 negres alfil · g8 negres cavall · h8 negres torre · a7 negres peó · b7 negres peó · e7 negres peó · f7 negres peó · g7 negres peó · h7 negres peó · d6 negres peó · b5 blanques alfil · c5 negres peó · e4 blanques peó · f3 blanques cavall · a2 blanques peó · b2 blanques peó · c2 blanques peó · d2 blanques peó · f2 blanques peó · g2 blanques peó · h2 blanques peó · a1 blanques torre · b1 blanques cavall · c1 blanques alfil · d1 blanques dama · e1 blanques rei · h1 blanques torre | a8 negres torre · b8 negres cavall · c8 negres alfil · d8 negres dama · e8 negres rei · f8 negres alfil · g8 negres cavall · h8 negres torre · a7 negres peó · b7 negres peó · e7 negres peó · f7 negres peó · g7 negres peó · h7 negres peó · d6 negres peó · b5 blanques alfil · c5 negres peó · e4 blanques peó · f3 blanques cavall · a2 blanques peó · b2 blanques peó · c2 blanques peó · d2 blanques peó · f2 blanques peó · g2 blanques peó · h2 blanques peó · a1 blanques torre · b1 blanques cavall · c1 blanques alfil · d1 blanques dama · e1 blanques rei · h1 blanques torre | a8 negres torre · b8 negres cavall · c8 negres alfil · d8 negres dama · e8 negres rei · f8 negres alfil · g8 negres cavall · h8 negres torre · a7 negres peó · b7 negres peó · e7 negres peó · f7 negres peó · g7 negres peó · h7 negres peó · d6 negres peó · b5 blanques alfil · c5 negres peó · e4 blanques peó · f3 blanques cavall · a2 blanques peó · b2 blanques peó · c2 blanques peó · d2 blanques peó · f2 blanques peó · g2 blanques peó · h2 blanques peó · a1 blanques torre · b1 blanques cavall · c1 blanques alfil · d1 blanques dama · e1 blanques rei · h1 blanques torre | a8 negres torre · b8 negres cavall · c8 negres alfil · d8 negres dama · e8 negres rei · f8 negres alfil · g8 negres cavall · h8 negres torre · a7 negres peó · b7 negres peó · e7 negres peó · f7 negres peó · g7 negres peó · h7 negres peó · d6 negres peó · b5 blanques alfil · c5 negres peó · e4 blanques peó · f3 blanques cavall · a2 blanques peó · b2 blanques peó · c2 blanques peó · d2 blanques peó · f2 blanques peó · g2 blanques peó · h2 blanques peó · a1 blanques torre · b1 blanques cavall · c1 blanques alfil · d1 blanques dama · e1 blanques rei · h1 blanques torre | a8 negres torre · b8 negres cavall · c8 negres alfil · d8 negres dama · e8 negres rei · f8 negres alfil · g8 negres cavall · h8 negres torre · a7 negres peó · b7 negres peó · e7 negres peó · f7 negres peó · g7 negres peó · h7 negres peó · d6 negres peó · b5 blanques alfil · c5 negres peó · e4 blanques peó · f3 blanques cavall · a2 blanques peó · b2 blanques peó · c2 blanques peó · d2 blanques peó · f2 blanques peó · g2 blanques peó · h2 blanques peó · a1 blanques torre · b1 blanques cavall · c1 blanques alfil · d1 blanques dama · e1 blanques rei · h1 blanques torre | a8 negres torre · b8 negres cavall · c8 negres alfil · d8 negres dama · e8 negres rei · f8 negres alfil · g8 negres cavall · h8 negres torre · a7 negres peó · b7 negres peó · e7 negres peó · f7 negres peó · g7 negres peó · h7 negres peó · d6 negres peó · b5 blanques alfil · c5 negres peó · e4 blanques peó · f3 blanques cavall · a2 blanques peó · b2 blanques peó · c2 blanques peó · d2 blanques peó · f2 blanques peó · g2 blanques peó · h2 blanques peó · a1 blanques torre · b1 blanques cavall · c1 blanques alfil · d1 blanques dama · e1 blanques rei · h1 blanques torre | 6 |
| 5 | a8 negres torre · b8 negres cavall · c8 negres alfil · d8 negres dama · e8 negres rei · f8 negres alfil · g8 negres cavall · h8 negres torre · a7 negres peó · b7 negres peó · e7 negres peó · f7 negres peó · g7 negres peó · h7 negres peó · d6 negres peó · b5 blanques alfil · c5 negres peó · e4 blanques peó · f3 blanques cavall · a2 blanques peó · b2 blanques peó · c2 blanques peó · d2 blanques peó · f2 blanques peó · g2 blanques peó · h2 blanques peó · a1 blanques torre · b1 blanques cavall · c1 blanques alfil · d1 blanques dama · e1 blanques rei · h1 blanques torre | a8 negres torre · b8 negres cavall · c8 negres alfil · d8 negres dama · e8 negres rei · f8 negres alfil · g8 negres cavall · h8 negres torre · a7 negres peó · b7 negres peó · e7 negres peó · f7 negres peó · g7 negres peó · h7 negres peó · d6 negres peó · b5 blanques alfil · c5 negres peó · e4 blanques peó · f3 blanques cavall · a2 blanques peó · b2 blanques peó · c2 blanques peó · d2 blanques peó · f2 blanques peó · g2 blanques peó · h2 blanques peó · a1 blanques torre · b1 blanques cavall · c1 blanques alfil · d1 blanques dama · e1 blanques rei · h1 blanques torre | a8 negres torre · b8 negres cavall · c8 negres alfil · d8 negres dama · e8 negres rei · f8 negres alfil · g8 negres cavall · h8 negres torre · a7 negres peó · b7 negres peó · e7 negres peó · f7 negres peó · g7 negres peó · h7 negres peó · d6 negres peó · b5 blanques alfil · c5 negres peó · e4 blanques peó · f3 blanques cavall · a2 blanques peó · b2 blanques peó · c2 blanques peó · d2 blanques peó · f2 blanques peó · g2 blanques peó · h2 blanques peó · a1 blanques torre · b1 blanques cavall · c1 blanques alfil · d1 blanques dama · e1 blanques rei · h1 blanques torre | a8 negres torre · b8 negres cavall · c8 negres alfil · d8 negres dama · e8 negres rei · f8 negres alfil · g8 negres cavall · h8 negres torre · a7 negres peó · b7 negres peó · e7 negres peó · f7 negres peó · g7 negres peó · h7 negres peó · d6 negres peó · b5 blanques alfil · c5 negres peó · e4 blanques peó · f3 blanques cavall · a2 blanques peó · b2 blanques peó · c2 blanques peó · d2 blanques peó · f2 blanques peó · g2 blanques peó · h2 blanques peó · a1 blanques torre · b1 blanques cavall · c1 blanques alfil · d1 blanques dama · e1 blanques rei · h1 blanques torre | a8 negres torre · b8 negres cavall · c8 negres alfil · d8 negres dama · e8 negres rei · f8 negres alfil · g8 negres cavall · h8 negres torre · a7 negres peó · b7 negres peó · e7 negres peó · f7 negres peó · g7 negres peó · h7 negres peó · d6 negres peó · b5 blanques alfil · c5 negres peó · e4 blanques peó · f3 blanques cavall · a2 blanques peó · b2 blanques peó · c2 blanques peó · d2 blanques peó · f2 blanques peó · g2 blanques peó · h2 blanques peó · a1 blanques torre · b1 blanques cavall · c1 blanques alfil · d1 blanques dama · e1 blanques rei · h1 blanques torre | a8 negres torre · b8 negres cavall · c8 negres alfil · d8 negres dama · e8 negres rei · f8 negres alfil · g8 negres cavall · h8 negres torre · a7 negres peó · b7 negres peó · e7 negres peó · f7 negres peó · g7 negres peó · h7 negres peó · d6 negres peó · b5 blanques alfil · c5 negres peó · e4 blanques peó · f3 blanques cavall · a2 blanques peó · b2 blanques peó · c2 blanques peó · d2 blanques peó · f2 blanques peó · g2 blanques peó · h2 blanques peó · a1 blanques torre · b1 blanques cavall · c1 blanques alfil · d1 blanques dama · e1 blanques rei · h1 blanques torre | a8 negres torre · b8 negres cavall · c8 negres alfil · d8 negres dama · e8 negres rei · f8 negres alfil · g8 negres cavall · h8 negres torre · a7 negres peó · b7 negres peó · e7 negres peó · f7 negres peó · g7 negres peó · h7 negres peó · d6 negres peó · b5 blanques alfil · c5 negres peó · e4 blanques peó · f3 blanques cavall · a2 blanques peó · b2 blanques peó · c2 blanques peó · d2 blanques peó · f2 blanques peó · g2 blanques peó · h2 blanques peó · a1 blanques torre · b1 blanques cavall · c1 blanques alfil · d1 blanques dama · e1 blanques rei · h1 blanques torre | a8 negres torre · b8 negres cavall · c8 negres alfil · d8 negres dama · e8 negres rei · f8 negres alfil · g8 negres cavall · h8 negres torre · a7 negres peó · b7 negres peó · e7 negres peó · f7 negres peó · g7 negres peó · h7 negres peó · d6 negres peó · b5 blanques alfil · c5 negres peó · e4 blanques peó · f3 blanques cavall · a2 blanques peó · b2 blanques peó · c2 blanques peó · d2 blanques peó · f2 blanques peó · g2 blanques peó · h2 blanques peó · a1 blanques torre · b1 blanques cavall · c1 blanques alfil · d1 blanques dama · e1 blanques rei · h1 blanques torre | 5 |
| 4 | a8 negres torre · b8 negres cavall · c8 negres alfil · d8 negres dama · e8 negres rei · f8 negres alfil · g8 negres cavall · h8 negres torre · a7 negres peó · b7 negres peó · e7 negres peó · f7 negres peó · g7 negres peó · h7 negres peó · d6 negres peó · b5 blanques alfil · c5 negres peó · e4 blanques peó · f3 blanques cavall · a2 blanques peó · b2 blanques peó · c2 blanques peó · d2 blanques peó · f2 blanques peó · g2 blanques peó · h2 blanques peó · a1 blanques torre · b1 blanques cavall · c1 blanques alfil · d1 blanques dama · e1 blanques rei · h1 blanques torre | a8 negres torre · b8 negres cavall · c8 negres alfil · d8 negres dama · e8 negres rei · f8 negres alfil · g8 negres cavall · h8 negres torre · a7 negres peó · b7 negres peó · e7 negres peó · f7 negres peó · g7 negres peó · h7 negres peó · d6 negres peó · b5 blanques alfil · c5 negres peó · e4 blanques peó · f3 blanques cavall · a2 blanques peó · b2 blanques peó · c2 blanques peó · d2 blanques peó · f2 blanques peó · g2 blanques peó · h2 blanques peó · a1 blanques torre · b1 blanques cavall · c1 blanques alfil · d1 blanques dama · e1 blanques rei · h1 blanques torre | a8 negres torre · b8 negres cavall · c8 negres alfil · d8 negres dama · e8 negres rei · f8 negres alfil · g8 negres cavall · h8 negres torre · a7 negres peó · b7 negres peó · e7 negres peó · f7 negres peó · g7 negres peó · h7 negres peó · d6 negres peó · b5 blanques alfil · c5 negres peó · e4 blanques peó · f3 blanques cavall · a2 blanques peó · b2 blanques peó · c2 blanques peó · d2 blanques peó · f2 blanques peó · g2 blanques peó · h2 blanques peó · a1 blanques torre · b1 blanques cavall · c1 blanques alfil · d1 blanques dama · e1 blanques rei · h1 blanques torre | a8 negres torre · b8 negres cavall · c8 negres alfil · d8 negres dama · e8 negres rei · f8 negres alfil · g8 negres cavall · h8 negres torre · a7 negres peó · b7 negres peó · e7 negres peó · f7 negres peó · g7 negres peó · h7 negres peó · d6 negres peó · b5 blanques alfil · c5 negres peó · e4 blanques peó · f3 blanques cavall · a2 blanques peó · b2 blanques peó · c2 blanques peó · d2 blanques peó · f2 blanques peó · g2 blanques peó · h2 blanques peó · a1 blanques torre · b1 blanques cavall · c1 blanques alfil · d1 blanques dama · e1 blanques rei · h1 blanques torre | a8 negres torre · b8 negres cavall · c8 negres alfil · d8 negres dama · e8 negres rei · f8 negres alfil · g8 negres cavall · h8 negres torre · a7 negres peó · b7 negres peó · e7 negres peó · f7 negres peó · g7 negres peó · h7 negres peó · d6 negres peó · b5 blanques alfil · c5 negres peó · e4 blanques peó · f3 blanques cavall · a2 blanques peó · b2 blanques peó · c2 blanques peó · d2 blanques peó · f2 blanques peó · g2 blanques peó · h2 blanques peó · a1 blanques torre · b1 blanques cavall · c1 blanques alfil · d1 blanques dama · e1 blanques rei · h1 blanques torre | a8 negres torre · b8 negres cavall · c8 negres alfil · d8 negres dama · e8 negres rei · f8 negres alfil · g8 negres cavall · h8 negres torre · a7 negres peó · b7 negres peó · e7 negres peó · f7 negres peó · g7 negres peó · h7 negres peó · d6 negres peó · b5 blanques alfil · c5 negres peó · e4 blanques peó · f3 blanques cavall · a2 blanques peó · b2 blanques peó · c2 blanques peó · d2 blanques peó · f2 blanques peó · g2 blanques peó · h2 blanques peó · a1 blanques torre · b1 blanques cavall · c1 blanques alfil · d1 blanques dama · e1 blanques rei · h1 blanques torre | a8 negres torre · b8 negres cavall · c8 negres alfil · d8 negres dama · e8 negres rei · f8 negres alfil · g8 negres cavall · h8 negres torre · a7 negres peó · b7 negres peó · e7 negres peó · f7 negres peó · g7 negres peó · h7 negres peó · d6 negres peó · b5 blanques alfil · c5 negres peó · e4 blanques peó · f3 blanques cavall · a2 blanques peó · b2 blanques peó · c2 blanques peó · d2 blanques peó · f2 blanques peó · g2 blanques peó · h2 blanques peó · a1 blanques torre · b1 blanques cavall · c1 blanques alfil · d1 blanques dama · e1 blanques rei · h1 blanques torre | a8 negres torre · b8 negres cavall · c8 negres alfil · d8 negres dama · e8 negres rei · f8 negres alfil · g8 negres cavall · h8 negres torre · a7 negres peó · b7 negres peó · e7 negres peó · f7 negres peó · g7 negres peó · h7 negres peó · d6 negres peó · b5 blanques alfil · c5 negres peó · e4 blanques peó · f3 blanques cavall · a2 blanques peó · b2 blanques peó · c2 blanques peó · d2 blanques peó · f2 blanques peó · g2 blanques peó · h2 blanques peó · a1 blanques torre · b1 blanques cavall · c1 blanques alfil · d1 blanques dama · e1 blanques rei · h1 blanques torre | 4 |
| 3 | a8 negres torre · b8 negres cavall · c8 negres alfil · d8 negres dama · e8 negres rei · f8 negres alfil · g8 negres cavall · h8 negres torre · a7 negres peó · b7 negres peó · e7 negres peó · f7 negres peó · g7 negres peó · h7 negres peó · d6 negres peó · b5 blanques alfil · c5 negres peó · e4 blanques peó · f3 blanques cavall · a2 blanques peó · b2 blanques peó · c2 blanques peó · d2 blanques peó · f2 blanques peó · g2 blanques peó · h2 blanques peó · a1 blanques torre · b1 blanques cavall · c1 blanques alfil · d1 blanques dama · e1 blanques rei · h1 blanques torre | a8 negres torre · b8 negres cavall · c8 negres alfil · d8 negres dama · e8 negres rei · f8 negres alfil · g8 negres cavall · h8 negres torre · a7 negres peó · b7 negres peó · e7 negres peó · f7 negres peó · g7 negres peó · h7 negres peó · d6 negres peó · b5 blanques alfil · c5 negres peó · e4 blanques peó · f3 blanques cavall · a2 blanques peó · b2 blanques peó · c2 blanques peó · d2 blanques peó · f2 blanques peó · g2 blanques peó · h2 blanques peó · a1 blanques torre · b1 blanques cavall · c1 blanques alfil · d1 blanques dama · e1 blanques rei · h1 blanques torre | a8 negres torre · b8 negres cavall · c8 negres alfil · d8 negres dama · e8 negres rei · f8 negres alfil · g8 negres cavall · h8 negres torre · a7 negres peó · b7 negres peó · e7 negres peó · f7 negres peó · g7 negres peó · h7 negres peó · d6 negres peó · b5 blanques alfil · c5 negres peó · e4 blanques peó · f3 blanques cavall · a2 blanques peó · b2 blanques peó · c2 blanques peó · d2 blanques peó · f2 blanques peó · g2 blanques peó · h2 blanques peó · a1 blanques torre · b1 blanques cavall · c1 blanques alfil · d1 blanques dama · e1 blanques rei · h1 blanques torre | a8 negres torre · b8 negres cavall · c8 negres alfil · d8 negres dama · e8 negres rei · f8 negres alfil · g8 negres cavall · h8 negres torre · a7 negres peó · b7 negres peó · e7 negres peó · f7 negres peó · g7 negres peó · h7 negres peó · d6 negres peó · b5 blanques alfil · c5 negres peó · e4 blanques peó · f3 blanques cavall · a2 blanques peó · b2 blanques peó · c2 blanques peó · d2 blanques peó · f2 blanques peó · g2 blanques peó · h2 blanques peó · a1 blanques torre · b1 blanques cavall · c1 blanques alfil · d1 blanques dama · e1 blanques rei · h1 blanques torre | a8 negres torre · b8 negres cavall · c8 negres alfil · d8 negres dama · e8 negres rei · f8 negres alfil · g8 negres cavall · h8 negres torre · a7 negres peó · b7 negres peó · e7 negres peó · f7 negres peó · g7 negres peó · h7 negres peó · d6 negres peó · b5 blanques alfil · c5 negres peó · e4 blanques peó · f3 blanques cavall · a2 blanques peó · b2 blanques peó · c2 blanques peó · d2 blanques peó · f2 blanques peó · g2 blanques peó · h2 blanques peó · a1 blanques torre · b1 blanques cavall · c1 blanques alfil · d1 blanques dama · e1 blanques rei · h1 blanques torre | a8 negres torre · b8 negres cavall · c8 negres alfil · d8 negres dama · e8 negres rei · f8 negres alfil · g8 negres cavall · h8 negres torre · a7 negres peó · b7 negres peó · e7 negres peó · f7 negres peó · g7 negres peó · h7 negres peó · d6 negres peó · b5 blanques alfil · c5 negres peó · e4 blanques peó · f3 blanques cavall · a2 blanques peó · b2 blanques peó · c2 blanques peó · d2 blanques peó · f2 blanques peó · g2 blanques peó · h2 blanques peó · a1 blanques torre · b1 blanques cavall · c1 blanques alfil · d1 blanques dama · e1 blanques rei · h1 blanques torre | a8 negres torre · b8 negres cavall · c8 negres alfil · d8 negres dama · e8 negres rei · f8 negres alfil · g8 negres cavall · h8 negres torre · a7 negres peó · b7 negres peó · e7 negres peó · f7 negres peó · g7 negres peó · h7 negres peó · d6 negres peó · b5 blanques alfil · c5 negres peó · e4 blanques peó · f3 blanques cavall · a2 blanques peó · b2 blanques peó · c2 blanques peó · d2 blanques peó · f2 blanques peó · g2 blanques peó · h2 blanques peó · a1 blanques torre · b1 blanques cavall · c1 blanques alfil · d1 blanques dama · e1 blanques rei · h1 blanques torre | a8 negres torre · b8 negres cavall · c8 negres alfil · d8 negres dama · e8 negres rei · f8 negres alfil · g8 negres cavall · h8 negres torre · a7 negres peó · b7 negres peó · e7 negres peó · f7 negres peó · g7 negres peó · h7 negres peó · d6 negres peó · b5 blanques alfil · c5 negres peó · e4 blanques peó · f3 blanques cavall · a2 blanques peó · b2 blanques peó · c2 blanques peó · d2 blanques peó · f2 blanques peó · g2 blanques peó · h2 blanques peó · a1 blanques torre · b1 blanques cavall · c1 blanques alfil · d1 blanques dama · e1 blanques rei · h1 blanques torre | 3 |
| 2 | a8 negres torre · b8 negres cavall · c8 negres alfil · d8 negres dama · e8 negres rei · f8 negres alfil · g8 negres cavall · h8 negres torre · a7 negres peó · b7 negres peó · e7 negres peó · f7 negres peó · g7 negres peó · h7 negres peó · d6 negres peó · b5 blanques alfil · c5 negres peó · e4 blanques peó · f3 blanques cavall · a2 blanques peó · b2 blanques peó · c2 blanques peó · d2 blanques peó · f2 blanques peó · g2 blanques peó · h2 blanques peó · a1 blanques torre · b1 blanques cavall · c1 blanques alfil · d1 blanques dama · e1 blanques rei · h1 blanques torre | a8 negres torre · b8 negres cavall · c8 negres alfil · d8 negres dama · e8 negres rei · f8 negres alfil · g8 negres cavall · h8 negres torre · a7 negres peó · b7 negres peó · e7 negres peó · f7 negres peó · g7 negres peó · h7 negres peó · d6 negres peó · b5 blanques alfil · c5 negres peó · e4 blanques peó · f3 blanques cavall · a2 blanques peó · b2 blanques peó · c2 blanques peó · d2 blanques peó · f2 blanques peó · g2 blanques peó · h2 blanques peó · a1 blanques torre · b1 blanques cavall · c1 blanques alfil · d1 blanques dama · e1 blanques rei · h1 blanques torre | a8 negres torre · b8 negres cavall · c8 negres alfil · d8 negres dama · e8 negres rei · f8 negres alfil · g8 negres cavall · h8 negres torre · a7 negres peó · b7 negres peó · e7 negres peó · f7 negres peó · g7 negres peó · h7 negres peó · d6 negres peó · b5 blanques alfil · c5 negres peó · e4 blanques peó · f3 blanques cavall · a2 blanques peó · b2 blanques peó · c2 blanques peó · d2 blanques peó · f2 blanques peó · g2 blanques peó · h2 blanques peó · a1 blanques torre · b1 blanques cavall · c1 blanques alfil · d1 blanques dama · e1 blanques rei · h1 blanques torre | a8 negres torre · b8 negres cavall · c8 negres alfil · d8 negres dama · e8 negres rei · f8 negres alfil · g8 negres cavall · h8 negres torre · a7 negres peó · b7 negres peó · e7 negres peó · f7 negres peó · g7 negres peó · h7 negres peó · d6 negres peó · b5 blanques alfil · c5 negres peó · e4 blanques peó · f3 blanques cavall · a2 blanques peó · b2 blanques peó · c2 blanques peó · d2 blanques peó · f2 blanques peó · g2 blanques peó · h2 blanques peó · a1 blanques torre · b1 blanques cavall · c1 blanques alfil · d1 blanques dama · e1 blanques rei · h1 blanques torre | a8 negres torre · b8 negres cavall · c8 negres alfil · d8 negres dama · e8 negres rei · f8 negres alfil · g8 negres cavall · h8 negres torre · a7 negres peó · b7 negres peó · e7 negres peó · f7 negres peó · g7 negres peó · h7 negres peó · d6 negres peó · b5 blanques alfil · c5 negres peó · e4 blanques peó · f3 blanques cavall · a2 blanques peó · b2 blanques peó · c2 blanques peó · d2 blanques peó · f2 blanques peó · g2 blanques peó · h2 blanques peó · a1 blanques torre · b1 blanques cavall · c1 blanques alfil · d1 blanques dama · e1 blanques rei · h1 blanques torre | a8 negres torre · b8 negres cavall · c8 negres alfil · d8 negres dama · e8 negres rei · f8 negres alfil · g8 negres cavall · h8 negres torre · a7 negres peó · b7 negres peó · e7 negres peó · f7 negres peó · g7 negres peó · h7 negres peó · d6 negres peó · b5 blanques alfil · c5 negres peó · e4 blanques peó · f3 blanques cavall · a2 blanques peó · b2 blanques peó · c2 blanques peó · d2 blanques peó · f2 blanques peó · g2 blanques peó · h2 blanques peó · a1 blanques torre · b1 blanques cavall · c1 blanques alfil · d1 blanques dama · e1 blanques rei · h1 blanques torre | a8 negres torre · b8 negres cavall · c8 negres alfil · d8 negres dama · e8 negres rei · f8 negres alfil · g8 negres cavall · h8 negres torre · a7 negres peó · b7 negres peó · e7 negres peó · f7 negres peó · g7 negres peó · h7 negres peó · d6 negres peó · b5 blanques alfil · c5 negres peó · e4 blanques peó · f3 blanques cavall · a2 blanques peó · b2 blanques peó · c2 blanques peó · d2 blanques peó · f2 blanques peó · g2 blanques peó · h2 blanques peó · a1 blanques torre · b1 blanques cavall · c1 blanques alfil · d1 blanques dama · e1 blanques rei · h1 blanques torre | a8 negres torre · b8 negres cavall · c8 negres alfil · d8 negres dama · e8 negres rei · f8 negres alfil · g8 negres cavall · h8 negres torre · a7 negres peó · b7 negres peó · e7 negres peó · f7 negres peó · g7 negres peó · h7 negres peó · d6 negres peó · b5 blanques alfil · c5 negres peó · e4 blanques peó · f3 blanques cavall · a2 blanques peó · b2 blanques peó · c2 blanques peó · d2 blanques peó · f2 blanques peó · g2 blanques peó · h2 blanques peó · a1 blanques torre · b1 blanques cavall · c1 blanques alfil · d1 blanques dama · e1 blanques rei · h1 blanques torre | 2 |
| 1 | a8 negres torre · b8 negres cavall · c8 negres alfil · d8 negres dama · e8 negres rei · f8 negres alfil · g8 negres cavall · h8 negres torre · a7 negres peó · b7 negres peó · e7 negres peó · f7 negres peó · g7 negres peó · h7 negres peó · d6 negres peó · b5 blanques alfil · c5 negres peó · e4 blanques peó · f3 blanques cavall · a2 blanques peó · b2 blanques peó · c2 blanques peó · d2 blanques peó · f2 blanques peó · g2 blanques peó · h2 blanques peó · a1 blanques torre · b1 blanques cavall · c1 blanques alfil · d1 blanques dama · e1 blanques rei · h1 blanques torre | a8 negres torre · b8 negres cavall · c8 negres alfil · d8 negres dama · e8 negres rei · f8 negres alfil · g8 negres cavall · h8 negres torre · a7 negres peó · b7 negres peó · e7 negres peó · f7 negres peó · g7 negres peó · h7 negres peó · d6 negres peó · b5 blanques alfil · c5 negres peó · e4 blanques peó · f3 blanques cavall · a2 blanques peó · b2 blanques peó · c2 blanques peó · d2 blanques peó · f2 blanques peó · g2 blanques peó · h2 blanques peó · a1 blanques torre · b1 blanques cavall · c1 blanques alfil · d1 blanques dama · e1 blanques rei · h1 blanques torre | a8 negres torre · b8 negres cavall · c8 negres alfil · d8 negres dama · e8 negres rei · f8 negres alfil · g8 negres cavall · h8 negres torre · a7 negres peó · b7 negres peó · e7 negres peó · f7 negres peó · g7 negres peó · h7 negres peó · d6 negres peó · b5 blanques alfil · c5 negres peó · e4 blanques peó · f3 blanques cavall · a2 blanques peó · b2 blanques peó · c2 blanques peó · d2 blanques peó · f2 blanques peó · g2 blanques peó · h2 blanques peó · a1 blanques torre · b1 blanques cavall · c1 blanques alfil · d1 blanques dama · e1 blanques rei · h1 blanques torre | a8 negres torre · b8 negres cavall · c8 negres alfil · d8 negres dama · e8 negres rei · f8 negres alfil · g8 negres cavall · h8 negres torre · a7 negres peó · b7 negres peó · e7 negres peó · f7 negres peó · g7 negres peó · h7 negres peó · d6 negres peó · b5 blanques alfil · c5 negres peó · e4 blanques peó · f3 blanques cavall · a2 blanques peó · b2 blanques peó · c2 blanques peó · d2 blanques peó · f2 blanques peó · g2 blanques peó · h2 blanques peó · a1 blanques torre · b1 blanques cavall · c1 blanques alfil · d1 blanques dama · e1 blanques rei · h1 blanques torre | a8 negres torre · b8 negres cavall · c8 negres alfil · d8 negres dama · e8 negres rei · f8 negres alfil · g8 negres cavall · h8 negres torre · a7 negres peó · b7 negres peó · e7 negres peó · f7 negres peó · g7 negres peó · h7 negres peó · d6 negres peó · b5 blanques alfil · c5 negres peó · e4 blanques peó · f3 blanques cavall · a2 blanques peó · b2 blanques peó · c2 blanques peó · d2 blanques peó · f2 blanques peó · g2 blanques peó · h2 blanques peó · a1 blanques torre · b1 blanques cavall · c1 blanques alfil · d1 blanques dama · e1 blanques rei · h1 blanques torre | a8 negres torre · b8 negres cavall · c8 negres alfil · d8 negres dama · e8 negres rei · f8 negres alfil · g8 negres cavall · h8 negres torre · a7 negres peó · b7 negres peó · e7 negres peó · f7 negres peó · g7 negres peó · h7 negres peó · d6 negres peó · b5 blanques alfil · c5 negres peó · e4 blanques peó · f3 blanques cavall · a2 blanques peó · b2 blanques peó · c2 blanques peó · d2 blanques peó · f2 blanques peó · g2 blanques peó · h2 blanques peó · a1 blanques torre · b1 blanques cavall · c1 blanques alfil · d1 blanques dama · e1 blanques rei · h1 blanques torre | a8 negres torre · b8 negres cavall · c8 negres alfil · d8 negres dama · e8 negres rei · f8 negres alfil · g8 negres cavall · h8 negres torre · a7 negres peó · b7 negres peó · e7 negres peó · f7 negres peó · g7 negres peó · h7 negres peó · d6 negres peó · b5 blanques alfil · c5 negres peó · e4 blanques peó · f3 blanques cavall · a2 blanques peó · b2 blanques peó · c2 blanques peó · d2 blanques peó · f2 blanques peó · g2 blanques peó · h2 blanques peó · a1 blanques torre · b1 blanques cavall · c1 blanques alfil · d1 blanques dama · e1 blanques rei · h1 blanques torre | a8 negres torre · b8 negres cavall · c8 negres alfil · d8 negres dama · e8 negres rei · f8 negres alfil · g8 negres cavall · h8 negres torre · a7 negres peó · b7 negres peó · e7 negres peó · f7 negres peó · g7 negres peó · h7 negres peó · d6 negres peó · b5 blanques alfil · c5 negres peó · e4 blanques peó · f3 blanques cavall · a2 blanques peó · b2 blanques peó · c2 blanques peó · d2 blanques peó · f2 blanques peó · g2 blanques peó · h2 blanques peó · a1 blanques torre · b1 blanques cavall · c1 blanques alfil · d1 blanques dama · e1 blanques rei · h1 blanques torre | 1 |
|   | a | b | c | d | e | f | g | h |   |

1.e4 c5 2.Cf3 d6 3.Ab5+
La tercera jugada de Kaspàrov va sorprendre molts espectadors. Ell normalment juga 3.d4, la més ambiciosa en aquesta posició, obrint immediatament el joc. En canvi, aquest moviment és més probable que resulti en una partida tancada amb només un petit plus estratègic per les blanques. Kaspàrov es va disculpar amb l'equip mundial per aquest moviment, però es va excusar en vista del seu proper matx pel Campionat del món el 2000. És de suposar que havia preparat algunes innovacions en les seves línies principals, i no volia revelar-les per endavant.
3...Ad7 4.Axd7+ Dxd7 5.c4
Un 3% dels seguidors volien que les negres fessin 4...Cxd7, però foren derrotats en la votació pels qui pensaven que la dama negra estava segura a les caselles blanques amb l'alfil blanc de caselles clares fora de la pardida, i pensaren que les negres estarien millor amb el cavall a c6. Amb c4, Kaspàrov solidificà el seu punt fort a la casella d5 tot avançant el peó-c abans de desenvolupar el seu cavall de dama, el qual s'uniria a l'atac a d5 en el següent moviment. La formació de peons resultant per les blanques és anomenada de vegades el Mur de Maróczy, una manera de constrenyir la posició negra. L'equip del món va respondre tot lluitant pel control de la casella d4.
5...Cc6 6.Cc3 Cf6 7.0-0 g6
Ara les negres han d'intentar enrocar al seu flanc de rei i poden fer-ho alliberant el seu alfil de caselles negres tant cap a la columna e com a la g. En lloc de moure el peó e a e6 o e5 i que l'alfil quedés bloquejat pel peó de d6, l'equip mundial va optar pel fianchetto, que a més permetia lluitar per les caselles negres centrals. Kaspàrov va trencar immediatament el centre amb el seu peó de dama, abans que l'alfil negre tingués alguna cosa a dir.
8.d4 cxd4 9.Cxd4 Ag7 10.Cde2
El centre estava massa calent pel cavall blanc de d4, ja que l'equip mundial estava amenaçant un atac a la descoberta movent el cavall negre de f6, desemmascarant l'alfil de g7. Canviar cavalls a c6 seria una ximpleria per Kaspàrov, ja que això permetria que un peó arribés a c6, donant a l'equip mundial el control de d5; en canvi, la retirada és una bona opció. Tots els moviments de Kaspàrov fins a aquest moment eren considerats bons per la teoria del moment.
Si el blanc hagués volgut assolir els objectius estratègics d'aquesta línia d'obertura, és a dir, constrenyir la posició negra sense permetre contrajoc, llavors un moviment diferent (10.Cc2) o un ordre de jugades diferent, haguessin estat necessaris. Un mica més popular actualment és 7. d4 i després 7...cxd4 8. Cxd4 De6 podria perdre la dama. 7. d4 permet dues altres sortides de la dama, 7. Dg4?! o després de 7...cxd4 8. Cxd4 Dg4.
|   | a | b | c | d | e | f | g | h |   |
| 8 | a8 negres torre · e8 negres rei · h8 negres torre · a7 negres peó · b7 negres peó · e7 negres peó · f7 negres peó · g7 negres alfil · h7 negres peó · c6 negres cavall · d6 negres peó · e6 negres dama · f6 negres cavall · g6 negres peó · c4 blanques peó · e4 blanques peó · c3 blanques cavall · a2 blanques peó · b2 blanques peó · e2 blanques cavall · f2 blanques peó · g2 blanques peó · h2 blanques peó · a1 blanques torre · c1 blanques alfil · d1 blanques dama · f1 blanques torre · g1 blanques rei | a8 negres torre · e8 negres rei · h8 negres torre · a7 negres peó · b7 negres peó · e7 negres peó · f7 negres peó · g7 negres alfil · h7 negres peó · c6 negres cavall · d6 negres peó · e6 negres dama · f6 negres cavall · g6 negres peó · c4 blanques peó · e4 blanques peó · c3 blanques cavall · a2 blanques peó · b2 blanques peó · e2 blanques cavall · f2 blanques peó · g2 blanques peó · h2 blanques peó · a1 blanques torre · c1 blanques alfil · d1 blanques dama · f1 blanques torre · g1 blanques rei | a8 negres torre · e8 negres rei · h8 negres torre · a7 negres peó · b7 negres peó · e7 negres peó · f7 negres peó · g7 negres alfil · h7 negres peó · c6 negres cavall · d6 negres peó · e6 negres dama · f6 negres cavall · g6 negres peó · c4 blanques peó · e4 blanques peó · c3 blanques cavall · a2 blanques peó · b2 blanques peó · e2 blanques cavall · f2 blanques peó · g2 blanques peó · h2 blanques peó · a1 blanques torre · c1 blanques alfil · d1 blanques dama · f1 blanques torre · g1 blanques rei | a8 negres torre · e8 negres rei · h8 negres torre · a7 negres peó · b7 negres peó · e7 negres peó · f7 negres peó · g7 negres alfil · h7 negres peó · c6 negres cavall · d6 negres peó · e6 negres dama · f6 negres cavall · g6 negres peó · c4 blanques peó · e4 blanques peó · c3 blanques cavall · a2 blanques peó · b2 blanques peó · e2 blanques cavall · f2 blanques peó · g2 blanques peó · h2 blanques peó · a1 blanques torre · c1 blanques alfil · d1 blanques dama · f1 blanques torre · g1 blanques rei | a8 negres torre · e8 negres rei · h8 negres torre · a7 negres peó · b7 negres peó · e7 negres peó · f7 negres peó · g7 negres alfil · h7 negres peó · c6 negres cavall · d6 negres peó · e6 negres dama · f6 negres cavall · g6 negres peó · c4 blanques peó · e4 blanques peó · c3 blanques cavall · a2 blanques peó · b2 blanques peó · e2 blanques cavall · f2 blanques peó · g2 blanques peó · h2 blanques peó · a1 blanques torre · c1 blanques alfil · d1 blanques dama · f1 blanques torre · g1 blanques rei | a8 negres torre · e8 negres rei · h8 negres torre · a7 negres peó · b7 negres peó · e7 negres peó · f7 negres peó · g7 negres alfil · h7 negres peó · c6 negres cavall · d6 negres peó · e6 negres dama · f6 negres cavall · g6 negres peó · c4 blanques peó · e4 blanques peó · c3 blanques cavall · a2 blanques peó · b2 blanques peó · e2 blanques cavall · f2 blanques peó · g2 blanques peó · h2 blanques peó · a1 blanques torre · c1 blanques alfil · d1 blanques dama · f1 blanques torre · g1 blanques rei | a8 negres torre · e8 negres rei · h8 negres torre · a7 negres peó · b7 negres peó · e7 negres peó · f7 negres peó · g7 negres alfil · h7 negres peó · c6 negres cavall · d6 negres peó · e6 negres dama · f6 negres cavall · g6 negres peó · c4 blanques peó · e4 blanques peó · c3 blanques cavall · a2 blanques peó · b2 blanques peó · e2 blanques cavall · f2 blanques peó · g2 blanques peó · h2 blanques peó · a1 blanques torre · c1 blanques alfil · d1 blanques dama · f1 blanques torre · g1 blanques rei | a8 negres torre · e8 negres rei · h8 negres torre · a7 negres peó · b7 negres peó · e7 negres peó · f7 negres peó · g7 negres alfil · h7 negres peó · c6 negres cavall · d6 negres peó · e6 negres dama · f6 negres cavall · g6 negres peó · c4 blanques peó · e4 blanques peó · c3 blanques cavall · a2 blanques peó · b2 blanques peó · e2 blanques cavall · f2 blanques peó · g2 blanques peó · h2 blanques peó · a1 blanques torre · c1 blanques alfil · d1 blanques dama · f1 blanques torre · g1 blanques rei | 8 |
| 7 | a8 negres torre · e8 negres rei · h8 negres torre · a7 negres peó · b7 negres peó · e7 negres peó · f7 negres peó · g7 negres alfil · h7 negres peó · c6 negres cavall · d6 negres peó · e6 negres dama · f6 negres cavall · g6 negres peó · c4 blanques peó · e4 blanques peó · c3 blanques cavall · a2 blanques peó · b2 blanques peó · e2 blanques cavall · f2 blanques peó · g2 blanques peó · h2 blanques peó · a1 blanques torre · c1 blanques alfil · d1 blanques dama · f1 blanques torre · g1 blanques rei | a8 negres torre · e8 negres rei · h8 negres torre · a7 negres peó · b7 negres peó · e7 negres peó · f7 negres peó · g7 negres alfil · h7 negres peó · c6 negres cavall · d6 negres peó · e6 negres dama · f6 negres cavall · g6 negres peó · c4 blanques peó · e4 blanques peó · c3 blanques cavall · a2 blanques peó · b2 blanques peó · e2 blanques cavall · f2 blanques peó · g2 blanques peó · h2 blanques peó · a1 blanques torre · c1 blanques alfil · d1 blanques dama · f1 blanques torre · g1 blanques rei | a8 negres torre · e8 negres rei · h8 negres torre · a7 negres peó · b7 negres peó · e7 negres peó · f7 negres peó · g7 negres alfil · h7 negres peó · c6 negres cavall · d6 negres peó · e6 negres dama · f6 negres cavall · g6 negres peó · c4 blanques peó · e4 blanques peó · c3 blanques cavall · a2 blanques peó · b2 blanques peó · e2 blanques cavall · f2 blanques peó · g2 blanques peó · h2 blanques peó · a1 blanques torre · c1 blanques alfil · d1 blanques dama · f1 blanques torre · g1 blanques rei | a8 negres torre · e8 negres rei · h8 negres torre · a7 negres peó · b7 negres peó · e7 negres peó · f7 negres peó · g7 negres alfil · h7 negres peó · c6 negres cavall · d6 negres peó · e6 negres dama · f6 negres cavall · g6 negres peó · c4 blanques peó · e4 blanques peó · c3 blanques cavall · a2 blanques peó · b2 blanques peó · e2 blanques cavall · f2 blanques peó · g2 blanques peó · h2 blanques peó · a1 blanques torre · c1 blanques alfil · d1 blanques dama · f1 blanques torre · g1 blanques rei | a8 negres torre · e8 negres rei · h8 negres torre · a7 negres peó · b7 negres peó · e7 negres peó · f7 negres peó · g7 negres alfil · h7 negres peó · c6 negres cavall · d6 negres peó · e6 negres dama · f6 negres cavall · g6 negres peó · c4 blanques peó · e4 blanques peó · c3 blanques cavall · a2 blanques peó · b2 blanques peó · e2 blanques cavall · f2 blanques peó · g2 blanques peó · h2 blanques peó · a1 blanques torre · c1 blanques alfil · d1 blanques dama · f1 blanques torre · g1 blanques rei | a8 negres torre · e8 negres rei · h8 negres torre · a7 negres peó · b7 negres peó · e7 negres peó · f7 negres peó · g7 negres alfil · h7 negres peó · c6 negres cavall · d6 negres peó · e6 negres dama · f6 negres cavall · g6 negres peó · c4 blanques peó · e4 blanques peó · c3 blanques cavall · a2 blanques peó · b2 blanques peó · e2 blanques cavall · f2 blanques peó · g2 blanques peó · h2 blanques peó · a1 blanques torre · c1 blanques alfil · d1 blanques dama · f1 blanques torre · g1 blanques rei | a8 negres torre · e8 negres rei · h8 negres torre · a7 negres peó · b7 negres peó · e7 negres peó · f7 negres peó · g7 negres alfil · h7 negres peó · c6 negres cavall · d6 negres peó · e6 negres dama · f6 negres cavall · g6 negres peó · c4 blanques peó · e4 blanques peó · c3 blanques cavall · a2 blanques peó · b2 blanques peó · e2 blanques cavall · f2 blanques peó · g2 blanques peó · h2 blanques peó · a1 blanques torre · c1 blanques alfil · d1 blanques dama · f1 blanques torre · g1 blanques rei | a8 negres torre · e8 negres rei · h8 negres torre · a7 negres peó · b7 negres peó · e7 negres peó · f7 negres peó · g7 negres alfil · h7 negres peó · c6 negres cavall · d6 negres peó · e6 negres dama · f6 negres cavall · g6 negres peó · c4 blanques peó · e4 blanques peó · c3 blanques cavall · a2 blanques peó · b2 blanques peó · e2 blanques cavall · f2 blanques peó · g2 blanques peó · h2 blanques peó · a1 blanques torre · c1 blanques alfil · d1 blanques dama · f1 blanques torre · g1 blanques rei | 7 |
| 6 | a8 negres torre · e8 negres rei · h8 negres torre · a7 negres peó · b7 negres peó · e7 negres peó · f7 negres peó · g7 negres alfil · h7 negres peó · c6 negres cavall · d6 negres peó · e6 negres dama · f6 negres cavall · g6 negres peó · c4 blanques peó · e4 blanques peó · c3 blanques cavall · a2 blanques peó · b2 blanques peó · e2 blanques cavall · f2 blanques peó · g2 blanques peó · h2 blanques peó · a1 blanques torre · c1 blanques alfil · d1 blanques dama · f1 blanques torre · g1 blanques rei | a8 negres torre · e8 negres rei · h8 negres torre · a7 negres peó · b7 negres peó · e7 negres peó · f7 negres peó · g7 negres alfil · h7 negres peó · c6 negres cavall · d6 negres peó · e6 negres dama · f6 negres cavall · g6 negres peó · c4 blanques peó · e4 blanques peó · c3 blanques cavall · a2 blanques peó · b2 blanques peó · e2 blanques cavall · f2 blanques peó · g2 blanques peó · h2 blanques peó · a1 blanques torre · c1 blanques alfil · d1 blanques dama · f1 blanques torre · g1 blanques rei | a8 negres torre · e8 negres rei · h8 negres torre · a7 negres peó · b7 negres peó · e7 negres peó · f7 negres peó · g7 negres alfil · h7 negres peó · c6 negres cavall · d6 negres peó · e6 negres dama · f6 negres cavall · g6 negres peó · c4 blanques peó · e4 blanques peó · c3 blanques cavall · a2 blanques peó · b2 blanques peó · e2 blanques cavall · f2 blanques peó · g2 blanques peó · h2 blanques peó · a1 blanques torre · c1 blanques alfil · d1 blanques dama · f1 blanques torre · g1 blanques rei | a8 negres torre · e8 negres rei · h8 negres torre · a7 negres peó · b7 negres peó · e7 negres peó · f7 negres peó · g7 negres alfil · h7 negres peó · c6 negres cavall · d6 negres peó · e6 negres dama · f6 negres cavall · g6 negres peó · c4 blanques peó · e4 blanques peó · c3 blanques cavall · a2 blanques peó · b2 blanques peó · e2 blanques cavall · f2 blanques peó · g2 blanques peó · h2 blanques peó · a1 blanques torre · c1 blanques alfil · d1 blanques dama · f1 blanques torre · g1 blanques rei | a8 negres torre · e8 negres rei · h8 negres torre · a7 negres peó · b7 negres peó · e7 negres peó · f7 negres peó · g7 negres alfil · h7 negres peó · c6 negres cavall · d6 negres peó · e6 negres dama · f6 negres cavall · g6 negres peó · c4 blanques peó · e4 blanques peó · c3 blanques cavall · a2 blanques peó · b2 blanques peó · e2 blanques cavall · f2 blanques peó · g2 blanques peó · h2 blanques peó · a1 blanques torre · c1 blanques alfil · d1 blanques dama · f1 blanques torre · g1 blanques rei | a8 negres torre · e8 negres rei · h8 negres torre · a7 negres peó · b7 negres peó · e7 negres peó · f7 negres peó · g7 negres alfil · h7 negres peó · c6 negres cavall · d6 negres peó · e6 negres dama · f6 negres cavall · g6 negres peó · c4 blanques peó · e4 blanques peó · c3 blanques cavall · a2 blanques peó · b2 blanques peó · e2 blanques cavall · f2 blanques peó · g2 blanques peó · h2 blanques peó · a1 blanques torre · c1 blanques alfil · d1 blanques dama · f1 blanques torre · g1 blanques rei | a8 negres torre · e8 negres rei · h8 negres torre · a7 negres peó · b7 negres peó · e7 negres peó · f7 negres peó · g7 negres alfil · h7 negres peó · c6 negres cavall · d6 negres peó · e6 negres dama · f6 negres cavall · g6 negres peó · c4 blanques peó · e4 blanques peó · c3 blanques cavall · a2 blanques peó · b2 blanques peó · e2 blanques cavall · f2 blanques peó · g2 blanques peó · h2 blanques peó · a1 blanques torre · c1 blanques alfil · d1 blanques dama · f1 blanques torre · g1 blanques rei | a8 negres torre · e8 negres rei · h8 negres torre · a7 negres peó · b7 negres peó · e7 negres peó · f7 negres peó · g7 negres alfil · h7 negres peó · c6 negres cavall · d6 negres peó · e6 negres dama · f6 negres cavall · g6 negres peó · c4 blanques peó · e4 blanques peó · c3 blanques cavall · a2 blanques peó · b2 blanques peó · e2 blanques cavall · f2 blanques peó · g2 blanques peó · h2 blanques peó · a1 blanques torre · c1 blanques alfil · d1 blanques dama · f1 blanques torre · g1 blanques rei | 6 |
| 5 | a8 negres torre · e8 negres rei · h8 negres torre · a7 negres peó · b7 negres peó · e7 negres peó · f7 negres peó · g7 negres alfil · h7 negres peó · c6 negres cavall · d6 negres peó · e6 negres dama · f6 negres cavall · g6 negres peó · c4 blanques peó · e4 blanques peó · c3 blanques cavall · a2 blanques peó · b2 blanques peó · e2 blanques cavall · f2 blanques peó · g2 blanques peó · h2 blanques peó · a1 blanques torre · c1 blanques alfil · d1 blanques dama · f1 blanques torre · g1 blanques rei | a8 negres torre · e8 negres rei · h8 negres torre · a7 negres peó · b7 negres peó · e7 negres peó · f7 negres peó · g7 negres alfil · h7 negres peó · c6 negres cavall · d6 negres peó · e6 negres dama · f6 negres cavall · g6 negres peó · c4 blanques peó · e4 blanques peó · c3 blanques cavall · a2 blanques peó · b2 blanques peó · e2 blanques cavall · f2 blanques peó · g2 blanques peó · h2 blanques peó · a1 blanques torre · c1 blanques alfil · d1 blanques dama · f1 blanques torre · g1 blanques rei | a8 negres torre · e8 negres rei · h8 negres torre · a7 negres peó · b7 negres peó · e7 negres peó · f7 negres peó · g7 negres alfil · h7 negres peó · c6 negres cavall · d6 negres peó · e6 negres dama · f6 negres cavall · g6 negres peó · c4 blanques peó · e4 blanques peó · c3 blanques cavall · a2 blanques peó · b2 blanques peó · e2 blanques cavall · f2 blanques peó · g2 blanques peó · h2 blanques peó · a1 blanques torre · c1 blanques alfil · d1 blanques dama · f1 blanques torre · g1 blanques rei | a8 negres torre · e8 negres rei · h8 negres torre · a7 negres peó · b7 negres peó · e7 negres peó · f7 negres peó · g7 negres alfil · h7 negres peó · c6 negres cavall · d6 negres peó · e6 negres dama · f6 negres cavall · g6 negres peó · c4 blanques peó · e4 blanques peó · c3 blanques cavall · a2 blanques peó · b2 blanques peó · e2 blanques cavall · f2 blanques peó · g2 blanques peó · h2 blanques peó · a1 blanques torre · c1 blanques alfil · d1 blanques dama · f1 blanques torre · g1 blanques rei | a8 negres torre · e8 negres rei · h8 negres torre · a7 negres peó · b7 negres peó · e7 negres peó · f7 negres peó · g7 negres alfil · h7 negres peó · c6 negres cavall · d6 negres peó · e6 negres dama · f6 negres cavall · g6 negres peó · c4 blanques peó · e4 blanques peó · c3 blanques cavall · a2 blanques peó · b2 blanques peó · e2 blanques cavall · f2 blanques peó · g2 blanques peó · h2 blanques peó · a1 blanques torre · c1 blanques alfil · d1 blanques dama · f1 blanques torre · g1 blanques rei | a8 negres torre · e8 negres rei · h8 negres torre · a7 negres peó · b7 negres peó · e7 negres peó · f7 negres peó · g7 negres alfil · h7 negres peó · c6 negres cavall · d6 negres peó · e6 negres dama · f6 negres cavall · g6 negres peó · c4 blanques peó · e4 blanques peó · c3 blanques cavall · a2 blanques peó · b2 blanques peó · e2 blanques cavall · f2 blanques peó · g2 blanques peó · h2 blanques peó · a1 blanques torre · c1 blanques alfil · d1 blanques dama · f1 blanques torre · g1 blanques rei | a8 negres torre · e8 negres rei · h8 negres torre · a7 negres peó · b7 negres peó · e7 negres peó · f7 negres peó · g7 negres alfil · h7 negres peó · c6 negres cavall · d6 negres peó · e6 negres dama · f6 negres cavall · g6 negres peó · c4 blanques peó · e4 blanques peó · c3 blanques cavall · a2 blanques peó · b2 blanques peó · e2 blanques cavall · f2 blanques peó · g2 blanques peó · h2 blanques peó · a1 blanques torre · c1 blanques alfil · d1 blanques dama · f1 blanques torre · g1 blanques rei | a8 negres torre · e8 negres rei · h8 negres torre · a7 negres peó · b7 negres peó · e7 negres peó · f7 negres peó · g7 negres alfil · h7 negres peó · c6 negres cavall · d6 negres peó · e6 negres dama · f6 negres cavall · g6 negres peó · c4 blanques peó · e4 blanques peó · c3 blanques cavall · a2 blanques peó · b2 blanques peó · e2 blanques cavall · f2 blanques peó · g2 blanques peó · h2 blanques peó · a1 blanques torre · c1 blanques alfil · d1 blanques dama · f1 blanques torre · g1 blanques rei | 5 |
| 4 | a8 negres torre · e8 negres rei · h8 negres torre · a7 negres peó · b7 negres peó · e7 negres peó · f7 negres peó · g7 negres alfil · h7 negres peó · c6 negres cavall · d6 negres peó · e6 negres dama · f6 negres cavall · g6 negres peó · c4 blanques peó · e4 blanques peó · c3 blanques cavall · a2 blanques peó · b2 blanques peó · e2 blanques cavall · f2 blanques peó · g2 blanques peó · h2 blanques peó · a1 blanques torre · c1 blanques alfil · d1 blanques dama · f1 blanques torre · g1 blanques rei | a8 negres torre · e8 negres rei · h8 negres torre · a7 negres peó · b7 negres peó · e7 negres peó · f7 negres peó · g7 negres alfil · h7 negres peó · c6 negres cavall · d6 negres peó · e6 negres dama · f6 negres cavall · g6 negres peó · c4 blanques peó · e4 blanques peó · c3 blanques cavall · a2 blanques peó · b2 blanques peó · e2 blanques cavall · f2 blanques peó · g2 blanques peó · h2 blanques peó · a1 blanques torre · c1 blanques alfil · d1 blanques dama · f1 blanques torre · g1 blanques rei | a8 negres torre · e8 negres rei · h8 negres torre · a7 negres peó · b7 negres peó · e7 negres peó · f7 negres peó · g7 negres alfil · h7 negres peó · c6 negres cavall · d6 negres peó · e6 negres dama · f6 negres cavall · g6 negres peó · c4 blanques peó · e4 blanques peó · c3 blanques cavall · a2 blanques peó · b2 blanques peó · e2 blanques cavall · f2 blanques peó · g2 blanques peó · h2 blanques peó · a1 blanques torre · c1 blanques alfil · d1 blanques dama · f1 blanques torre · g1 blanques rei | a8 negres torre · e8 negres rei · h8 negres torre · a7 negres peó · b7 negres peó · e7 negres peó · f7 negres peó · g7 negres alfil · h7 negres peó · c6 negres cavall · d6 negres peó · e6 negres dama · f6 negres cavall · g6 negres peó · c4 blanques peó · e4 blanques peó · c3 blanques cavall · a2 blanques peó · b2 blanques peó · e2 blanques cavall · f2 blanques peó · g2 blanques peó · h2 blanques peó · a1 blanques torre · c1 blanques alfil · d1 blanques dama · f1 blanques torre · g1 blanques rei | a8 negres torre · e8 negres rei · h8 negres torre · a7 negres peó · b7 negres peó · e7 negres peó · f7 negres peó · g7 negres alfil · h7 negres peó · c6 negres cavall · d6 negres peó · e6 negres dama · f6 negres cavall · g6 negres peó · c4 blanques peó · e4 blanques peó · c3 blanques cavall · a2 blanques peó · b2 blanques peó · e2 blanques cavall · f2 blanques peó · g2 blanques peó · h2 blanques peó · a1 blanques torre · c1 blanques alfil · d1 blanques dama · f1 blanques torre · g1 blanques rei | a8 negres torre · e8 negres rei · h8 negres torre · a7 negres peó · b7 negres peó · e7 negres peó · f7 negres peó · g7 negres alfil · h7 negres peó · c6 negres cavall · d6 negres peó · e6 negres dama · f6 negres cavall · g6 negres peó · c4 blanques peó · e4 blanques peó · c3 blanques cavall · a2 blanques peó · b2 blanques peó · e2 blanques cavall · f2 blanques peó · g2 blanques peó · h2 blanques peó · a1 blanques torre · c1 blanques alfil · d1 blanques dama · f1 blanques torre · g1 blanques rei | a8 negres torre · e8 negres rei · h8 negres torre · a7 negres peó · b7 negres peó · e7 negres peó · f7 negres peó · g7 negres alfil · h7 negres peó · c6 negres cavall · d6 negres peó · e6 negres dama · f6 negres cavall · g6 negres peó · c4 blanques peó · e4 blanques peó · c3 blanques cavall · a2 blanques peó · b2 blanques peó · e2 blanques cavall · f2 blanques peó · g2 blanques peó · h2 blanques peó · a1 blanques torre · c1 blanques alfil · d1 blanques dama · f1 blanques torre · g1 blanques rei | a8 negres torre · e8 negres rei · h8 negres torre · a7 negres peó · b7 negres peó · e7 negres peó · f7 negres peó · g7 negres alfil · h7 negres peó · c6 negres cavall · d6 negres peó · e6 negres dama · f6 negres cavall · g6 negres peó · c4 blanques peó · e4 blanques peó · c3 blanques cavall · a2 blanques peó · b2 blanques peó · e2 blanques cavall · f2 blanques peó · g2 blanques peó · h2 blanques peó · a1 blanques torre · c1 blanques alfil · d1 blanques dama · f1 blanques torre · g1 blanques rei | 4 |
| 3 | a8 negres torre · e8 negres rei · h8 negres torre · a7 negres peó · b7 negres peó · e7 negres peó · f7 negres peó · g7 negres alfil · h7 negres peó · c6 negres cavall · d6 negres peó · e6 negres dama · f6 negres cavall · g6 negres peó · c4 blanques peó · e4 blanques peó · c3 blanques cavall · a2 blanques peó · b2 blanques peó · e2 blanques cavall · f2 blanques peó · g2 blanques peó · h2 blanques peó · a1 blanques torre · c1 blanques alfil · d1 blanques dama · f1 blanques torre · g1 blanques rei | a8 negres torre · e8 negres rei · h8 negres torre · a7 negres peó · b7 negres peó · e7 negres peó · f7 negres peó · g7 negres alfil · h7 negres peó · c6 negres cavall · d6 negres peó · e6 negres dama · f6 negres cavall · g6 negres peó · c4 blanques peó · e4 blanques peó · c3 blanques cavall · a2 blanques peó · b2 blanques peó · e2 blanques cavall · f2 blanques peó · g2 blanques peó · h2 blanques peó · a1 blanques torre · c1 blanques alfil · d1 blanques dama · f1 blanques torre · g1 blanques rei | a8 negres torre · e8 negres rei · h8 negres torre · a7 negres peó · b7 negres peó · e7 negres peó · f7 negres peó · g7 negres alfil · h7 negres peó · c6 negres cavall · d6 negres peó · e6 negres dama · f6 negres cavall · g6 negres peó · c4 blanques peó · e4 blanques peó · c3 blanques cavall · a2 blanques peó · b2 blanques peó · e2 blanques cavall · f2 blanques peó · g2 blanques peó · h2 blanques peó · a1 blanques torre · c1 blanques alfil · d1 blanques dama · f1 blanques torre · g1 blanques rei | a8 negres torre · e8 negres rei · h8 negres torre · a7 negres peó · b7 negres peó · e7 negres peó · f7 negres peó · g7 negres alfil · h7 negres peó · c6 negres cavall · d6 negres peó · e6 negres dama · f6 negres cavall · g6 negres peó · c4 blanques peó · e4 blanques peó · c3 blanques cavall · a2 blanques peó · b2 blanques peó · e2 blanques cavall · f2 blanques peó · g2 blanques peó · h2 blanques peó · a1 blanques torre · c1 blanques alfil · d1 blanques dama · f1 blanques torre · g1 blanques rei | a8 negres torre · e8 negres rei · h8 negres torre · a7 negres peó · b7 negres peó · e7 negres peó · f7 negres peó · g7 negres alfil · h7 negres peó · c6 negres cavall · d6 negres peó · e6 negres dama · f6 negres cavall · g6 negres peó · c4 blanques peó · e4 blanques peó · c3 blanques cavall · a2 blanques peó · b2 blanques peó · e2 blanques cavall · f2 blanques peó · g2 blanques peó · h2 blanques peó · a1 blanques torre · c1 blanques alfil · d1 blanques dama · f1 blanques torre · g1 blanques rei | a8 negres torre · e8 negres rei · h8 negres torre · a7 negres peó · b7 negres peó · e7 negres peó · f7 negres peó · g7 negres alfil · h7 negres peó · c6 negres cavall · d6 negres peó · e6 negres dama · f6 negres cavall · g6 negres peó · c4 blanques peó · e4 blanques peó · c3 blanques cavall · a2 blanques peó · b2 blanques peó · e2 blanques cavall · f2 blanques peó · g2 blanques peó · h2 blanques peó · a1 blanques torre · c1 blanques alfil · d1 blanques dama · f1 blanques torre · g1 blanques rei | a8 negres torre · e8 negres rei · h8 negres torre · a7 negres peó · b7 negres peó · e7 negres peó · f7 negres peó · g7 negres alfil · h7 negres peó · c6 negres cavall · d6 negres peó · e6 negres dama · f6 negres cavall · g6 negres peó · c4 blanques peó · e4 blanques peó · c3 blanques cavall · a2 blanques peó · b2 blanques peó · e2 blanques cavall · f2 blanques peó · g2 blanques peó · h2 blanques peó · a1 blanques torre · c1 blanques alfil · d1 blanques dama · f1 blanques torre · g1 blanques rei | a8 negres torre · e8 negres rei · h8 negres torre · a7 negres peó · b7 negres peó · e7 negres peó · f7 negres peó · g7 negres alfil · h7 negres peó · c6 negres cavall · d6 negres peó · e6 negres dama · f6 negres cavall · g6 negres peó · c4 blanques peó · e4 blanques peó · c3 blanques cavall · a2 blanques peó · b2 blanques peó · e2 blanques cavall · f2 blanques peó · g2 blanques peó · h2 blanques peó · a1 blanques torre · c1 blanques alfil · d1 blanques dama · f1 blanques torre · g1 blanques rei | 3 |
| 2 | a8 negres torre · e8 negres rei · h8 negres torre · a7 negres peó · b7 negres peó · e7 negres peó · f7 negres peó · g7 negres alfil · h7 negres peó · c6 negres cavall · d6 negres peó · e6 negres dama · f6 negres cavall · g6 negres peó · c4 blanques peó · e4 blanques peó · c3 blanques cavall · a2 blanques peó · b2 blanques peó · e2 blanques cavall · f2 blanques peó · g2 blanques peó · h2 blanques peó · a1 blanques torre · c1 blanques alfil · d1 blanques dama · f1 blanques torre · g1 blanques rei | a8 negres torre · e8 negres rei · h8 negres torre · a7 negres peó · b7 negres peó · e7 negres peó · f7 negres peó · g7 negres alfil · h7 negres peó · c6 negres cavall · d6 negres peó · e6 negres dama · f6 negres cavall · g6 negres peó · c4 blanques peó · e4 blanques peó · c3 blanques cavall · a2 blanques peó · b2 blanques peó · e2 blanques cavall · f2 blanques peó · g2 blanques peó · h2 blanques peó · a1 blanques torre · c1 blanques alfil · d1 blanques dama · f1 blanques torre · g1 blanques rei | a8 negres torre · e8 negres rei · h8 negres torre · a7 negres peó · b7 negres peó · e7 negres peó · f7 negres peó · g7 negres alfil · h7 negres peó · c6 negres cavall · d6 negres peó · e6 negres dama · f6 negres cavall · g6 negres peó · c4 blanques peó · e4 blanques peó · c3 blanques cavall · a2 blanques peó · b2 blanques peó · e2 blanques cavall · f2 blanques peó · g2 blanques peó · h2 blanques peó · a1 blanques torre · c1 blanques alfil · d1 blanques dama · f1 blanques torre · g1 blanques rei | a8 negres torre · e8 negres rei · h8 negres torre · a7 negres peó · b7 negres peó · e7 negres peó · f7 negres peó · g7 negres alfil · h7 negres peó · c6 negres cavall · d6 negres peó · e6 negres dama · f6 negres cavall · g6 negres peó · c4 blanques peó · e4 blanques peó · c3 blanques cavall · a2 blanques peó · b2 blanques peó · e2 blanques cavall · f2 blanques peó · g2 blanques peó · h2 blanques peó · a1 blanques torre · c1 blanques alfil · d1 blanques dama · f1 blanques torre · g1 blanques rei | a8 negres torre · e8 negres rei · h8 negres torre · a7 negres peó · b7 negres peó · e7 negres peó · f7 negres peó · g7 negres alfil · h7 negres peó · c6 negres cavall · d6 negres peó · e6 negres dama · f6 negres cavall · g6 negres peó · c4 blanques peó · e4 blanques peó · c3 blanques cavall · a2 blanques peó · b2 blanques peó · e2 blanques cavall · f2 blanques peó · g2 blanques peó · h2 blanques peó · a1 blanques torre · c1 blanques alfil · d1 blanques dama · f1 blanques torre · g1 blanques rei | a8 negres torre · e8 negres rei · h8 negres torre · a7 negres peó · b7 negres peó · e7 negres peó · f7 negres peó · g7 negres alfil · h7 negres peó · c6 negres cavall · d6 negres peó · e6 negres dama · f6 negres cavall · g6 negres peó · c4 blanques peó · e4 blanques peó · c3 blanques cavall · a2 blanques peó · b2 blanques peó · e2 blanques cavall · f2 blanques peó · g2 blanques peó · h2 blanques peó · a1 blanques torre · c1 blanques alfil · d1 blanques dama · f1 blanques torre · g1 blanques rei | a8 negres torre · e8 negres rei · h8 negres torre · a7 negres peó · b7 negres peó · e7 negres peó · f7 negres peó · g7 negres alfil · h7 negres peó · c6 negres cavall · d6 negres peó · e6 negres dama · f6 negres cavall · g6 negres peó · c4 blanques peó · e4 blanques peó · c3 blanques cavall · a2 blanques peó · b2 blanques peó · e2 blanques cavall · f2 blanques peó · g2 blanques peó · h2 blanques peó · a1 blanques torre · c1 blanques alfil · d1 blanques dama · f1 blanques torre · g1 blanques rei | a8 negres torre · e8 negres rei · h8 negres torre · a7 negres peó · b7 negres peó · e7 negres peó · f7 negres peó · g7 negres alfil · h7 negres peó · c6 negres cavall · d6 negres peó · e6 negres dama · f6 negres cavall · g6 negres peó · c4 blanques peó · e4 blanques peó · c3 blanques cavall · a2 blanques peó · b2 blanques peó · e2 blanques cavall · f2 blanques peó · g2 blanques peó · h2 blanques peó · a1 blanques torre · c1 blanques alfil · d1 blanques dama · f1 blanques torre · g1 blanques rei | 2 |
| 1 | a8 negres torre · e8 negres rei · h8 negres torre · a7 negres peó · b7 negres peó · e7 negres peó · f7 negres peó · g7 negres alfil · h7 negres peó · c6 negres cavall · d6 negres peó · e6 negres dama · f6 negres cavall · g6 negres peó · c4 blanques peó · e4 blanques peó · c3 blanques cavall · a2 blanques peó · b2 blanques peó · e2 blanques cavall · f2 blanques peó · g2 blanques peó · h2 blanques peó · a1 blanques torre · c1 blanques alfil · d1 blanques dama · f1 blanques torre · g1 blanques rei | a8 negres torre · e8 negres rei · h8 negres torre · a7 negres peó · b7 negres peó · e7 negres peó · f7 negres peó · g7 negres alfil · h7 negres peó · c6 negres cavall · d6 negres peó · e6 negres dama · f6 negres cavall · g6 negres peó · c4 blanques peó · e4 blanques peó · c3 blanques cavall · a2 blanques peó · b2 blanques peó · e2 blanques cavall · f2 blanques peó · g2 blanques peó · h2 blanques peó · a1 blanques torre · c1 blanques alfil · d1 blanques dama · f1 blanques torre · g1 blanques rei | a8 negres torre · e8 negres rei · h8 negres torre · a7 negres peó · b7 negres peó · e7 negres peó · f7 negres peó · g7 negres alfil · h7 negres peó · c6 negres cavall · d6 negres peó · e6 negres dama · f6 negres cavall · g6 negres peó · c4 blanques peó · e4 blanques peó · c3 blanques cavall · a2 blanques peó · b2 blanques peó · e2 blanques cavall · f2 blanques peó · g2 blanques peó · h2 blanques peó · a1 blanques torre · c1 blanques alfil · d1 blanques dama · f1 blanques torre · g1 blanques rei | a8 negres torre · e8 negres rei · h8 negres torre · a7 negres peó · b7 negres peó · e7 negres peó · f7 negres peó · g7 negres alfil · h7 negres peó · c6 negres cavall · d6 negres peó · e6 negres dama · f6 negres cavall · g6 negres peó · c4 blanques peó · e4 blanques peó · c3 blanques cavall · a2 blanques peó · b2 blanques peó · e2 blanques cavall · f2 blanques peó · g2 blanques peó · h2 blanques peó · a1 blanques torre · c1 blanques alfil · d1 blanques dama · f1 blanques torre · g1 blanques rei | a8 negres torre · e8 negres rei · h8 negres torre · a7 negres peó · b7 negres peó · e7 negres peó · f7 negres peó · g7 negres alfil · h7 negres peó · c6 negres cavall · d6 negres peó · e6 negres dama · f6 negres cavall · g6 negres peó · c4 blanques peó · e4 blanques peó · c3 blanques cavall · a2 blanques peó · b2 blanques peó · e2 blanques cavall · f2 blanques peó · g2 blanques peó · h2 blanques peó · a1 blanques torre · c1 blanques alfil · d1 blanques dama · f1 blanques torre · g1 blanques rei | a8 negres torre · e8 negres rei · h8 negres torre · a7 negres peó · b7 negres peó · e7 negres peó · f7 negres peó · g7 negres alfil · h7 negres peó · c6 negres cavall · d6 negres peó · e6 negres dama · f6 negres cavall · g6 negres peó · c4 blanques peó · e4 blanques peó · c3 blanques cavall · a2 blanques peó · b2 blanques peó · e2 blanques cavall · f2 blanques peó · g2 blanques peó · h2 blanques peó · a1 blanques torre · c1 blanques alfil · d1 blanques dama · f1 blanques torre · g1 blanques rei | a8 negres torre · e8 negres rei · h8 negres torre · a7 negres peó · b7 negres peó · e7 negres peó · f7 negres peó · g7 negres alfil · h7 negres peó · c6 negres cavall · d6 negres peó · e6 negres dama · f6 negres cavall · g6 negres peó · c4 blanques peó · e4 blanques peó · c3 blanques cavall · a2 blanques peó · b2 blanques peó · e2 blanques cavall · f2 blanques peó · g2 blanques peó · h2 blanques peó · a1 blanques torre · c1 blanques alfil · d1 blanques dama · f1 blanques torre · g1 blanques rei | a8 negres torre · e8 negres rei · h8 negres torre · a7 negres peó · b7 negres peó · e7 negres peó · f7 negres peó · g7 negres alfil · h7 negres peó · c6 negres cavall · d6 negres peó · e6 negres dama · f6 negres cavall · g6 negres peó · c4 blanques peó · e4 blanques peó · c3 blanques cavall · a2 blanques peó · b2 blanques peó · e2 blanques cavall · f2 blanques peó · g2 blanques peó · h2 blanques peó · a1 blanques torre · c1 blanques alfil · d1 blanques dama · f1 blanques torre · g1 blanques rei | 1 |
|   | a | b | c | d | e | f | g | h |   |

10...De6!?
Les negres finalment s'asseguren l'oportunitat d'enrocar, però rebutjen ser massa defensives. Aquest moviment va ser una novetat de l'equip mundial, és a dir, un moviment que mai abans havia estat jugat en una partida de la qual hi hagi constància. Krush va descobrir i analitzar el moviment, i va convèncer Paehtz a recomanar-lo també, per donar més possibilitats de guanyar la votació. Les seves advocacions combinades, després de molta discussió, foren suficients per guanyar per un 53% dels vots. Després d'aquest moviment, MSN va demanar que les quatre analistes oficials no es coordinessin entre si, potser per assegurar una més gran varietat de recomanacions. Des d'aquell moment, els analistes varen treballar de manera aïllada dels altres.
Tot i que De6!? (!? en notació escaquística significa "interessant" i usualment vol dir que encara que no sigui la millor jugada, és una capaç d'iniciar un joc interessant) sembla una jugada d'ataca, els jugadors normalment acaben el seu desenvolupament abans de capturar peons. En retrospectiva De6!? s'ha jugat només 28 cops en partides de torneig, segons la base de dades de 4 milions de partides de Chess Assistant, puntuant una mica per sota del 45%. e4 puntua un 53% en total, però 1. e4 c5 2 Cf3 redueix l'avantatge blanc al 51% contra la molt popular defensa siciliana. Lal més lògica O-O s'ha jugat 432 cops. La base de dades en línia chesslab.com té 127 partides des del 2000 amb O-O. En contrast, De6 només s'ha jugat 5 cops des que Krush entaulà amb Xu Yuhua el 2001, sense cap victòria per les negres. La partida més recent amb De6 és del 2008, amb victòria blanca, a D. Svetushkin–N. Ninov després d'11. Cd5 Dxe4 12. Cc7+ Rd7 13. Cxa8 Dxc4 14. Cb6+ axb6 15. Cc3 b5 (Ta8 perdé en la partida de 2004 entre S. Ansell i R. Bates amb 17. Dd5 en lloc del Cxe4 de Kaspàrov) 16. Ae3 b4 17. Ca4 Cd5 18. Tc1 Dxa2 19. Te1 e6 20. Te2 b5 21. Cb6+ Cxb6 22. Axb6 Da6 23. Td2 Ae5 24. Ac5 d5 25. Txd5+ exd5 26. Dxd5+ Rc7 27. Ab6+ Rb8 28. Dxc6 Axb2 29. Dd6+ Ra8 30. Dd5+ Rb8 31. Dd6+ Ra8 32. Td1 Tc8 33. Dd5+ Rb8 34. Ae3 f6 35. g3 Dc6 36. Df7 Tc7 37. Df8+ Rb7 38. Td6 Tc8 39. De7+ Tc7 40. De6 Dc4 41. Tb6+ Ra8 42. De8+ Tc8 43. Ta6+ Rb8 44. Dd7 Tc7 45. Dd8+ 1-0. Les negres podrien segurament millorar, en l'actual estat de la teoria, però la naturalesa artificial dels moviments de la dama combinats amb el 33% de puntuació de Ta8 han mantingut aquesta línia fora de les usades regularment pels professionals dels escacs.
En aquest punt de la partida, diversos aspectes s'havien fet evidents, pel que fa a la cooperació en l'equip del Món:
- Estava clar donant un cop d'ull als resultats de la votació que, tot i que l'equip del Món estava aconseguint de fer jugades teòricament correctes, estaven votant molts aficionats de baix nivell. Moviments demostrablement dolents estaven obtenint un percentatge significatiu dels vots; pitjor encara, en la jugada 12, al voltant de 2,4% dels votants va triar moviments il·legals que no treien l'equip mundial d'un escac.
- L'equip mundial no estava coordinant-se bé amb si mateix en el tauler d'anuncis. Hi havia molts missatges descarats, emocionalment escalfats, i de confrontació; les paraulotes fluïen lliurement, i es gastava més energia en el flaming que en l'anàlisi.

El desè moviment va ser un punt d'inflexió per l'equip del Món, no només perquè va incrementar la reputació de Krush i va donar energia a l'equip, sinó perquè va fer la posició en el tauler més oberta. La reina negra enforquillà dos peons centrals de Kaspàrov, que no podria pas salvar-los tots dos. Contraatacar amb 11.Db3 s'hauria trobat amb 11 ... 0-0 12.Dxb7 Tfc8, i l'equip mundial recuperaria un peó central, amb un joc favorable. Kaspàrov es va veure obligat a entrar al remolí amb els moviments següents.

### Moviments 11–20
|   | a | b | c | d | e | f | g | h |   |
| 8 | h8 negres torre · b7 negres peó · d7 negres rei · e7 negres peó · f7 negres peó · g7 negres alfil · h7 negres peó · b6 negres peó · c6 negres cavall · d6 negres peó · f6 negres cavall · g6 negres peó · c4 negres dama · a2 blanques peó · b2 blanques peó · e2 blanques cavall · f2 blanques peó · g2 blanques peó · h2 blanques peó · a1 blanques torre · c1 blanques alfil · d1 blanques dama · f1 blanques torre · g1 blanques rei | h8 negres torre · b7 negres peó · d7 negres rei · e7 negres peó · f7 negres peó · g7 negres alfil · h7 negres peó · b6 negres peó · c6 negres cavall · d6 negres peó · f6 negres cavall · g6 negres peó · c4 negres dama · a2 blanques peó · b2 blanques peó · e2 blanques cavall · f2 blanques peó · g2 blanques peó · h2 blanques peó · a1 blanques torre · c1 blanques alfil · d1 blanques dama · f1 blanques torre · g1 blanques rei | h8 negres torre · b7 negres peó · d7 negres rei · e7 negres peó · f7 negres peó · g7 negres alfil · h7 negres peó · b6 negres peó · c6 negres cavall · d6 negres peó · f6 negres cavall · g6 negres peó · c4 negres dama · a2 blanques peó · b2 blanques peó · e2 blanques cavall · f2 blanques peó · g2 blanques peó · h2 blanques peó · a1 blanques torre · c1 blanques alfil · d1 blanques dama · f1 blanques torre · g1 blanques rei | h8 negres torre · b7 negres peó · d7 negres rei · e7 negres peó · f7 negres peó · g7 negres alfil · h7 negres peó · b6 negres peó · c6 negres cavall · d6 negres peó · f6 negres cavall · g6 negres peó · c4 negres dama · a2 blanques peó · b2 blanques peó · e2 blanques cavall · f2 blanques peó · g2 blanques peó · h2 blanques peó · a1 blanques torre · c1 blanques alfil · d1 blanques dama · f1 blanques torre · g1 blanques rei | h8 negres torre · b7 negres peó · d7 negres rei · e7 negres peó · f7 negres peó · g7 negres alfil · h7 negres peó · b6 negres peó · c6 negres cavall · d6 negres peó · f6 negres cavall · g6 negres peó · c4 negres dama · a2 blanques peó · b2 blanques peó · e2 blanques cavall · f2 blanques peó · g2 blanques peó · h2 blanques peó · a1 blanques torre · c1 blanques alfil · d1 blanques dama · f1 blanques torre · g1 blanques rei | h8 negres torre · b7 negres peó · d7 negres rei · e7 negres peó · f7 negres peó · g7 negres alfil · h7 negres peó · b6 negres peó · c6 negres cavall · d6 negres peó · f6 negres cavall · g6 negres peó · c4 negres dama · a2 blanques peó · b2 blanques peó · e2 blanques cavall · f2 blanques peó · g2 blanques peó · h2 blanques peó · a1 blanques torre · c1 blanques alfil · d1 blanques dama · f1 blanques torre · g1 blanques rei | h8 negres torre · b7 negres peó · d7 negres rei · e7 negres peó · f7 negres peó · g7 negres alfil · h7 negres peó · b6 negres peó · c6 negres cavall · d6 negres peó · f6 negres cavall · g6 negres peó · c4 negres dama · a2 blanques peó · b2 blanques peó · e2 blanques cavall · f2 blanques peó · g2 blanques peó · h2 blanques peó · a1 blanques torre · c1 blanques alfil · d1 blanques dama · f1 blanques torre · g1 blanques rei | h8 negres torre · b7 negres peó · d7 negres rei · e7 negres peó · f7 negres peó · g7 negres alfil · h7 negres peó · b6 negres peó · c6 negres cavall · d6 negres peó · f6 negres cavall · g6 negres peó · c4 negres dama · a2 blanques peó · b2 blanques peó · e2 blanques cavall · f2 blanques peó · g2 blanques peó · h2 blanques peó · a1 blanques torre · c1 blanques alfil · d1 blanques dama · f1 blanques torre · g1 blanques rei | 8 |
| 7 | h8 negres torre · b7 negres peó · d7 negres rei · e7 negres peó · f7 negres peó · g7 negres alfil · h7 negres peó · b6 negres peó · c6 negres cavall · d6 negres peó · f6 negres cavall · g6 negres peó · c4 negres dama · a2 blanques peó · b2 blanques peó · e2 blanques cavall · f2 blanques peó · g2 blanques peó · h2 blanques peó · a1 blanques torre · c1 blanques alfil · d1 blanques dama · f1 blanques torre · g1 blanques rei | h8 negres torre · b7 negres peó · d7 negres rei · e7 negres peó · f7 negres peó · g7 negres alfil · h7 negres peó · b6 negres peó · c6 negres cavall · d6 negres peó · f6 negres cavall · g6 negres peó · c4 negres dama · a2 blanques peó · b2 blanques peó · e2 blanques cavall · f2 blanques peó · g2 blanques peó · h2 blanques peó · a1 blanques torre · c1 blanques alfil · d1 blanques dama · f1 blanques torre · g1 blanques rei | h8 negres torre · b7 negres peó · d7 negres rei · e7 negres peó · f7 negres peó · g7 negres alfil · h7 negres peó · b6 negres peó · c6 negres cavall · d6 negres peó · f6 negres cavall · g6 negres peó · c4 negres dama · a2 blanques peó · b2 blanques peó · e2 blanques cavall · f2 blanques peó · g2 blanques peó · h2 blanques peó · a1 blanques torre · c1 blanques alfil · d1 blanques dama · f1 blanques torre · g1 blanques rei | h8 negres torre · b7 negres peó · d7 negres rei · e7 negres peó · f7 negres peó · g7 negres alfil · h7 negres peó · b6 negres peó · c6 negres cavall · d6 negres peó · f6 negres cavall · g6 negres peó · c4 negres dama · a2 blanques peó · b2 blanques peó · e2 blanques cavall · f2 blanques peó · g2 blanques peó · h2 blanques peó · a1 blanques torre · c1 blanques alfil · d1 blanques dama · f1 blanques torre · g1 blanques rei | h8 negres torre · b7 negres peó · d7 negres rei · e7 negres peó · f7 negres peó · g7 negres alfil · h7 negres peó · b6 negres peó · c6 negres cavall · d6 negres peó · f6 negres cavall · g6 negres peó · c4 negres dama · a2 blanques peó · b2 blanques peó · e2 blanques cavall · f2 blanques peó · g2 blanques peó · h2 blanques peó · a1 blanques torre · c1 blanques alfil · d1 blanques dama · f1 blanques torre · g1 blanques rei | h8 negres torre · b7 negres peó · d7 negres rei · e7 negres peó · f7 negres peó · g7 negres alfil · h7 negres peó · b6 negres peó · c6 negres cavall · d6 negres peó · f6 negres cavall · g6 negres peó · c4 negres dama · a2 blanques peó · b2 blanques peó · e2 blanques cavall · f2 blanques peó · g2 blanques peó · h2 blanques peó · a1 blanques torre · c1 blanques alfil · d1 blanques dama · f1 blanques torre · g1 blanques rei | h8 negres torre · b7 negres peó · d7 negres rei · e7 negres peó · f7 negres peó · g7 negres alfil · h7 negres peó · b6 negres peó · c6 negres cavall · d6 negres peó · f6 negres cavall · g6 negres peó · c4 negres dama · a2 blanques peó · b2 blanques peó · e2 blanques cavall · f2 blanques peó · g2 blanques peó · h2 blanques peó · a1 blanques torre · c1 blanques alfil · d1 blanques dama · f1 blanques torre · g1 blanques rei | h8 negres torre · b7 negres peó · d7 negres rei · e7 negres peó · f7 negres peó · g7 negres alfil · h7 negres peó · b6 negres peó · c6 negres cavall · d6 negres peó · f6 negres cavall · g6 negres peó · c4 negres dama · a2 blanques peó · b2 blanques peó · e2 blanques cavall · f2 blanques peó · g2 blanques peó · h2 blanques peó · a1 blanques torre · c1 blanques alfil · d1 blanques dama · f1 blanques torre · g1 blanques rei | 7 |
| 6 | h8 negres torre · b7 negres peó · d7 negres rei · e7 negres peó · f7 negres peó · g7 negres alfil · h7 negres peó · b6 negres peó · c6 negres cavall · d6 negres peó · f6 negres cavall · g6 negres peó · c4 negres dama · a2 blanques peó · b2 blanques peó · e2 blanques cavall · f2 blanques peó · g2 blanques peó · h2 blanques peó · a1 blanques torre · c1 blanques alfil · d1 blanques dama · f1 blanques torre · g1 blanques rei | h8 negres torre · b7 negres peó · d7 negres rei · e7 negres peó · f7 negres peó · g7 negres alfil · h7 negres peó · b6 negres peó · c6 negres cavall · d6 negres peó · f6 negres cavall · g6 negres peó · c4 negres dama · a2 blanques peó · b2 blanques peó · e2 blanques cavall · f2 blanques peó · g2 blanques peó · h2 blanques peó · a1 blanques torre · c1 blanques alfil · d1 blanques dama · f1 blanques torre · g1 blanques rei | h8 negres torre · b7 negres peó · d7 negres rei · e7 negres peó · f7 negres peó · g7 negres alfil · h7 negres peó · b6 negres peó · c6 negres cavall · d6 negres peó · f6 negres cavall · g6 negres peó · c4 negres dama · a2 blanques peó · b2 blanques peó · e2 blanques cavall · f2 blanques peó · g2 blanques peó · h2 blanques peó · a1 blanques torre · c1 blanques alfil · d1 blanques dama · f1 blanques torre · g1 blanques rei | h8 negres torre · b7 negres peó · d7 negres rei · e7 negres peó · f7 negres peó · g7 negres alfil · h7 negres peó · b6 negres peó · c6 negres cavall · d6 negres peó · f6 negres cavall · g6 negres peó · c4 negres dama · a2 blanques peó · b2 blanques peó · e2 blanques cavall · f2 blanques peó · g2 blanques peó · h2 blanques peó · a1 blanques torre · c1 blanques alfil · d1 blanques dama · f1 blanques torre · g1 blanques rei | h8 negres torre · b7 negres peó · d7 negres rei · e7 negres peó · f7 negres peó · g7 negres alfil · h7 negres peó · b6 negres peó · c6 negres cavall · d6 negres peó · f6 negres cavall · g6 negres peó · c4 negres dama · a2 blanques peó · b2 blanques peó · e2 blanques cavall · f2 blanques peó · g2 blanques peó · h2 blanques peó · a1 blanques torre · c1 blanques alfil · d1 blanques dama · f1 blanques torre · g1 blanques rei | h8 negres torre · b7 negres peó · d7 negres rei · e7 negres peó · f7 negres peó · g7 negres alfil · h7 negres peó · b6 negres peó · c6 negres cavall · d6 negres peó · f6 negres cavall · g6 negres peó · c4 negres dama · a2 blanques peó · b2 blanques peó · e2 blanques cavall · f2 blanques peó · g2 blanques peó · h2 blanques peó · a1 blanques torre · c1 blanques alfil · d1 blanques dama · f1 blanques torre · g1 blanques rei | h8 negres torre · b7 negres peó · d7 negres rei · e7 negres peó · f7 negres peó · g7 negres alfil · h7 negres peó · b6 negres peó · c6 negres cavall · d6 negres peó · f6 negres cavall · g6 negres peó · c4 negres dama · a2 blanques peó · b2 blanques peó · e2 blanques cavall · f2 blanques peó · g2 blanques peó · h2 blanques peó · a1 blanques torre · c1 blanques alfil · d1 blanques dama · f1 blanques torre · g1 blanques rei | h8 negres torre · b7 negres peó · d7 negres rei · e7 negres peó · f7 negres peó · g7 negres alfil · h7 negres peó · b6 negres peó · c6 negres cavall · d6 negres peó · f6 negres cavall · g6 negres peó · c4 negres dama · a2 blanques peó · b2 blanques peó · e2 blanques cavall · f2 blanques peó · g2 blanques peó · h2 blanques peó · a1 blanques torre · c1 blanques alfil · d1 blanques dama · f1 blanques torre · g1 blanques rei | 6 |
| 5 | h8 negres torre · b7 negres peó · d7 negres rei · e7 negres peó · f7 negres peó · g7 negres alfil · h7 negres peó · b6 negres peó · c6 negres cavall · d6 negres peó · f6 negres cavall · g6 negres peó · c4 negres dama · a2 blanques peó · b2 blanques peó · e2 blanques cavall · f2 blanques peó · g2 blanques peó · h2 blanques peó · a1 blanques torre · c1 blanques alfil · d1 blanques dama · f1 blanques torre · g1 blanques rei | h8 negres torre · b7 negres peó · d7 negres rei · e7 negres peó · f7 negres peó · g7 negres alfil · h7 negres peó · b6 negres peó · c6 negres cavall · d6 negres peó · f6 negres cavall · g6 negres peó · c4 negres dama · a2 blanques peó · b2 blanques peó · e2 blanques cavall · f2 blanques peó · g2 blanques peó · h2 blanques peó · a1 blanques torre · c1 blanques alfil · d1 blanques dama · f1 blanques torre · g1 blanques rei | h8 negres torre · b7 negres peó · d7 negres rei · e7 negres peó · f7 negres peó · g7 negres alfil · h7 negres peó · b6 negres peó · c6 negres cavall · d6 negres peó · f6 negres cavall · g6 negres peó · c4 negres dama · a2 blanques peó · b2 blanques peó · e2 blanques cavall · f2 blanques peó · g2 blanques peó · h2 blanques peó · a1 blanques torre · c1 blanques alfil · d1 blanques dama · f1 blanques torre · g1 blanques rei | h8 negres torre · b7 negres peó · d7 negres rei · e7 negres peó · f7 negres peó · g7 negres alfil · h7 negres peó · b6 negres peó · c6 negres cavall · d6 negres peó · f6 negres cavall · g6 negres peó · c4 negres dama · a2 blanques peó · b2 blanques peó · e2 blanques cavall · f2 blanques peó · g2 blanques peó · h2 blanques peó · a1 blanques torre · c1 blanques alfil · d1 blanques dama · f1 blanques torre · g1 blanques rei | h8 negres torre · b7 negres peó · d7 negres rei · e7 negres peó · f7 negres peó · g7 negres alfil · h7 negres peó · b6 negres peó · c6 negres cavall · d6 negres peó · f6 negres cavall · g6 negres peó · c4 negres dama · a2 blanques peó · b2 blanques peó · e2 blanques cavall · f2 blanques peó · g2 blanques peó · h2 blanques peó · a1 blanques torre · c1 blanques alfil · d1 blanques dama · f1 blanques torre · g1 blanques rei | h8 negres torre · b7 negres peó · d7 negres rei · e7 negres peó · f7 negres peó · g7 negres alfil · h7 negres peó · b6 negres peó · c6 negres cavall · d6 negres peó · f6 negres cavall · g6 negres peó · c4 negres dama · a2 blanques peó · b2 blanques peó · e2 blanques cavall · f2 blanques peó · g2 blanques peó · h2 blanques peó · a1 blanques torre · c1 blanques alfil · d1 blanques dama · f1 blanques torre · g1 blanques rei | h8 negres torre · b7 negres peó · d7 negres rei · e7 negres peó · f7 negres peó · g7 negres alfil · h7 negres peó · b6 negres peó · c6 negres cavall · d6 negres peó · f6 negres cavall · g6 negres peó · c4 negres dama · a2 blanques peó · b2 blanques peó · e2 blanques cavall · f2 blanques peó · g2 blanques peó · h2 blanques peó · a1 blanques torre · c1 blanques alfil · d1 blanques dama · f1 blanques torre · g1 blanques rei | h8 negres torre · b7 negres peó · d7 negres rei · e7 negres peó · f7 negres peó · g7 negres alfil · h7 negres peó · b6 negres peó · c6 negres cavall · d6 negres peó · f6 negres cavall · g6 negres peó · c4 negres dama · a2 blanques peó · b2 blanques peó · e2 blanques cavall · f2 blanques peó · g2 blanques peó · h2 blanques peó · a1 blanques torre · c1 blanques alfil · d1 blanques dama · f1 blanques torre · g1 blanques rei | 5 |
| 4 | h8 negres torre · b7 negres peó · d7 negres rei · e7 negres peó · f7 negres peó · g7 negres alfil · h7 negres peó · b6 negres peó · c6 negres cavall · d6 negres peó · f6 negres cavall · g6 negres peó · c4 negres dama · a2 blanques peó · b2 blanques peó · e2 blanques cavall · f2 blanques peó · g2 blanques peó · h2 blanques peó · a1 blanques torre · c1 blanques alfil · d1 blanques dama · f1 blanques torre · g1 blanques rei | h8 negres torre · b7 negres peó · d7 negres rei · e7 negres peó · f7 negres peó · g7 negres alfil · h7 negres peó · b6 negres peó · c6 negres cavall · d6 negres peó · f6 negres cavall · g6 negres peó · c4 negres dama · a2 blanques peó · b2 blanques peó · e2 blanques cavall · f2 blanques peó · g2 blanques peó · h2 blanques peó · a1 blanques torre · c1 blanques alfil · d1 blanques dama · f1 blanques torre · g1 blanques rei | h8 negres torre · b7 negres peó · d7 negres rei · e7 negres peó · f7 negres peó · g7 negres alfil · h7 negres peó · b6 negres peó · c6 negres cavall · d6 negres peó · f6 negres cavall · g6 negres peó · c4 negres dama · a2 blanques peó · b2 blanques peó · e2 blanques cavall · f2 blanques peó · g2 blanques peó · h2 blanques peó · a1 blanques torre · c1 blanques alfil · d1 blanques dama · f1 blanques torre · g1 blanques rei | h8 negres torre · b7 negres peó · d7 negres rei · e7 negres peó · f7 negres peó · g7 negres alfil · h7 negres peó · b6 negres peó · c6 negres cavall · d6 negres peó · f6 negres cavall · g6 negres peó · c4 negres dama · a2 blanques peó · b2 blanques peó · e2 blanques cavall · f2 blanques peó · g2 blanques peó · h2 blanques peó · a1 blanques torre · c1 blanques alfil · d1 blanques dama · f1 blanques torre · g1 blanques rei | h8 negres torre · b7 negres peó · d7 negres rei · e7 negres peó · f7 negres peó · g7 negres alfil · h7 negres peó · b6 negres peó · c6 negres cavall · d6 negres peó · f6 negres cavall · g6 negres peó · c4 negres dama · a2 blanques peó · b2 blanques peó · e2 blanques cavall · f2 blanques peó · g2 blanques peó · h2 blanques peó · a1 blanques torre · c1 blanques alfil · d1 blanques dama · f1 blanques torre · g1 blanques rei | h8 negres torre · b7 negres peó · d7 negres rei · e7 negres peó · f7 negres peó · g7 negres alfil · h7 negres peó · b6 negres peó · c6 negres cavall · d6 negres peó · f6 negres cavall · g6 negres peó · c4 negres dama · a2 blanques peó · b2 blanques peó · e2 blanques cavall · f2 blanques peó · g2 blanques peó · h2 blanques peó · a1 blanques torre · c1 blanques alfil · d1 blanques dama · f1 blanques torre · g1 blanques rei | h8 negres torre · b7 negres peó · d7 negres rei · e7 negres peó · f7 negres peó · g7 negres alfil · h7 negres peó · b6 negres peó · c6 negres cavall · d6 negres peó · f6 negres cavall · g6 negres peó · c4 negres dama · a2 blanques peó · b2 blanques peó · e2 blanques cavall · f2 blanques peó · g2 blanques peó · h2 blanques peó · a1 blanques torre · c1 blanques alfil · d1 blanques dama · f1 blanques torre · g1 blanques rei | h8 negres torre · b7 negres peó · d7 negres rei · e7 negres peó · f7 negres peó · g7 negres alfil · h7 negres peó · b6 negres peó · c6 negres cavall · d6 negres peó · f6 negres cavall · g6 negres peó · c4 negres dama · a2 blanques peó · b2 blanques peó · e2 blanques cavall · f2 blanques peó · g2 blanques peó · h2 blanques peó · a1 blanques torre · c1 blanques alfil · d1 blanques dama · f1 blanques torre · g1 blanques rei | 4 |
| 3 | h8 negres torre · b7 negres peó · d7 negres rei · e7 negres peó · f7 negres peó · g7 negres alfil · h7 negres peó · b6 negres peó · c6 negres cavall · d6 negres peó · f6 negres cavall · g6 negres peó · c4 negres dama · a2 blanques peó · b2 blanques peó · e2 blanques cavall · f2 blanques peó · g2 blanques peó · h2 blanques peó · a1 blanques torre · c1 blanques alfil · d1 blanques dama · f1 blanques torre · g1 blanques rei | h8 negres torre · b7 negres peó · d7 negres rei · e7 negres peó · f7 negres peó · g7 negres alfil · h7 negres peó · b6 negres peó · c6 negres cavall · d6 negres peó · f6 negres cavall · g6 negres peó · c4 negres dama · a2 blanques peó · b2 blanques peó · e2 blanques cavall · f2 blanques peó · g2 blanques peó · h2 blanques peó · a1 blanques torre · c1 blanques alfil · d1 blanques dama · f1 blanques torre · g1 blanques rei | h8 negres torre · b7 negres peó · d7 negres rei · e7 negres peó · f7 negres peó · g7 negres alfil · h7 negres peó · b6 negres peó · c6 negres cavall · d6 negres peó · f6 negres cavall · g6 negres peó · c4 negres dama · a2 blanques peó · b2 blanques peó · e2 blanques cavall · f2 blanques peó · g2 blanques peó · h2 blanques peó · a1 blanques torre · c1 blanques alfil · d1 blanques dama · f1 blanques torre · g1 blanques rei | h8 negres torre · b7 negres peó · d7 negres rei · e7 negres peó · f7 negres peó · g7 negres alfil · h7 negres peó · b6 negres peó · c6 negres cavall · d6 negres peó · f6 negres cavall · g6 negres peó · c4 negres dama · a2 blanques peó · b2 blanques peó · e2 blanques cavall · f2 blanques peó · g2 blanques peó · h2 blanques peó · a1 blanques torre · c1 blanques alfil · d1 blanques dama · f1 blanques torre · g1 blanques rei | h8 negres torre · b7 negres peó · d7 negres rei · e7 negres peó · f7 negres peó · g7 negres alfil · h7 negres peó · b6 negres peó · c6 negres cavall · d6 negres peó · f6 negres cavall · g6 negres peó · c4 negres dama · a2 blanques peó · b2 blanques peó · e2 blanques cavall · f2 blanques peó · g2 blanques peó · h2 blanques peó · a1 blanques torre · c1 blanques alfil · d1 blanques dama · f1 blanques torre · g1 blanques rei | h8 negres torre · b7 negres peó · d7 negres rei · e7 negres peó · f7 negres peó · g7 negres alfil · h7 negres peó · b6 negres peó · c6 negres cavall · d6 negres peó · f6 negres cavall · g6 negres peó · c4 negres dama · a2 blanques peó · b2 blanques peó · e2 blanques cavall · f2 blanques peó · g2 blanques peó · h2 blanques peó · a1 blanques torre · c1 blanques alfil · d1 blanques dama · f1 blanques torre · g1 blanques rei | h8 negres torre · b7 negres peó · d7 negres rei · e7 negres peó · f7 negres peó · g7 negres alfil · h7 negres peó · b6 negres peó · c6 negres cavall · d6 negres peó · f6 negres cavall · g6 negres peó · c4 negres dama · a2 blanques peó · b2 blanques peó · e2 blanques cavall · f2 blanques peó · g2 blanques peó · h2 blanques peó · a1 blanques torre · c1 blanques alfil · d1 blanques dama · f1 blanques torre · g1 blanques rei | h8 negres torre · b7 negres peó · d7 negres rei · e7 negres peó · f7 negres peó · g7 negres alfil · h7 negres peó · b6 negres peó · c6 negres cavall · d6 negres peó · f6 negres cavall · g6 negres peó · c4 negres dama · a2 blanques peó · b2 blanques peó · e2 blanques cavall · f2 blanques peó · g2 blanques peó · h2 blanques peó · a1 blanques torre · c1 blanques alfil · d1 blanques dama · f1 blanques torre · g1 blanques rei | 3 |
| 2 | h8 negres torre · b7 negres peó · d7 negres rei · e7 negres peó · f7 negres peó · g7 negres alfil · h7 negres peó · b6 negres peó · c6 negres cavall · d6 negres peó · f6 negres cavall · g6 negres peó · c4 negres dama · a2 blanques peó · b2 blanques peó · e2 blanques cavall · f2 blanques peó · g2 blanques peó · h2 blanques peó · a1 blanques torre · c1 blanques alfil · d1 blanques dama · f1 blanques torre · g1 blanques rei | h8 negres torre · b7 negres peó · d7 negres rei · e7 negres peó · f7 negres peó · g7 negres alfil · h7 negres peó · b6 negres peó · c6 negres cavall · d6 negres peó · f6 negres cavall · g6 negres peó · c4 negres dama · a2 blanques peó · b2 blanques peó · e2 blanques cavall · f2 blanques peó · g2 blanques peó · h2 blanques peó · a1 blanques torre · c1 blanques alfil · d1 blanques dama · f1 blanques torre · g1 blanques rei | h8 negres torre · b7 negres peó · d7 negres rei · e7 negres peó · f7 negres peó · g7 negres alfil · h7 negres peó · b6 negres peó · c6 negres cavall · d6 negres peó · f6 negres cavall · g6 negres peó · c4 negres dama · a2 blanques peó · b2 blanques peó · e2 blanques cavall · f2 blanques peó · g2 blanques peó · h2 blanques peó · a1 blanques torre · c1 blanques alfil · d1 blanques dama · f1 blanques torre · g1 blanques rei | h8 negres torre · b7 negres peó · d7 negres rei · e7 negres peó · f7 negres peó · g7 negres alfil · h7 negres peó · b6 negres peó · c6 negres cavall · d6 negres peó · f6 negres cavall · g6 negres peó · c4 negres dama · a2 blanques peó · b2 blanques peó · e2 blanques cavall · f2 blanques peó · g2 blanques peó · h2 blanques peó · a1 blanques torre · c1 blanques alfil · d1 blanques dama · f1 blanques torre · g1 blanques rei | h8 negres torre · b7 negres peó · d7 negres rei · e7 negres peó · f7 negres peó · g7 negres alfil · h7 negres peó · b6 negres peó · c6 negres cavall · d6 negres peó · f6 negres cavall · g6 negres peó · c4 negres dama · a2 blanques peó · b2 blanques peó · e2 blanques cavall · f2 blanques peó · g2 blanques peó · h2 blanques peó · a1 blanques torre · c1 blanques alfil · d1 blanques dama · f1 blanques torre · g1 blanques rei | h8 negres torre · b7 negres peó · d7 negres rei · e7 negres peó · f7 negres peó · g7 negres alfil · h7 negres peó · b6 negres peó · c6 negres cavall · d6 negres peó · f6 negres cavall · g6 negres peó · c4 negres dama · a2 blanques peó · b2 blanques peó · e2 blanques cavall · f2 blanques peó · g2 blanques peó · h2 blanques peó · a1 blanques torre · c1 blanques alfil · d1 blanques dama · f1 blanques torre · g1 blanques rei | h8 negres torre · b7 negres peó · d7 negres rei · e7 negres peó · f7 negres peó · g7 negres alfil · h7 negres peó · b6 negres peó · c6 negres cavall · d6 negres peó · f6 negres cavall · g6 negres peó · c4 negres dama · a2 blanques peó · b2 blanques peó · e2 blanques cavall · f2 blanques peó · g2 blanques peó · h2 blanques peó · a1 blanques torre · c1 blanques alfil · d1 blanques dama · f1 blanques torre · g1 blanques rei | h8 negres torre · b7 negres peó · d7 negres rei · e7 negres peó · f7 negres peó · g7 negres alfil · h7 negres peó · b6 negres peó · c6 negres cavall · d6 negres peó · f6 negres cavall · g6 negres peó · c4 negres dama · a2 blanques peó · b2 blanques peó · e2 blanques cavall · f2 blanques peó · g2 blanques peó · h2 blanques peó · a1 blanques torre · c1 blanques alfil · d1 blanques dama · f1 blanques torre · g1 blanques rei | 2 |
| 1 | h8 negres torre · b7 negres peó · d7 negres rei · e7 negres peó · f7 negres peó · g7 negres alfil · h7 negres peó · b6 negres peó · c6 negres cavall · d6 negres peó · f6 negres cavall · g6 negres peó · c4 negres dama · a2 blanques peó · b2 blanques peó · e2 blanques cavall · f2 blanques peó · g2 blanques peó · h2 blanques peó · a1 blanques torre · c1 blanques alfil · d1 blanques dama · f1 blanques torre · g1 blanques rei | h8 negres torre · b7 negres peó · d7 negres rei · e7 negres peó · f7 negres peó · g7 negres alfil · h7 negres peó · b6 negres peó · c6 negres cavall · d6 negres peó · f6 negres cavall · g6 negres peó · c4 negres dama · a2 blanques peó · b2 blanques peó · e2 blanques cavall · f2 blanques peó · g2 blanques peó · h2 blanques peó · a1 blanques torre · c1 blanques alfil · d1 blanques dama · f1 blanques torre · g1 blanques rei | h8 negres torre · b7 negres peó · d7 negres rei · e7 negres peó · f7 negres peó · g7 negres alfil · h7 negres peó · b6 negres peó · c6 negres cavall · d6 negres peó · f6 negres cavall · g6 negres peó · c4 negres dama · a2 blanques peó · b2 blanques peó · e2 blanques cavall · f2 blanques peó · g2 blanques peó · h2 blanques peó · a1 blanques torre · c1 blanques alfil · d1 blanques dama · f1 blanques torre · g1 blanques rei | h8 negres torre · b7 negres peó · d7 negres rei · e7 negres peó · f7 negres peó · g7 negres alfil · h7 negres peó · b6 negres peó · c6 negres cavall · d6 negres peó · f6 negres cavall · g6 negres peó · c4 negres dama · a2 blanques peó · b2 blanques peó · e2 blanques cavall · f2 blanques peó · g2 blanques peó · h2 blanques peó · a1 blanques torre · c1 blanques alfil · d1 blanques dama · f1 blanques torre · g1 blanques rei | h8 negres torre · b7 negres peó · d7 negres rei · e7 negres peó · f7 negres peó · g7 negres alfil · h7 negres peó · b6 negres peó · c6 negres cavall · d6 negres peó · f6 negres cavall · g6 negres peó · c4 negres dama · a2 blanques peó · b2 blanques peó · e2 blanques cavall · f2 blanques peó · g2 blanques peó · h2 blanques peó · a1 blanques torre · c1 blanques alfil · d1 blanques dama · f1 blanques torre · g1 blanques rei | h8 negres torre · b7 negres peó · d7 negres rei · e7 negres peó · f7 negres peó · g7 negres alfil · h7 negres peó · b6 negres peó · c6 negres cavall · d6 negres peó · f6 negres cavall · g6 negres peó · c4 negres dama · a2 blanques peó · b2 blanques peó · e2 blanques cavall · f2 blanques peó · g2 blanques peó · h2 blanques peó · a1 blanques torre · c1 blanques alfil · d1 blanques dama · f1 blanques torre · g1 blanques rei | h8 negres torre · b7 negres peó · d7 negres rei · e7 negres peó · f7 negres peó · g7 negres alfil · h7 negres peó · b6 negres peó · c6 negres cavall · d6 negres peó · f6 negres cavall · g6 negres peó · c4 negres dama · a2 blanques peó · b2 blanques peó · e2 blanques cavall · f2 blanques peó · g2 blanques peó · h2 blanques peó · a1 blanques torre · c1 blanques alfil · d1 blanques dama · f1 blanques torre · g1 blanques rei | h8 negres torre · b7 negres peó · d7 negres rei · e7 negres peó · f7 negres peó · g7 negres alfil · h7 negres peó · b6 negres peó · c6 negres cavall · d6 negres peó · f6 negres cavall · g6 negres peó · c4 negres dama · a2 blanques peó · b2 blanques peó · e2 blanques cavall · f2 blanques peó · g2 blanques peó · h2 blanques peó · a1 blanques torre · c1 blanques alfil · d1 blanques dama · f1 blanques torre · g1 blanques rei | 1 |
|   | a | b | c | d | e | f | g | h |   |

11.Cd5 Dxe4 12.Cc7+ Rd7 13.Cxa8 Dxc4 14.Cb6+ axb6
Després de moviments forçats pels dos bàndols, en Kaspàrov va fer un moviment desperado amb el seu cavall, per provocar que l'equip mundial quedés amb peons doblats. Materialment la partida estava encara igualada, amb un cavall i dos peons a canvi d'una torre. Posicionalment, l'equip mundial tenia els desavantatges dels peons doblats i del rei al centre, però l'avantatge d'un millor desenvolupament i d'una massa central de peons. Sense peons centrals, en Kaspàrov no tenia una manera clara d'exposar el rei negre. A judici de diversos comentaristes, l'equip mundial estava, com a mínim, igualat, i era potser en Kaspàrov qui estava lluitant costa amunt.
Kaspàrov va fer front al desafiament amb una excel·lent jugada que evitava d'altres alternatives que haurien permès que l'equip mundial prengués una forta iniciativa. Per exemple, era temptador assetjar la dama negra i possiblement fianquetar l'alfil blanc amb 15.b3, però això hauria estat una invitació a que l'equip mundial canviés d'ala i iniciés un atac al flanc de rei amb 15...Dh4. O, en cas d'haver seguit cegament la regla de "mai moure la mateixa peça dos cops en l'obertura si pots desenvolupar una altra peça " amb 15.Ae3 hauria permès que l'equip mundial fes 15...Cd5, portant el cavall negre a la casella que més ferventment volia ocupar. El moviment de Kaspàrov lluita per d5, pal·liant en certa manera la influència de l'alfil negre de g7, i manté una posició flexible i compacta.
15.Cc3!
En el quinzè moviment l'equip mundial va debatre ardorosament un grapat d'alternatives prometedores, entre les quals hi havia 15...e6 (encara lluitant per d5), 15...d5 (ocupant d5 d'una vegada!), 15...Ce4 (canviant la peça millor situada de Kaspàrov), 15...Td8 (intentant un enroc artificial i mobilitzar els peons centrals), 15...Ta8 (posant pressió al flanc de dama i amenaçant de passar la torre via a5), i 15...b5 (amenaçant de desallotjar el cavall blanc i posant pressió al flanc de dama). La plèiade de bones opcions disponibles per l'equip mundial es va veure reflectida en el fet que els analistes varen recomanar quatre moviments diferents.
En aquest punt de la partida, diversos clubs d'escacs varen començar a postejar anàlisis diaris per complementar els que ja estaven disponibles al tauler d'anuncis oficial i al lloc web de la partida. El més rellevant era la "Grandmaster Chess School" o GM School, un consorci de Grans Mestres russos de Sant Petersburg. Pel 15è moviment de l'equip mundial, recomanaren 15...b5, igualment com feu Paehtz. Molta gent esperava la recomanació de la GM School, particularment quan els analistes oficials no es posaven d'acord, però 15...b5 va quedar en un distant segon lloc, amb el 15% dels vots. En primer lloc quedà la idea de Jon Speelman de 15...Ra8 amb el 48% dels vots.
15...Ta8
Els resultats de la votació foren un reflex de l'augment de coordinació a l'equip mundial. Krush mantenia un arbre d'anàlisi, i l'actualitzava contínuament amb tots els suggeriments i refutacions del tauler d'anuncis. Aquest arbre d'anàlisi no només permetia treballar sense duplicar esforços, sinó que servia també com a argument per la correcció del moviment recomanat.
Ras i curt, Krush estava facilitant dues tasques simultàniament: no només descobrint una bona jugada, sinó construint un consens sobre el fet que fos una bona jugada. Com que ella havia esdevingut el centre de tot l'esforç cooperatiu de l'equip mundial, d'altres jugadors, fins i tot de molta més força, varen començar a compartir les idees amb ella, per tal que les incorporés a les anàlisis. En particular, Aleksandr Khalifman de la GM School va començar a mantenir-hi una constructiva correspondència.
16.a4!
Aquest moviment anava dirigit contra la maniobra del món 16...Ta5, que ara podria trobar-se amb 17.Cb5!, paralitzant el flanc de dama de les negres. Simultàniament, en Kaspàrov amenaçava de passar la torre ell mateix via Ta3, cosa que podria destorbar els plans de les negres en diverses variants. Finalment, 16.a4 evita que els peons doblats de b de l'equip mundial avancin. La partida romania molt poc clara i dinàmica.
Un altre cop pel moviment 16è els quatre analistes de l'equip mundial van fer quatre diferents recomanacions. Aquest cop el suggeriment de Krush de 16...Ce4 va guanyar un 50% dels vots, contra un 14% per 16...Cd4 en segon lloc.
|   | a | b | c | d | e | f | g | h |   |
| 8 | a8 negres torre · b7 negres peó · d7 negres rei · e7 negres peó · f7 negres peó · g7 negres alfil · h7 negres peó · b6 negres peó · c6 negres cavall · d6 negres peó · g6 negres peó · a4 blanques peó · e4 negres dama · b3 blanques dama · b2 blanques peó · f2 blanques peó · g2 blanques peó · h2 blanques peó · a1 blanques torre · c1 blanques alfil · f1 blanques torre · g1 blanques rei | a8 negres torre · b7 negres peó · d7 negres rei · e7 negres peó · f7 negres peó · g7 negres alfil · h7 negres peó · b6 negres peó · c6 negres cavall · d6 negres peó · g6 negres peó · a4 blanques peó · e4 negres dama · b3 blanques dama · b2 blanques peó · f2 blanques peó · g2 blanques peó · h2 blanques peó · a1 blanques torre · c1 blanques alfil · f1 blanques torre · g1 blanques rei | a8 negres torre · b7 negres peó · d7 negres rei · e7 negres peó · f7 negres peó · g7 negres alfil · h7 negres peó · b6 negres peó · c6 negres cavall · d6 negres peó · g6 negres peó · a4 blanques peó · e4 negres dama · b3 blanques dama · b2 blanques peó · f2 blanques peó · g2 blanques peó · h2 blanques peó · a1 blanques torre · c1 blanques alfil · f1 blanques torre · g1 blanques rei | a8 negres torre · b7 negres peó · d7 negres rei · e7 negres peó · f7 negres peó · g7 negres alfil · h7 negres peó · b6 negres peó · c6 negres cavall · d6 negres peó · g6 negres peó · a4 blanques peó · e4 negres dama · b3 blanques dama · b2 blanques peó · f2 blanques peó · g2 blanques peó · h2 blanques peó · a1 blanques torre · c1 blanques alfil · f1 blanques torre · g1 blanques rei | a8 negres torre · b7 negres peó · d7 negres rei · e7 negres peó · f7 negres peó · g7 negres alfil · h7 negres peó · b6 negres peó · c6 negres cavall · d6 negres peó · g6 negres peó · a4 blanques peó · e4 negres dama · b3 blanques dama · b2 blanques peó · f2 blanques peó · g2 blanques peó · h2 blanques peó · a1 blanques torre · c1 blanques alfil · f1 blanques torre · g1 blanques rei | a8 negres torre · b7 negres peó · d7 negres rei · e7 negres peó · f7 negres peó · g7 negres alfil · h7 negres peó · b6 negres peó · c6 negres cavall · d6 negres peó · g6 negres peó · a4 blanques peó · e4 negres dama · b3 blanques dama · b2 blanques peó · f2 blanques peó · g2 blanques peó · h2 blanques peó · a1 blanques torre · c1 blanques alfil · f1 blanques torre · g1 blanques rei | a8 negres torre · b7 negres peó · d7 negres rei · e7 negres peó · f7 negres peó · g7 negres alfil · h7 negres peó · b6 negres peó · c6 negres cavall · d6 negres peó · g6 negres peó · a4 blanques peó · e4 negres dama · b3 blanques dama · b2 blanques peó · f2 blanques peó · g2 blanques peó · h2 blanques peó · a1 blanques torre · c1 blanques alfil · f1 blanques torre · g1 blanques rei | a8 negres torre · b7 negres peó · d7 negres rei · e7 negres peó · f7 negres peó · g7 negres alfil · h7 negres peó · b6 negres peó · c6 negres cavall · d6 negres peó · g6 negres peó · a4 blanques peó · e4 negres dama · b3 blanques dama · b2 blanques peó · f2 blanques peó · g2 blanques peó · h2 blanques peó · a1 blanques torre · c1 blanques alfil · f1 blanques torre · g1 blanques rei | 8 |
| 7 | a8 negres torre · b7 negres peó · d7 negres rei · e7 negres peó · f7 negres peó · g7 negres alfil · h7 negres peó · b6 negres peó · c6 negres cavall · d6 negres peó · g6 negres peó · a4 blanques peó · e4 negres dama · b3 blanques dama · b2 blanques peó · f2 blanques peó · g2 blanques peó · h2 blanques peó · a1 blanques torre · c1 blanques alfil · f1 blanques torre · g1 blanques rei | a8 negres torre · b7 negres peó · d7 negres rei · e7 negres peó · f7 negres peó · g7 negres alfil · h7 negres peó · b6 negres peó · c6 negres cavall · d6 negres peó · g6 negres peó · a4 blanques peó · e4 negres dama · b3 blanques dama · b2 blanques peó · f2 blanques peó · g2 blanques peó · h2 blanques peó · a1 blanques torre · c1 blanques alfil · f1 blanques torre · g1 blanques rei | a8 negres torre · b7 negres peó · d7 negres rei · e7 negres peó · f7 negres peó · g7 negres alfil · h7 negres peó · b6 negres peó · c6 negres cavall · d6 negres peó · g6 negres peó · a4 blanques peó · e4 negres dama · b3 blanques dama · b2 blanques peó · f2 blanques peó · g2 blanques peó · h2 blanques peó · a1 blanques torre · c1 blanques alfil · f1 blanques torre · g1 blanques rei | a8 negres torre · b7 negres peó · d7 negres rei · e7 negres peó · f7 negres peó · g7 negres alfil · h7 negres peó · b6 negres peó · c6 negres cavall · d6 negres peó · g6 negres peó · a4 blanques peó · e4 negres dama · b3 blanques dama · b2 blanques peó · f2 blanques peó · g2 blanques peó · h2 blanques peó · a1 blanques torre · c1 blanques alfil · f1 blanques torre · g1 blanques rei | a8 negres torre · b7 negres peó · d7 negres rei · e7 negres peó · f7 negres peó · g7 negres alfil · h7 negres peó · b6 negres peó · c6 negres cavall · d6 negres peó · g6 negres peó · a4 blanques peó · e4 negres dama · b3 blanques dama · b2 blanques peó · f2 blanques peó · g2 blanques peó · h2 blanques peó · a1 blanques torre · c1 blanques alfil · f1 blanques torre · g1 blanques rei | a8 negres torre · b7 negres peó · d7 negres rei · e7 negres peó · f7 negres peó · g7 negres alfil · h7 negres peó · b6 negres peó · c6 negres cavall · d6 negres peó · g6 negres peó · a4 blanques peó · e4 negres dama · b3 blanques dama · b2 blanques peó · f2 blanques peó · g2 blanques peó · h2 blanques peó · a1 blanques torre · c1 blanques alfil · f1 blanques torre · g1 blanques rei | a8 negres torre · b7 negres peó · d7 negres rei · e7 negres peó · f7 negres peó · g7 negres alfil · h7 negres peó · b6 negres peó · c6 negres cavall · d6 negres peó · g6 negres peó · a4 blanques peó · e4 negres dama · b3 blanques dama · b2 blanques peó · f2 blanques peó · g2 blanques peó · h2 blanques peó · a1 blanques torre · c1 blanques alfil · f1 blanques torre · g1 blanques rei | a8 negres torre · b7 negres peó · d7 negres rei · e7 negres peó · f7 negres peó · g7 negres alfil · h7 negres peó · b6 negres peó · c6 negres cavall · d6 negres peó · g6 negres peó · a4 blanques peó · e4 negres dama · b3 blanques dama · b2 blanques peó · f2 blanques peó · g2 blanques peó · h2 blanques peó · a1 blanques torre · c1 blanques alfil · f1 blanques torre · g1 blanques rei | 7 |
| 6 | a8 negres torre · b7 negres peó · d7 negres rei · e7 negres peó · f7 negres peó · g7 negres alfil · h7 negres peó · b6 negres peó · c6 negres cavall · d6 negres peó · g6 negres peó · a4 blanques peó · e4 negres dama · b3 blanques dama · b2 blanques peó · f2 blanques peó · g2 blanques peó · h2 blanques peó · a1 blanques torre · c1 blanques alfil · f1 blanques torre · g1 blanques rei | a8 negres torre · b7 negres peó · d7 negres rei · e7 negres peó · f7 negres peó · g7 negres alfil · h7 negres peó · b6 negres peó · c6 negres cavall · d6 negres peó · g6 negres peó · a4 blanques peó · e4 negres dama · b3 blanques dama · b2 blanques peó · f2 blanques peó · g2 blanques peó · h2 blanques peó · a1 blanques torre · c1 blanques alfil · f1 blanques torre · g1 blanques rei | a8 negres torre · b7 negres peó · d7 negres rei · e7 negres peó · f7 negres peó · g7 negres alfil · h7 negres peó · b6 negres peó · c6 negres cavall · d6 negres peó · g6 negres peó · a4 blanques peó · e4 negres dama · b3 blanques dama · b2 blanques peó · f2 blanques peó · g2 blanques peó · h2 blanques peó · a1 blanques torre · c1 blanques alfil · f1 blanques torre · g1 blanques rei | a8 negres torre · b7 negres peó · d7 negres rei · e7 negres peó · f7 negres peó · g7 negres alfil · h7 negres peó · b6 negres peó · c6 negres cavall · d6 negres peó · g6 negres peó · a4 blanques peó · e4 negres dama · b3 blanques dama · b2 blanques peó · f2 blanques peó · g2 blanques peó · h2 blanques peó · a1 blanques torre · c1 blanques alfil · f1 blanques torre · g1 blanques rei | a8 negres torre · b7 negres peó · d7 negres rei · e7 negres peó · f7 negres peó · g7 negres alfil · h7 negres peó · b6 negres peó · c6 negres cavall · d6 negres peó · g6 negres peó · a4 blanques peó · e4 negres dama · b3 blanques dama · b2 blanques peó · f2 blanques peó · g2 blanques peó · h2 blanques peó · a1 blanques torre · c1 blanques alfil · f1 blanques torre · g1 blanques rei | a8 negres torre · b7 negres peó · d7 negres rei · e7 negres peó · f7 negres peó · g7 negres alfil · h7 negres peó · b6 negres peó · c6 negres cavall · d6 negres peó · g6 negres peó · a4 blanques peó · e4 negres dama · b3 blanques dama · b2 blanques peó · f2 blanques peó · g2 blanques peó · h2 blanques peó · a1 blanques torre · c1 blanques alfil · f1 blanques torre · g1 blanques rei | a8 negres torre · b7 negres peó · d7 negres rei · e7 negres peó · f7 negres peó · g7 negres alfil · h7 negres peó · b6 negres peó · c6 negres cavall · d6 negres peó · g6 negres peó · a4 blanques peó · e4 negres dama · b3 blanques dama · b2 blanques peó · f2 blanques peó · g2 blanques peó · h2 blanques peó · a1 blanques torre · c1 blanques alfil · f1 blanques torre · g1 blanques rei | a8 negres torre · b7 negres peó · d7 negres rei · e7 negres peó · f7 negres peó · g7 negres alfil · h7 negres peó · b6 negres peó · c6 negres cavall · d6 negres peó · g6 negres peó · a4 blanques peó · e4 negres dama · b3 blanques dama · b2 blanques peó · f2 blanques peó · g2 blanques peó · h2 blanques peó · a1 blanques torre · c1 blanques alfil · f1 blanques torre · g1 blanques rei | 6 |
| 5 | a8 negres torre · b7 negres peó · d7 negres rei · e7 negres peó · f7 negres peó · g7 negres alfil · h7 negres peó · b6 negres peó · c6 negres cavall · d6 negres peó · g6 negres peó · a4 blanques peó · e4 negres dama · b3 blanques dama · b2 blanques peó · f2 blanques peó · g2 blanques peó · h2 blanques peó · a1 blanques torre · c1 blanques alfil · f1 blanques torre · g1 blanques rei | a8 negres torre · b7 negres peó · d7 negres rei · e7 negres peó · f7 negres peó · g7 negres alfil · h7 negres peó · b6 negres peó · c6 negres cavall · d6 negres peó · g6 negres peó · a4 blanques peó · e4 negres dama · b3 blanques dama · b2 blanques peó · f2 blanques peó · g2 blanques peó · h2 blanques peó · a1 blanques torre · c1 blanques alfil · f1 blanques torre · g1 blanques rei | a8 negres torre · b7 negres peó · d7 negres rei · e7 negres peó · f7 negres peó · g7 negres alfil · h7 negres peó · b6 negres peó · c6 negres cavall · d6 negres peó · g6 negres peó · a4 blanques peó · e4 negres dama · b3 blanques dama · b2 blanques peó · f2 blanques peó · g2 blanques peó · h2 blanques peó · a1 blanques torre · c1 blanques alfil · f1 blanques torre · g1 blanques rei | a8 negres torre · b7 negres peó · d7 negres rei · e7 negres peó · f7 negres peó · g7 negres alfil · h7 negres peó · b6 negres peó · c6 negres cavall · d6 negres peó · g6 negres peó · a4 blanques peó · e4 negres dama · b3 blanques dama · b2 blanques peó · f2 blanques peó · g2 blanques peó · h2 blanques peó · a1 blanques torre · c1 blanques alfil · f1 blanques torre · g1 blanques rei | a8 negres torre · b7 negres peó · d7 negres rei · e7 negres peó · f7 negres peó · g7 negres alfil · h7 negres peó · b6 negres peó · c6 negres cavall · d6 negres peó · g6 negres peó · a4 blanques peó · e4 negres dama · b3 blanques dama · b2 blanques peó · f2 blanques peó · g2 blanques peó · h2 blanques peó · a1 blanques torre · c1 blanques alfil · f1 blanques torre · g1 blanques rei | a8 negres torre · b7 negres peó · d7 negres rei · e7 negres peó · f7 negres peó · g7 negres alfil · h7 negres peó · b6 negres peó · c6 negres cavall · d6 negres peó · g6 negres peó · a4 blanques peó · e4 negres dama · b3 blanques dama · b2 blanques peó · f2 blanques peó · g2 blanques peó · h2 blanques peó · a1 blanques torre · c1 blanques alfil · f1 blanques torre · g1 blanques rei | a8 negres torre · b7 negres peó · d7 negres rei · e7 negres peó · f7 negres peó · g7 negres alfil · h7 negres peó · b6 negres peó · c6 negres cavall · d6 negres peó · g6 negres peó · a4 blanques peó · e4 negres dama · b3 blanques dama · b2 blanques peó · f2 blanques peó · g2 blanques peó · h2 blanques peó · a1 blanques torre · c1 blanques alfil · f1 blanques torre · g1 blanques rei | a8 negres torre · b7 negres peó · d7 negres rei · e7 negres peó · f7 negres peó · g7 negres alfil · h7 negres peó · b6 negres peó · c6 negres cavall · d6 negres peó · g6 negres peó · a4 blanques peó · e4 negres dama · b3 blanques dama · b2 blanques peó · f2 blanques peó · g2 blanques peó · h2 blanques peó · a1 blanques torre · c1 blanques alfil · f1 blanques torre · g1 blanques rei | 5 |
| 4 | a8 negres torre · b7 negres peó · d7 negres rei · e7 negres peó · f7 negres peó · g7 negres alfil · h7 negres peó · b6 negres peó · c6 negres cavall · d6 negres peó · g6 negres peó · a4 blanques peó · e4 negres dama · b3 blanques dama · b2 blanques peó · f2 blanques peó · g2 blanques peó · h2 blanques peó · a1 blanques torre · c1 blanques alfil · f1 blanques torre · g1 blanques rei | a8 negres torre · b7 negres peó · d7 negres rei · e7 negres peó · f7 negres peó · g7 negres alfil · h7 negres peó · b6 negres peó · c6 negres cavall · d6 negres peó · g6 negres peó · a4 blanques peó · e4 negres dama · b3 blanques dama · b2 blanques peó · f2 blanques peó · g2 blanques peó · h2 blanques peó · a1 blanques torre · c1 blanques alfil · f1 blanques torre · g1 blanques rei | a8 negres torre · b7 negres peó · d7 negres rei · e7 negres peó · f7 negres peó · g7 negres alfil · h7 negres peó · b6 negres peó · c6 negres cavall · d6 negres peó · g6 negres peó · a4 blanques peó · e4 negres dama · b3 blanques dama · b2 blanques peó · f2 blanques peó · g2 blanques peó · h2 blanques peó · a1 blanques torre · c1 blanques alfil · f1 blanques torre · g1 blanques rei | a8 negres torre · b7 negres peó · d7 negres rei · e7 negres peó · f7 negres peó · g7 negres alfil · h7 negres peó · b6 negres peó · c6 negres cavall · d6 negres peó · g6 negres peó · a4 blanques peó · e4 negres dama · b3 blanques dama · b2 blanques peó · f2 blanques peó · g2 blanques peó · h2 blanques peó · a1 blanques torre · c1 blanques alfil · f1 blanques torre · g1 blanques rei | a8 negres torre · b7 negres peó · d7 negres rei · e7 negres peó · f7 negres peó · g7 negres alfil · h7 negres peó · b6 negres peó · c6 negres cavall · d6 negres peó · g6 negres peó · a4 blanques peó · e4 negres dama · b3 blanques dama · b2 blanques peó · f2 blanques peó · g2 blanques peó · h2 blanques peó · a1 blanques torre · c1 blanques alfil · f1 blanques torre · g1 blanques rei | a8 negres torre · b7 negres peó · d7 negres rei · e7 negres peó · f7 negres peó · g7 negres alfil · h7 negres peó · b6 negres peó · c6 negres cavall · d6 negres peó · g6 negres peó · a4 blanques peó · e4 negres dama · b3 blanques dama · b2 blanques peó · f2 blanques peó · g2 blanques peó · h2 blanques peó · a1 blanques torre · c1 blanques alfil · f1 blanques torre · g1 blanques rei | a8 negres torre · b7 negres peó · d7 negres rei · e7 negres peó · f7 negres peó · g7 negres alfil · h7 negres peó · b6 negres peó · c6 negres cavall · d6 negres peó · g6 negres peó · a4 blanques peó · e4 negres dama · b3 blanques dama · b2 blanques peó · f2 blanques peó · g2 blanques peó · h2 blanques peó · a1 blanques torre · c1 blanques alfil · f1 blanques torre · g1 blanques rei | a8 negres torre · b7 negres peó · d7 negres rei · e7 negres peó · f7 negres peó · g7 negres alfil · h7 negres peó · b6 negres peó · c6 negres cavall · d6 negres peó · g6 negres peó · a4 blanques peó · e4 negres dama · b3 blanques dama · b2 blanques peó · f2 blanques peó · g2 blanques peó · h2 blanques peó · a1 blanques torre · c1 blanques alfil · f1 blanques torre · g1 blanques rei | 4 |
| 3 | a8 negres torre · b7 negres peó · d7 negres rei · e7 negres peó · f7 negres peó · g7 negres alfil · h7 negres peó · b6 negres peó · c6 negres cavall · d6 negres peó · g6 negres peó · a4 blanques peó · e4 negres dama · b3 blanques dama · b2 blanques peó · f2 blanques peó · g2 blanques peó · h2 blanques peó · a1 blanques torre · c1 blanques alfil · f1 blanques torre · g1 blanques rei | a8 negres torre · b7 negres peó · d7 negres rei · e7 negres peó · f7 negres peó · g7 negres alfil · h7 negres peó · b6 negres peó · c6 negres cavall · d6 negres peó · g6 negres peó · a4 blanques peó · e4 negres dama · b3 blanques dama · b2 blanques peó · f2 blanques peó · g2 blanques peó · h2 blanques peó · a1 blanques torre · c1 blanques alfil · f1 blanques torre · g1 blanques rei | a8 negres torre · b7 negres peó · d7 negres rei · e7 negres peó · f7 negres peó · g7 negres alfil · h7 negres peó · b6 negres peó · c6 negres cavall · d6 negres peó · g6 negres peó · a4 blanques peó · e4 negres dama · b3 blanques dama · b2 blanques peó · f2 blanques peó · g2 blanques peó · h2 blanques peó · a1 blanques torre · c1 blanques alfil · f1 blanques torre · g1 blanques rei | a8 negres torre · b7 negres peó · d7 negres rei · e7 negres peó · f7 negres peó · g7 negres alfil · h7 negres peó · b6 negres peó · c6 negres cavall · d6 negres peó · g6 negres peó · a4 blanques peó · e4 negres dama · b3 blanques dama · b2 blanques peó · f2 blanques peó · g2 blanques peó · h2 blanques peó · a1 blanques torre · c1 blanques alfil · f1 blanques torre · g1 blanques rei | a8 negres torre · b7 negres peó · d7 negres rei · e7 negres peó · f7 negres peó · g7 negres alfil · h7 negres peó · b6 negres peó · c6 negres cavall · d6 negres peó · g6 negres peó · a4 blanques peó · e4 negres dama · b3 blanques dama · b2 blanques peó · f2 blanques peó · g2 blanques peó · h2 blanques peó · a1 blanques torre · c1 blanques alfil · f1 blanques torre · g1 blanques rei | a8 negres torre · b7 negres peó · d7 negres rei · e7 negres peó · f7 negres peó · g7 negres alfil · h7 negres peó · b6 negres peó · c6 negres cavall · d6 negres peó · g6 negres peó · a4 blanques peó · e4 negres dama · b3 blanques dama · b2 blanques peó · f2 blanques peó · g2 blanques peó · h2 blanques peó · a1 blanques torre · c1 blanques alfil · f1 blanques torre · g1 blanques rei | a8 negres torre · b7 negres peó · d7 negres rei · e7 negres peó · f7 negres peó · g7 negres alfil · h7 negres peó · b6 negres peó · c6 negres cavall · d6 negres peó · g6 negres peó · a4 blanques peó · e4 negres dama · b3 blanques dama · b2 blanques peó · f2 blanques peó · g2 blanques peó · h2 blanques peó · a1 blanques torre · c1 blanques alfil · f1 blanques torre · g1 blanques rei | a8 negres torre · b7 negres peó · d7 negres rei · e7 negres peó · f7 negres peó · g7 negres alfil · h7 negres peó · b6 negres peó · c6 negres cavall · d6 negres peó · g6 negres peó · a4 blanques peó · e4 negres dama · b3 blanques dama · b2 blanques peó · f2 blanques peó · g2 blanques peó · h2 blanques peó · a1 blanques torre · c1 blanques alfil · f1 blanques torre · g1 blanques rei | 3 |
| 2 | a8 negres torre · b7 negres peó · d7 negres rei · e7 negres peó · f7 negres peó · g7 negres alfil · h7 negres peó · b6 negres peó · c6 negres cavall · d6 negres peó · g6 negres peó · a4 blanques peó · e4 negres dama · b3 blanques dama · b2 blanques peó · f2 blanques peó · g2 blanques peó · h2 blanques peó · a1 blanques torre · c1 blanques alfil · f1 blanques torre · g1 blanques rei | a8 negres torre · b7 negres peó · d7 negres rei · e7 negres peó · f7 negres peó · g7 negres alfil · h7 negres peó · b6 negres peó · c6 negres cavall · d6 negres peó · g6 negres peó · a4 blanques peó · e4 negres dama · b3 blanques dama · b2 blanques peó · f2 blanques peó · g2 blanques peó · h2 blanques peó · a1 blanques torre · c1 blanques alfil · f1 blanques torre · g1 blanques rei | a8 negres torre · b7 negres peó · d7 negres rei · e7 negres peó · f7 negres peó · g7 negres alfil · h7 negres peó · b6 negres peó · c6 negres cavall · d6 negres peó · g6 negres peó · a4 blanques peó · e4 negres dama · b3 blanques dama · b2 blanques peó · f2 blanques peó · g2 blanques peó · h2 blanques peó · a1 blanques torre · c1 blanques alfil · f1 blanques torre · g1 blanques rei | a8 negres torre · b7 negres peó · d7 negres rei · e7 negres peó · f7 negres peó · g7 negres alfil · h7 negres peó · b6 negres peó · c6 negres cavall · d6 negres peó · g6 negres peó · a4 blanques peó · e4 negres dama · b3 blanques dama · b2 blanques peó · f2 blanques peó · g2 blanques peó · h2 blanques peó · a1 blanques torre · c1 blanques alfil · f1 blanques torre · g1 blanques rei | a8 negres torre · b7 negres peó · d7 negres rei · e7 negres peó · f7 negres peó · g7 negres alfil · h7 negres peó · b6 negres peó · c6 negres cavall · d6 negres peó · g6 negres peó · a4 blanques peó · e4 negres dama · b3 blanques dama · b2 blanques peó · f2 blanques peó · g2 blanques peó · h2 blanques peó · a1 blanques torre · c1 blanques alfil · f1 blanques torre · g1 blanques rei | a8 negres torre · b7 negres peó · d7 negres rei · e7 negres peó · f7 negres peó · g7 negres alfil · h7 negres peó · b6 negres peó · c6 negres cavall · d6 negres peó · g6 negres peó · a4 blanques peó · e4 negres dama · b3 blanques dama · b2 blanques peó · f2 blanques peó · g2 blanques peó · h2 blanques peó · a1 blanques torre · c1 blanques alfil · f1 blanques torre · g1 blanques rei | a8 negres torre · b7 negres peó · d7 negres rei · e7 negres peó · f7 negres peó · g7 negres alfil · h7 negres peó · b6 negres peó · c6 negres cavall · d6 negres peó · g6 negres peó · a4 blanques peó · e4 negres dama · b3 blanques dama · b2 blanques peó · f2 blanques peó · g2 blanques peó · h2 blanques peó · a1 blanques torre · c1 blanques alfil · f1 blanques torre · g1 blanques rei | a8 negres torre · b7 negres peó · d7 negres rei · e7 negres peó · f7 negres peó · g7 negres alfil · h7 negres peó · b6 negres peó · c6 negres cavall · d6 negres peó · g6 negres peó · a4 blanques peó · e4 negres dama · b3 blanques dama · b2 blanques peó · f2 blanques peó · g2 blanques peó · h2 blanques peó · a1 blanques torre · c1 blanques alfil · f1 blanques torre · g1 blanques rei | 2 |
| 1 | a8 negres torre · b7 negres peó · d7 negres rei · e7 negres peó · f7 negres peó · g7 negres alfil · h7 negres peó · b6 negres peó · c6 negres cavall · d6 negres peó · g6 negres peó · a4 blanques peó · e4 negres dama · b3 blanques dama · b2 blanques peó · f2 blanques peó · g2 blanques peó · h2 blanques peó · a1 blanques torre · c1 blanques alfil · f1 blanques torre · g1 blanques rei | a8 negres torre · b7 negres peó · d7 negres rei · e7 negres peó · f7 negres peó · g7 negres alfil · h7 negres peó · b6 negres peó · c6 negres cavall · d6 negres peó · g6 negres peó · a4 blanques peó · e4 negres dama · b3 blanques dama · b2 blanques peó · f2 blanques peó · g2 blanques peó · h2 blanques peó · a1 blanques torre · c1 blanques alfil · f1 blanques torre · g1 blanques rei | a8 negres torre · b7 negres peó · d7 negres rei · e7 negres peó · f7 negres peó · g7 negres alfil · h7 negres peó · b6 negres peó · c6 negres cavall · d6 negres peó · g6 negres peó · a4 blanques peó · e4 negres dama · b3 blanques dama · b2 blanques peó · f2 blanques peó · g2 blanques peó · h2 blanques peó · a1 blanques torre · c1 blanques alfil · f1 blanques torre · g1 blanques rei | a8 negres torre · b7 negres peó · d7 negres rei · e7 negres peó · f7 negres peó · g7 negres alfil · h7 negres peó · b6 negres peó · c6 negres cavall · d6 negres peó · g6 negres peó · a4 blanques peó · e4 negres dama · b3 blanques dama · b2 blanques peó · f2 blanques peó · g2 blanques peó · h2 blanques peó · a1 blanques torre · c1 blanques alfil · f1 blanques torre · g1 blanques rei | a8 negres torre · b7 negres peó · d7 negres rei · e7 negres peó · f7 negres peó · g7 negres alfil · h7 negres peó · b6 negres peó · c6 negres cavall · d6 negres peó · g6 negres peó · a4 blanques peó · e4 negres dama · b3 blanques dama · b2 blanques peó · f2 blanques peó · g2 blanques peó · h2 blanques peó · a1 blanques torre · c1 blanques alfil · f1 blanques torre · g1 blanques rei | a8 negres torre · b7 negres peó · d7 negres rei · e7 negres peó · f7 negres peó · g7 negres alfil · h7 negres peó · b6 negres peó · c6 negres cavall · d6 negres peó · g6 negres peó · a4 blanques peó · e4 negres dama · b3 blanques dama · b2 blanques peó · f2 blanques peó · g2 blanques peó · h2 blanques peó · a1 blanques torre · c1 blanques alfil · f1 blanques torre · g1 blanques rei | a8 negres torre · b7 negres peó · d7 negres rei · e7 negres peó · f7 negres peó · g7 negres alfil · h7 negres peó · b6 negres peó · c6 negres cavall · d6 negres peó · g6 negres peó · a4 blanques peó · e4 negres dama · b3 blanques dama · b2 blanques peó · f2 blanques peó · g2 blanques peó · h2 blanques peó · a1 blanques torre · c1 blanques alfil · f1 blanques torre · g1 blanques rei | a8 negres torre · b7 negres peó · d7 negres rei · e7 negres peó · f7 negres peó · g7 negres alfil · h7 negres peó · b6 negres peó · c6 negres cavall · d6 negres peó · g6 negres peó · a4 blanques peó · e4 negres dama · b3 blanques dama · b2 blanques peó · f2 blanques peó · g2 blanques peó · h2 blanques peó · a1 blanques torre · c1 blanques alfil · f1 blanques torre · g1 blanques rei | 1 |
|   | a | b | c | d | e | f | g | h |   |

16...Ce4 17.Cxe4 Dxe4 18.Db3
Al seu 16è moviment, l'equip mundial forçà en Kaspàrov a canviar la seva única peça que no romania a la primera fila, i simultàniament alliberà l'acció de l'alfil de g7. En Kaspàrov va respondre amb un atac doble als peons negres de b6 i f7. La pèrdua d'un peó semblava inevitable, però l'equip mundial buscà formes d'aconseguir algun contrajoc. El debat al tauler d'anuncis va versar sobre si jugar 18...e6 19.Dxb6 Cd4, per assegurar-se que el peó que es perdés fos un dels doblats, o bé fer més agressivament 18...Cd4 de manera immediata, permetent 19.Dxf7. Khalifman, però, va trobar el moviment extremadament subtil 18...f5, i després de considerar-lo, el tauler d'anuncis el va trobar prou convincent.
La força del consens al tauler d'anuncis es va posar a prova quan els altres tres analistes varen recomanar unànimement 18...Cd4. El vot va ser del 43% a favor de la recomanació de Krush de 18...f5, i del 35% a favor de l'altra recomanació de 18...Cd4. Això va provocar fortes queixes al tauler d'anuncis, en el sentit que Krush havia "pres el control de la partida". Aquells que es van queixar no exageraven la influència de Krush, les seves recomanacions van ser seleccionades cada moviment des del 10è fins al 50è.
18...f5!
L'equip mundial donava a Kaspàrov el peó b6, però per un preu. Després de 19.Dxb6 Cd4, el món hauria tingut les dues amenaces Cc2 i Ta6, que els haurien assegurat un joc molt actiu a canvi del peó. Si, en canvi, Kaspàrov continués desenvolupant-se amb 19.Ae3, l'equip mundial hauria ofert un canvi de dames amb 19...Db4, apostant per la massa de peons centrals que seria molt forta en qualsevol final. Però en lloc d'aquestes opcions, en Kaspàrov va tornar a trobar la continuació més forta: un moviment en desenvolupament amb moltes possibilitats d'atac.
19.Ag5
Kaspàrov, que estava trobant en l'equip del món més resistència de la que hagués cregut possible, va començar a deixar caure pistes que estava jugant amb eficàcia contra la “GM School”, i no contra uns oponents d'internet en general. La GM School va recomanar 19...Dd4, mentre que el tauler d'anuncis havia trobat un error en les seves anàlisis, i en general estava a favor de 19...Db4 que era més forçada. A més, la majoria de Grans Mestres de la GM School estaven ocupats amb altres tasques, i les anàlisis de l'equip mundial varen passar a ser comandades per un grapat d'MIs i MFs, conjuntament amb dotzenes d'aficionats explorant i comprovant línies amb programes d'escacs.
En aquest moviment en particular, la votació es va complicar amb un gran suport en favor de 19...Cd4, amb contrajoc, que fou la recomanació tant de Felecan com de Paehtz. Finalment, un 35% es decidí per 19...Db4, que fou el menor percentatge de suport a un moviment guanyador en tota la partida, potser perquè el moviment forçava en Kaspàrov a intensificar el seu atac al flanc de rei. Cal destacar que un canvi de dames era estratègicament impensable per les blanques, ja que duu a un final favorable per les negres.
|   | a | b | c | d | e | f | g | h |   |
| 8 | a8 negres torre · b7 negres peó · d7 negres rei · e7 negres peó · f7 blanques dama · g7 negres alfil · h7 negres peó · b6 negres peó · c6 negres cavall · d6 negres peó · g6 negres peó · f5 negres peó · g5 blanques alfil · a4 blanques peó · b4 negres dama · b2 blanques peó · f2 blanques peó · g2 blanques peó · h2 blanques peó · a1 blanques torre · f1 blanques torre · g1 blanques rei | a8 negres torre · b7 negres peó · d7 negres rei · e7 negres peó · f7 blanques dama · g7 negres alfil · h7 negres peó · b6 negres peó · c6 negres cavall · d6 negres peó · g6 negres peó · f5 negres peó · g5 blanques alfil · a4 blanques peó · b4 negres dama · b2 blanques peó · f2 blanques peó · g2 blanques peó · h2 blanques peó · a1 blanques torre · f1 blanques torre · g1 blanques rei | a8 negres torre · b7 negres peó · d7 negres rei · e7 negres peó · f7 blanques dama · g7 negres alfil · h7 negres peó · b6 negres peó · c6 negres cavall · d6 negres peó · g6 negres peó · f5 negres peó · g5 blanques alfil · a4 blanques peó · b4 negres dama · b2 blanques peó · f2 blanques peó · g2 blanques peó · h2 blanques peó · a1 blanques torre · f1 blanques torre · g1 blanques rei | a8 negres torre · b7 negres peó · d7 negres rei · e7 negres peó · f7 blanques dama · g7 negres alfil · h7 negres peó · b6 negres peó · c6 negres cavall · d6 negres peó · g6 negres peó · f5 negres peó · g5 blanques alfil · a4 blanques peó · b4 negres dama · b2 blanques peó · f2 blanques peó · g2 blanques peó · h2 blanques peó · a1 blanques torre · f1 blanques torre · g1 blanques rei | a8 negres torre · b7 negres peó · d7 negres rei · e7 negres peó · f7 blanques dama · g7 negres alfil · h7 negres peó · b6 negres peó · c6 negres cavall · d6 negres peó · g6 negres peó · f5 negres peó · g5 blanques alfil · a4 blanques peó · b4 negres dama · b2 blanques peó · f2 blanques peó · g2 blanques peó · h2 blanques peó · a1 blanques torre · f1 blanques torre · g1 blanques rei | a8 negres torre · b7 negres peó · d7 negres rei · e7 negres peó · f7 blanques dama · g7 negres alfil · h7 negres peó · b6 negres peó · c6 negres cavall · d6 negres peó · g6 negres peó · f5 negres peó · g5 blanques alfil · a4 blanques peó · b4 negres dama · b2 blanques peó · f2 blanques peó · g2 blanques peó · h2 blanques peó · a1 blanques torre · f1 blanques torre · g1 blanques rei | a8 negres torre · b7 negres peó · d7 negres rei · e7 negres peó · f7 blanques dama · g7 negres alfil · h7 negres peó · b6 negres peó · c6 negres cavall · d6 negres peó · g6 negres peó · f5 negres peó · g5 blanques alfil · a4 blanques peó · b4 negres dama · b2 blanques peó · f2 blanques peó · g2 blanques peó · h2 blanques peó · a1 blanques torre · f1 blanques torre · g1 blanques rei | a8 negres torre · b7 negres peó · d7 negres rei · e7 negres peó · f7 blanques dama · g7 negres alfil · h7 negres peó · b6 negres peó · c6 negres cavall · d6 negres peó · g6 negres peó · f5 negres peó · g5 blanques alfil · a4 blanques peó · b4 negres dama · b2 blanques peó · f2 blanques peó · g2 blanques peó · h2 blanques peó · a1 blanques torre · f1 blanques torre · g1 blanques rei | 8 |
| 7 | a8 negres torre · b7 negres peó · d7 negres rei · e7 negres peó · f7 blanques dama · g7 negres alfil · h7 negres peó · b6 negres peó · c6 negres cavall · d6 negres peó · g6 negres peó · f5 negres peó · g5 blanques alfil · a4 blanques peó · b4 negres dama · b2 blanques peó · f2 blanques peó · g2 blanques peó · h2 blanques peó · a1 blanques torre · f1 blanques torre · g1 blanques rei | a8 negres torre · b7 negres peó · d7 negres rei · e7 negres peó · f7 blanques dama · g7 negres alfil · h7 negres peó · b6 negres peó · c6 negres cavall · d6 negres peó · g6 negres peó · f5 negres peó · g5 blanques alfil · a4 blanques peó · b4 negres dama · b2 blanques peó · f2 blanques peó · g2 blanques peó · h2 blanques peó · a1 blanques torre · f1 blanques torre · g1 blanques rei | a8 negres torre · b7 negres peó · d7 negres rei · e7 negres peó · f7 blanques dama · g7 negres alfil · h7 negres peó · b6 negres peó · c6 negres cavall · d6 negres peó · g6 negres peó · f5 negres peó · g5 blanques alfil · a4 blanques peó · b4 negres dama · b2 blanques peó · f2 blanques peó · g2 blanques peó · h2 blanques peó · a1 blanques torre · f1 blanques torre · g1 blanques rei | a8 negres torre · b7 negres peó · d7 negres rei · e7 negres peó · f7 blanques dama · g7 negres alfil · h7 negres peó · b6 negres peó · c6 negres cavall · d6 negres peó · g6 negres peó · f5 negres peó · g5 blanques alfil · a4 blanques peó · b4 negres dama · b2 blanques peó · f2 blanques peó · g2 blanques peó · h2 blanques peó · a1 blanques torre · f1 blanques torre · g1 blanques rei | a8 negres torre · b7 negres peó · d7 negres rei · e7 negres peó · f7 blanques dama · g7 negres alfil · h7 negres peó · b6 negres peó · c6 negres cavall · d6 negres peó · g6 negres peó · f5 negres peó · g5 blanques alfil · a4 blanques peó · b4 negres dama · b2 blanques peó · f2 blanques peó · g2 blanques peó · h2 blanques peó · a1 blanques torre · f1 blanques torre · g1 blanques rei | a8 negres torre · b7 negres peó · d7 negres rei · e7 negres peó · f7 blanques dama · g7 negres alfil · h7 negres peó · b6 negres peó · c6 negres cavall · d6 negres peó · g6 negres peó · f5 negres peó · g5 blanques alfil · a4 blanques peó · b4 negres dama · b2 blanques peó · f2 blanques peó · g2 blanques peó · h2 blanques peó · a1 blanques torre · f1 blanques torre · g1 blanques rei | a8 negres torre · b7 negres peó · d7 negres rei · e7 negres peó · f7 blanques dama · g7 negres alfil · h7 negres peó · b6 negres peó · c6 negres cavall · d6 negres peó · g6 negres peó · f5 negres peó · g5 blanques alfil · a4 blanques peó · b4 negres dama · b2 blanques peó · f2 blanques peó · g2 blanques peó · h2 blanques peó · a1 blanques torre · f1 blanques torre · g1 blanques rei | a8 negres torre · b7 negres peó · d7 negres rei · e7 negres peó · f7 blanques dama · g7 negres alfil · h7 negres peó · b6 negres peó · c6 negres cavall · d6 negres peó · g6 negres peó · f5 negres peó · g5 blanques alfil · a4 blanques peó · b4 negres dama · b2 blanques peó · f2 blanques peó · g2 blanques peó · h2 blanques peó · a1 blanques torre · f1 blanques torre · g1 blanques rei | 7 |
| 6 | a8 negres torre · b7 negres peó · d7 negres rei · e7 negres peó · f7 blanques dama · g7 negres alfil · h7 negres peó · b6 negres peó · c6 negres cavall · d6 negres peó · g6 negres peó · f5 negres peó · g5 blanques alfil · a4 blanques peó · b4 negres dama · b2 blanques peó · f2 blanques peó · g2 blanques peó · h2 blanques peó · a1 blanques torre · f1 blanques torre · g1 blanques rei | a8 negres torre · b7 negres peó · d7 negres rei · e7 negres peó · f7 blanques dama · g7 negres alfil · h7 negres peó · b6 negres peó · c6 negres cavall · d6 negres peó · g6 negres peó · f5 negres peó · g5 blanques alfil · a4 blanques peó · b4 negres dama · b2 blanques peó · f2 blanques peó · g2 blanques peó · h2 blanques peó · a1 blanques torre · f1 blanques torre · g1 blanques rei | a8 negres torre · b7 negres peó · d7 negres rei · e7 negres peó · f7 blanques dama · g7 negres alfil · h7 negres peó · b6 negres peó · c6 negres cavall · d6 negres peó · g6 negres peó · f5 negres peó · g5 blanques alfil · a4 blanques peó · b4 negres dama · b2 blanques peó · f2 blanques peó · g2 blanques peó · h2 blanques peó · a1 blanques torre · f1 blanques torre · g1 blanques rei | a8 negres torre · b7 negres peó · d7 negres rei · e7 negres peó · f7 blanques dama · g7 negres alfil · h7 negres peó · b6 negres peó · c6 negres cavall · d6 negres peó · g6 negres peó · f5 negres peó · g5 blanques alfil · a4 blanques peó · b4 negres dama · b2 blanques peó · f2 blanques peó · g2 blanques peó · h2 blanques peó · a1 blanques torre · f1 blanques torre · g1 blanques rei | a8 negres torre · b7 negres peó · d7 negres rei · e7 negres peó · f7 blanques dama · g7 negres alfil · h7 negres peó · b6 negres peó · c6 negres cavall · d6 negres peó · g6 negres peó · f5 negres peó · g5 blanques alfil · a4 blanques peó · b4 negres dama · b2 blanques peó · f2 blanques peó · g2 blanques peó · h2 blanques peó · a1 blanques torre · f1 blanques torre · g1 blanques rei | a8 negres torre · b7 negres peó · d7 negres rei · e7 negres peó · f7 blanques dama · g7 negres alfil · h7 negres peó · b6 negres peó · c6 negres cavall · d6 negres peó · g6 negres peó · f5 negres peó · g5 blanques alfil · a4 blanques peó · b4 negres dama · b2 blanques peó · f2 blanques peó · g2 blanques peó · h2 blanques peó · a1 blanques torre · f1 blanques torre · g1 blanques rei | a8 negres torre · b7 negres peó · d7 negres rei · e7 negres peó · f7 blanques dama · g7 negres alfil · h7 negres peó · b6 negres peó · c6 negres cavall · d6 negres peó · g6 negres peó · f5 negres peó · g5 blanques alfil · a4 blanques peó · b4 negres dama · b2 blanques peó · f2 blanques peó · g2 blanques peó · h2 blanques peó · a1 blanques torre · f1 blanques torre · g1 blanques rei | a8 negres torre · b7 negres peó · d7 negres rei · e7 negres peó · f7 blanques dama · g7 negres alfil · h7 negres peó · b6 negres peó · c6 negres cavall · d6 negres peó · g6 negres peó · f5 negres peó · g5 blanques alfil · a4 blanques peó · b4 negres dama · b2 blanques peó · f2 blanques peó · g2 blanques peó · h2 blanques peó · a1 blanques torre · f1 blanques torre · g1 blanques rei | 6 |
| 5 | a8 negres torre · b7 negres peó · d7 negres rei · e7 negres peó · f7 blanques dama · g7 negres alfil · h7 negres peó · b6 negres peó · c6 negres cavall · d6 negres peó · g6 negres peó · f5 negres peó · g5 blanques alfil · a4 blanques peó · b4 negres dama · b2 blanques peó · f2 blanques peó · g2 blanques peó · h2 blanques peó · a1 blanques torre · f1 blanques torre · g1 blanques rei | a8 negres torre · b7 negres peó · d7 negres rei · e7 negres peó · f7 blanques dama · g7 negres alfil · h7 negres peó · b6 negres peó · c6 negres cavall · d6 negres peó · g6 negres peó · f5 negres peó · g5 blanques alfil · a4 blanques peó · b4 negres dama · b2 blanques peó · f2 blanques peó · g2 blanques peó · h2 blanques peó · a1 blanques torre · f1 blanques torre · g1 blanques rei | a8 negres torre · b7 negres peó · d7 negres rei · e7 negres peó · f7 blanques dama · g7 negres alfil · h7 negres peó · b6 negres peó · c6 negres cavall · d6 negres peó · g6 negres peó · f5 negres peó · g5 blanques alfil · a4 blanques peó · b4 negres dama · b2 blanques peó · f2 blanques peó · g2 blanques peó · h2 blanques peó · a1 blanques torre · f1 blanques torre · g1 blanques rei | a8 negres torre · b7 negres peó · d7 negres rei · e7 negres peó · f7 blanques dama · g7 negres alfil · h7 negres peó · b6 negres peó · c6 negres cavall · d6 negres peó · g6 negres peó · f5 negres peó · g5 blanques alfil · a4 blanques peó · b4 negres dama · b2 blanques peó · f2 blanques peó · g2 blanques peó · h2 blanques peó · a1 blanques torre · f1 blanques torre · g1 blanques rei | a8 negres torre · b7 negres peó · d7 negres rei · e7 negres peó · f7 blanques dama · g7 negres alfil · h7 negres peó · b6 negres peó · c6 negres cavall · d6 negres peó · g6 negres peó · f5 negres peó · g5 blanques alfil · a4 blanques peó · b4 negres dama · b2 blanques peó · f2 blanques peó · g2 blanques peó · h2 blanques peó · a1 blanques torre · f1 blanques torre · g1 blanques rei | a8 negres torre · b7 negres peó · d7 negres rei · e7 negres peó · f7 blanques dama · g7 negres alfil · h7 negres peó · b6 negres peó · c6 negres cavall · d6 negres peó · g6 negres peó · f5 negres peó · g5 blanques alfil · a4 blanques peó · b4 negres dama · b2 blanques peó · f2 blanques peó · g2 blanques peó · h2 blanques peó · a1 blanques torre · f1 blanques torre · g1 blanques rei | a8 negres torre · b7 negres peó · d7 negres rei · e7 negres peó · f7 blanques dama · g7 negres alfil · h7 negres peó · b6 negres peó · c6 negres cavall · d6 negres peó · g6 negres peó · f5 negres peó · g5 blanques alfil · a4 blanques peó · b4 negres dama · b2 blanques peó · f2 blanques peó · g2 blanques peó · h2 blanques peó · a1 blanques torre · f1 blanques torre · g1 blanques rei | a8 negres torre · b7 negres peó · d7 negres rei · e7 negres peó · f7 blanques dama · g7 negres alfil · h7 negres peó · b6 negres peó · c6 negres cavall · d6 negres peó · g6 negres peó · f5 negres peó · g5 blanques alfil · a4 blanques peó · b4 negres dama · b2 blanques peó · f2 blanques peó · g2 blanques peó · h2 blanques peó · a1 blanques torre · f1 blanques torre · g1 blanques rei | 5 |
| 4 | a8 negres torre · b7 negres peó · d7 negres rei · e7 negres peó · f7 blanques dama · g7 negres alfil · h7 negres peó · b6 negres peó · c6 negres cavall · d6 negres peó · g6 negres peó · f5 negres peó · g5 blanques alfil · a4 blanques peó · b4 negres dama · b2 blanques peó · f2 blanques peó · g2 blanques peó · h2 blanques peó · a1 blanques torre · f1 blanques torre · g1 blanques rei | a8 negres torre · b7 negres peó · d7 negres rei · e7 negres peó · f7 blanques dama · g7 negres alfil · h7 negres peó · b6 negres peó · c6 negres cavall · d6 negres peó · g6 negres peó · f5 negres peó · g5 blanques alfil · a4 blanques peó · b4 negres dama · b2 blanques peó · f2 blanques peó · g2 blanques peó · h2 blanques peó · a1 blanques torre · f1 blanques torre · g1 blanques rei | a8 negres torre · b7 negres peó · d7 negres rei · e7 negres peó · f7 blanques dama · g7 negres alfil · h7 negres peó · b6 negres peó · c6 negres cavall · d6 negres peó · g6 negres peó · f5 negres peó · g5 blanques alfil · a4 blanques peó · b4 negres dama · b2 blanques peó · f2 blanques peó · g2 blanques peó · h2 blanques peó · a1 blanques torre · f1 blanques torre · g1 blanques rei | a8 negres torre · b7 negres peó · d7 negres rei · e7 negres peó · f7 blanques dama · g7 negres alfil · h7 negres peó · b6 negres peó · c6 negres cavall · d6 negres peó · g6 negres peó · f5 negres peó · g5 blanques alfil · a4 blanques peó · b4 negres dama · b2 blanques peó · f2 blanques peó · g2 blanques peó · h2 blanques peó · a1 blanques torre · f1 blanques torre · g1 blanques rei | a8 negres torre · b7 negres peó · d7 negres rei · e7 negres peó · f7 blanques dama · g7 negres alfil · h7 negres peó · b6 negres peó · c6 negres cavall · d6 negres peó · g6 negres peó · f5 negres peó · g5 blanques alfil · a4 blanques peó · b4 negres dama · b2 blanques peó · f2 blanques peó · g2 blanques peó · h2 blanques peó · a1 blanques torre · f1 blanques torre · g1 blanques rei | a8 negres torre · b7 negres peó · d7 negres rei · e7 negres peó · f7 blanques dama · g7 negres alfil · h7 negres peó · b6 negres peó · c6 negres cavall · d6 negres peó · g6 negres peó · f5 negres peó · g5 blanques alfil · a4 blanques peó · b4 negres dama · b2 blanques peó · f2 blanques peó · g2 blanques peó · h2 blanques peó · a1 blanques torre · f1 blanques torre · g1 blanques rei | a8 negres torre · b7 negres peó · d7 negres rei · e7 negres peó · f7 blanques dama · g7 negres alfil · h7 negres peó · b6 negres peó · c6 negres cavall · d6 negres peó · g6 negres peó · f5 negres peó · g5 blanques alfil · a4 blanques peó · b4 negres dama · b2 blanques peó · f2 blanques peó · g2 blanques peó · h2 blanques peó · a1 blanques torre · f1 blanques torre · g1 blanques rei | a8 negres torre · b7 negres peó · d7 negres rei · e7 negres peó · f7 blanques dama · g7 negres alfil · h7 negres peó · b6 negres peó · c6 negres cavall · d6 negres peó · g6 negres peó · f5 negres peó · g5 blanques alfil · a4 blanques peó · b4 negres dama · b2 blanques peó · f2 blanques peó · g2 blanques peó · h2 blanques peó · a1 blanques torre · f1 blanques torre · g1 blanques rei | 4 |
| 3 | a8 negres torre · b7 negres peó · d7 negres rei · e7 negres peó · f7 blanques dama · g7 negres alfil · h7 negres peó · b6 negres peó · c6 negres cavall · d6 negres peó · g6 negres peó · f5 negres peó · g5 blanques alfil · a4 blanques peó · b4 negres dama · b2 blanques peó · f2 blanques peó · g2 blanques peó · h2 blanques peó · a1 blanques torre · f1 blanques torre · g1 blanques rei | a8 negres torre · b7 negres peó · d7 negres rei · e7 negres peó · f7 blanques dama · g7 negres alfil · h7 negres peó · b6 negres peó · c6 negres cavall · d6 negres peó · g6 negres peó · f5 negres peó · g5 blanques alfil · a4 blanques peó · b4 negres dama · b2 blanques peó · f2 blanques peó · g2 blanques peó · h2 blanques peó · a1 blanques torre · f1 blanques torre · g1 blanques rei | a8 negres torre · b7 negres peó · d7 negres rei · e7 negres peó · f7 blanques dama · g7 negres alfil · h7 negres peó · b6 negres peó · c6 negres cavall · d6 negres peó · g6 negres peó · f5 negres peó · g5 blanques alfil · a4 blanques peó · b4 negres dama · b2 blanques peó · f2 blanques peó · g2 blanques peó · h2 blanques peó · a1 blanques torre · f1 blanques torre · g1 blanques rei | a8 negres torre · b7 negres peó · d7 negres rei · e7 negres peó · f7 blanques dama · g7 negres alfil · h7 negres peó · b6 negres peó · c6 negres cavall · d6 negres peó · g6 negres peó · f5 negres peó · g5 blanques alfil · a4 blanques peó · b4 negres dama · b2 blanques peó · f2 blanques peó · g2 blanques peó · h2 blanques peó · a1 blanques torre · f1 blanques torre · g1 blanques rei | a8 negres torre · b7 negres peó · d7 negres rei · e7 negres peó · f7 blanques dama · g7 negres alfil · h7 negres peó · b6 negres peó · c6 negres cavall · d6 negres peó · g6 negres peó · f5 negres peó · g5 blanques alfil · a4 blanques peó · b4 negres dama · b2 blanques peó · f2 blanques peó · g2 blanques peó · h2 blanques peó · a1 blanques torre · f1 blanques torre · g1 blanques rei | a8 negres torre · b7 negres peó · d7 negres rei · e7 negres peó · f7 blanques dama · g7 negres alfil · h7 negres peó · b6 negres peó · c6 negres cavall · d6 negres peó · g6 negres peó · f5 negres peó · g5 blanques alfil · a4 blanques peó · b4 negres dama · b2 blanques peó · f2 blanques peó · g2 blanques peó · h2 blanques peó · a1 blanques torre · f1 blanques torre · g1 blanques rei | a8 negres torre · b7 negres peó · d7 negres rei · e7 negres peó · f7 blanques dama · g7 negres alfil · h7 negres peó · b6 negres peó · c6 negres cavall · d6 negres peó · g6 negres peó · f5 negres peó · g5 blanques alfil · a4 blanques peó · b4 negres dama · b2 blanques peó · f2 blanques peó · g2 blanques peó · h2 blanques peó · a1 blanques torre · f1 blanques torre · g1 blanques rei | a8 negres torre · b7 negres peó · d7 negres rei · e7 negres peó · f7 blanques dama · g7 negres alfil · h7 negres peó · b6 negres peó · c6 negres cavall · d6 negres peó · g6 negres peó · f5 negres peó · g5 blanques alfil · a4 blanques peó · b4 negres dama · b2 blanques peó · f2 blanques peó · g2 blanques peó · h2 blanques peó · a1 blanques torre · f1 blanques torre · g1 blanques rei | 3 |
| 2 | a8 negres torre · b7 negres peó · d7 negres rei · e7 negres peó · f7 blanques dama · g7 negres alfil · h7 negres peó · b6 negres peó · c6 negres cavall · d6 negres peó · g6 negres peó · f5 negres peó · g5 blanques alfil · a4 blanques peó · b4 negres dama · b2 blanques peó · f2 blanques peó · g2 blanques peó · h2 blanques peó · a1 blanques torre · f1 blanques torre · g1 blanques rei | a8 negres torre · b7 negres peó · d7 negres rei · e7 negres peó · f7 blanques dama · g7 negres alfil · h7 negres peó · b6 negres peó · c6 negres cavall · d6 negres peó · g6 negres peó · f5 negres peó · g5 blanques alfil · a4 blanques peó · b4 negres dama · b2 blanques peó · f2 blanques peó · g2 blanques peó · h2 blanques peó · a1 blanques torre · f1 blanques torre · g1 blanques rei | a8 negres torre · b7 negres peó · d7 negres rei · e7 negres peó · f7 blanques dama · g7 negres alfil · h7 negres peó · b6 negres peó · c6 negres cavall · d6 negres peó · g6 negres peó · f5 negres peó · g5 blanques alfil · a4 blanques peó · b4 negres dama · b2 blanques peó · f2 blanques peó · g2 blanques peó · h2 blanques peó · a1 blanques torre · f1 blanques torre · g1 blanques rei | a8 negres torre · b7 negres peó · d7 negres rei · e7 negres peó · f7 blanques dama · g7 negres alfil · h7 negres peó · b6 negres peó · c6 negres cavall · d6 negres peó · g6 negres peó · f5 negres peó · g5 blanques alfil · a4 blanques peó · b4 negres dama · b2 blanques peó · f2 blanques peó · g2 blanques peó · h2 blanques peó · a1 blanques torre · f1 blanques torre · g1 blanques rei | a8 negres torre · b7 negres peó · d7 negres rei · e7 negres peó · f7 blanques dama · g7 negres alfil · h7 negres peó · b6 negres peó · c6 negres cavall · d6 negres peó · g6 negres peó · f5 negres peó · g5 blanques alfil · a4 blanques peó · b4 negres dama · b2 blanques peó · f2 blanques peó · g2 blanques peó · h2 blanques peó · a1 blanques torre · f1 blanques torre · g1 blanques rei | a8 negres torre · b7 negres peó · d7 negres rei · e7 negres peó · f7 blanques dama · g7 negres alfil · h7 negres peó · b6 negres peó · c6 negres cavall · d6 negres peó · g6 negres peó · f5 negres peó · g5 blanques alfil · a4 blanques peó · b4 negres dama · b2 blanques peó · f2 blanques peó · g2 blanques peó · h2 blanques peó · a1 blanques torre · f1 blanques torre · g1 blanques rei | a8 negres torre · b7 negres peó · d7 negres rei · e7 negres peó · f7 blanques dama · g7 negres alfil · h7 negres peó · b6 negres peó · c6 negres cavall · d6 negres peó · g6 negres peó · f5 negres peó · g5 blanques alfil · a4 blanques peó · b4 negres dama · b2 blanques peó · f2 blanques peó · g2 blanques peó · h2 blanques peó · a1 blanques torre · f1 blanques torre · g1 blanques rei | a8 negres torre · b7 negres peó · d7 negres rei · e7 negres peó · f7 blanques dama · g7 negres alfil · h7 negres peó · b6 negres peó · c6 negres cavall · d6 negres peó · g6 negres peó · f5 negres peó · g5 blanques alfil · a4 blanques peó · b4 negres dama · b2 blanques peó · f2 blanques peó · g2 blanques peó · h2 blanques peó · a1 blanques torre · f1 blanques torre · g1 blanques rei | 2 |
| 1 | a8 negres torre · b7 negres peó · d7 negres rei · e7 negres peó · f7 blanques dama · g7 negres alfil · h7 negres peó · b6 negres peó · c6 negres cavall · d6 negres peó · g6 negres peó · f5 negres peó · g5 blanques alfil · a4 blanques peó · b4 negres dama · b2 blanques peó · f2 blanques peó · g2 blanques peó · h2 blanques peó · a1 blanques torre · f1 blanques torre · g1 blanques rei | a8 negres torre · b7 negres peó · d7 negres rei · e7 negres peó · f7 blanques dama · g7 negres alfil · h7 negres peó · b6 negres peó · c6 negres cavall · d6 negres peó · g6 negres peó · f5 negres peó · g5 blanques alfil · a4 blanques peó · b4 negres dama · b2 blanques peó · f2 blanques peó · g2 blanques peó · h2 blanques peó · a1 blanques torre · f1 blanques torre · g1 blanques rei | a8 negres torre · b7 negres peó · d7 negres rei · e7 negres peó · f7 blanques dama · g7 negres alfil · h7 negres peó · b6 negres peó · c6 negres cavall · d6 negres peó · g6 negres peó · f5 negres peó · g5 blanques alfil · a4 blanques peó · b4 negres dama · b2 blanques peó · f2 blanques peó · g2 blanques peó · h2 blanques peó · a1 blanques torre · f1 blanques torre · g1 blanques rei | a8 negres torre · b7 negres peó · d7 negres rei · e7 negres peó · f7 blanques dama · g7 negres alfil · h7 negres peó · b6 negres peó · c6 negres cavall · d6 negres peó · g6 negres peó · f5 negres peó · g5 blanques alfil · a4 blanques peó · b4 negres dama · b2 blanques peó · f2 blanques peó · g2 blanques peó · h2 blanques peó · a1 blanques torre · f1 blanques torre · g1 blanques rei | a8 negres torre · b7 negres peó · d7 negres rei · e7 negres peó · f7 blanques dama · g7 negres alfil · h7 negres peó · b6 negres peó · c6 negres cavall · d6 negres peó · g6 negres peó · f5 negres peó · g5 blanques alfil · a4 blanques peó · b4 negres dama · b2 blanques peó · f2 blanques peó · g2 blanques peó · h2 blanques peó · a1 blanques torre · f1 blanques torre · g1 blanques rei | a8 negres torre · b7 negres peó · d7 negres rei · e7 negres peó · f7 blanques dama · g7 negres alfil · h7 negres peó · b6 negres peó · c6 negres cavall · d6 negres peó · g6 negres peó · f5 negres peó · g5 blanques alfil · a4 blanques peó · b4 negres dama · b2 blanques peó · f2 blanques peó · g2 blanques peó · h2 blanques peó · a1 blanques torre · f1 blanques torre · g1 blanques rei | a8 negres torre · b7 negres peó · d7 negres rei · e7 negres peó · f7 blanques dama · g7 negres alfil · h7 negres peó · b6 negres peó · c6 negres cavall · d6 negres peó · g6 negres peó · f5 negres peó · g5 blanques alfil · a4 blanques peó · b4 negres dama · b2 blanques peó · f2 blanques peó · g2 blanques peó · h2 blanques peó · a1 blanques torre · f1 blanques torre · g1 blanques rei | a8 negres torre · b7 negres peó · d7 negres rei · e7 negres peó · f7 blanques dama · g7 negres alfil · h7 negres peó · b6 negres peó · c6 negres cavall · d6 negres peó · g6 negres peó · f5 negres peó · g5 blanques alfil · a4 blanques peó · b4 negres dama · b2 blanques peó · f2 blanques peó · g2 blanques peó · h2 blanques peó · a1 blanques torre · f1 blanques torre · g1 blanques rei | 1 |
|   | a | b | c | d | e | f | g | h |   |

19...Db4 20.Df7
Al vintè moviment, era temptador per l'equip mundial de guanyar un peó i defensar al mateix temps l'alfil de g7 amb 20... Dxb2, permetent que les torres blanques ocupessin la columna que volguessin, però en moltes continuacions el rei de l'equip mundial romandria incòmodament al centre. Després de molt de debat, no es va descobrir cap refutació clara de la captura de peó, però molts varen considerar que era massa arriscada. Bacrot, Felecan, Paehtz, i King independentment hi van estar d'acord, i per un gran marge, l'equip mundial va decidir de protegir l'alfil i tancar la columna-e amb
20...Ae5!
Un moviment proposat pel Life Master estatunidenc Brian McCarthy, un dels més prolífics contribuïdors al fòrum de l'equip mundial. Va trobar la jugada treballant amb la seva base de dades i el programa d'escacs integrat Zarkov. Abans d'això, la votació s'encaminava principalment a prendre el peó de b2 (vegeu el diagrama), cosa que probablement hauria perdut ràpidament. Tot i que en Kaspàrov no va caure en aquesta simple trampa que oferia el peó-h, (21.Dxh7 Th8 enfilant la dama de Kaspàrov i el peó-h: 22.Dxg6 Axh2+ 23.Rh1 Dg4 amb com a mínim una peça de més per l'equip mundial) Ae5! Fou la primera amenaça creada per l'equip del món, i va fer que en Kaspàrov sabés que la partida tenia possibilitats pels dos bàndols. En Kaspàrov va triar una simple jugada defensiva que li tornava a permetre crear l'amenaça d'entrar al flanc de rei negre.

### Moviments 21–30
21.h3
Alguns membres de l'equip mundial preferien apuntalar el flanc de rei amb 21 ... Th8, admetent així que el 15è moviment havia estat un error. Però defensar d'aquesta manera hauria deixat les negres amb una posició molt passiva, convidant en Kaspàrov a activar les seves peces. En canvi, l'equip del món va optar per jugar de forma activa, intercanviant els peons del flanc de rei pels peons del flanc de dama de Kaspàrov. Aquesta línia va mostrar que la pressió que la torre negra exercia sobre el flanc de dama no era una il·lusió, i que la resposta de Kaspàrov en la jugada 16, tot i que brillant, havia creat una debilitat.
|   | a | b | c | d | e | f | g | h |   |
| 8 | b7 negres peó · d7 negres rei · e7 negres peó · f7 blanques dama · b6 negres peó · c6 negres cavall · d6 negres peó · f5 negres peó · g5 blanques alfil · d4 negres alfil · e4 negres dama · h3 blanques peó · f2 blanques peó · g2 blanques peó · f1 blanques torre · g1 blanques rei | b7 negres peó · d7 negres rei · e7 negres peó · f7 blanques dama · b6 negres peó · c6 negres cavall · d6 negres peó · f5 negres peó · g5 blanques alfil · d4 negres alfil · e4 negres dama · h3 blanques peó · f2 blanques peó · g2 blanques peó · f1 blanques torre · g1 blanques rei | b7 negres peó · d7 negres rei · e7 negres peó · f7 blanques dama · b6 negres peó · c6 negres cavall · d6 negres peó · f5 negres peó · g5 blanques alfil · d4 negres alfil · e4 negres dama · h3 blanques peó · f2 blanques peó · g2 blanques peó · f1 blanques torre · g1 blanques rei | b7 negres peó · d7 negres rei · e7 negres peó · f7 blanques dama · b6 negres peó · c6 negres cavall · d6 negres peó · f5 negres peó · g5 blanques alfil · d4 negres alfil · e4 negres dama · h3 blanques peó · f2 blanques peó · g2 blanques peó · f1 blanques torre · g1 blanques rei | b7 negres peó · d7 negres rei · e7 negres peó · f7 blanques dama · b6 negres peó · c6 negres cavall · d6 negres peó · f5 negres peó · g5 blanques alfil · d4 negres alfil · e4 negres dama · h3 blanques peó · f2 blanques peó · g2 blanques peó · f1 blanques torre · g1 blanques rei | b7 negres peó · d7 negres rei · e7 negres peó · f7 blanques dama · b6 negres peó · c6 negres cavall · d6 negres peó · f5 negres peó · g5 blanques alfil · d4 negres alfil · e4 negres dama · h3 blanques peó · f2 blanques peó · g2 blanques peó · f1 blanques torre · g1 blanques rei | b7 negres peó · d7 negres rei · e7 negres peó · f7 blanques dama · b6 negres peó · c6 negres cavall · d6 negres peó · f5 negres peó · g5 blanques alfil · d4 negres alfil · e4 negres dama · h3 blanques peó · f2 blanques peó · g2 blanques peó · f1 blanques torre · g1 blanques rei | b7 negres peó · d7 negres rei · e7 negres peó · f7 blanques dama · b6 negres peó · c6 negres cavall · d6 negres peó · f5 negres peó · g5 blanques alfil · d4 negres alfil · e4 negres dama · h3 blanques peó · f2 blanques peó · g2 blanques peó · f1 blanques torre · g1 blanques rei | 8 |
| 7 | b7 negres peó · d7 negres rei · e7 negres peó · f7 blanques dama · b6 negres peó · c6 negres cavall · d6 negres peó · f5 negres peó · g5 blanques alfil · d4 negres alfil · e4 negres dama · h3 blanques peó · f2 blanques peó · g2 blanques peó · f1 blanques torre · g1 blanques rei | b7 negres peó · d7 negres rei · e7 negres peó · f7 blanques dama · b6 negres peó · c6 negres cavall · d6 negres peó · f5 negres peó · g5 blanques alfil · d4 negres alfil · e4 negres dama · h3 blanques peó · f2 blanques peó · g2 blanques peó · f1 blanques torre · g1 blanques rei | b7 negres peó · d7 negres rei · e7 negres peó · f7 blanques dama · b6 negres peó · c6 negres cavall · d6 negres peó · f5 negres peó · g5 blanques alfil · d4 negres alfil · e4 negres dama · h3 blanques peó · f2 blanques peó · g2 blanques peó · f1 blanques torre · g1 blanques rei | b7 negres peó · d7 negres rei · e7 negres peó · f7 blanques dama · b6 negres peó · c6 negres cavall · d6 negres peó · f5 negres peó · g5 blanques alfil · d4 negres alfil · e4 negres dama · h3 blanques peó · f2 blanques peó · g2 blanques peó · f1 blanques torre · g1 blanques rei | b7 negres peó · d7 negres rei · e7 negres peó · f7 blanques dama · b6 negres peó · c6 negres cavall · d6 negres peó · f5 negres peó · g5 blanques alfil · d4 negres alfil · e4 negres dama · h3 blanques peó · f2 blanques peó · g2 blanques peó · f1 blanques torre · g1 blanques rei | b7 negres peó · d7 negres rei · e7 negres peó · f7 blanques dama · b6 negres peó · c6 negres cavall · d6 negres peó · f5 negres peó · g5 blanques alfil · d4 negres alfil · e4 negres dama · h3 blanques peó · f2 blanques peó · g2 blanques peó · f1 blanques torre · g1 blanques rei | b7 negres peó · d7 negres rei · e7 negres peó · f7 blanques dama · b6 negres peó · c6 negres cavall · d6 negres peó · f5 negres peó · g5 blanques alfil · d4 negres alfil · e4 negres dama · h3 blanques peó · f2 blanques peó · g2 blanques peó · f1 blanques torre · g1 blanques rei | b7 negres peó · d7 negres rei · e7 negres peó · f7 blanques dama · b6 negres peó · c6 negres cavall · d6 negres peó · f5 negres peó · g5 blanques alfil · d4 negres alfil · e4 negres dama · h3 blanques peó · f2 blanques peó · g2 blanques peó · f1 blanques torre · g1 blanques rei | 7 |
| 6 | b7 negres peó · d7 negres rei · e7 negres peó · f7 blanques dama · b6 negres peó · c6 negres cavall · d6 negres peó · f5 negres peó · g5 blanques alfil · d4 negres alfil · e4 negres dama · h3 blanques peó · f2 blanques peó · g2 blanques peó · f1 blanques torre · g1 blanques rei | b7 negres peó · d7 negres rei · e7 negres peó · f7 blanques dama · b6 negres peó · c6 negres cavall · d6 negres peó · f5 negres peó · g5 blanques alfil · d4 negres alfil · e4 negres dama · h3 blanques peó · f2 blanques peó · g2 blanques peó · f1 blanques torre · g1 blanques rei | b7 negres peó · d7 negres rei · e7 negres peó · f7 blanques dama · b6 negres peó · c6 negres cavall · d6 negres peó · f5 negres peó · g5 blanques alfil · d4 negres alfil · e4 negres dama · h3 blanques peó · f2 blanques peó · g2 blanques peó · f1 blanques torre · g1 blanques rei | b7 negres peó · d7 negres rei · e7 negres peó · f7 blanques dama · b6 negres peó · c6 negres cavall · d6 negres peó · f5 negres peó · g5 blanques alfil · d4 negres alfil · e4 negres dama · h3 blanques peó · f2 blanques peó · g2 blanques peó · f1 blanques torre · g1 blanques rei | b7 negres peó · d7 negres rei · e7 negres peó · f7 blanques dama · b6 negres peó · c6 negres cavall · d6 negres peó · f5 negres peó · g5 blanques alfil · d4 negres alfil · e4 negres dama · h3 blanques peó · f2 blanques peó · g2 blanques peó · f1 blanques torre · g1 blanques rei | b7 negres peó · d7 negres rei · e7 negres peó · f7 blanques dama · b6 negres peó · c6 negres cavall · d6 negres peó · f5 negres peó · g5 blanques alfil · d4 negres alfil · e4 negres dama · h3 blanques peó · f2 blanques peó · g2 blanques peó · f1 blanques torre · g1 blanques rei | b7 negres peó · d7 negres rei · e7 negres peó · f7 blanques dama · b6 negres peó · c6 negres cavall · d6 negres peó · f5 negres peó · g5 blanques alfil · d4 negres alfil · e4 negres dama · h3 blanques peó · f2 blanques peó · g2 blanques peó · f1 blanques torre · g1 blanques rei | b7 negres peó · d7 negres rei · e7 negres peó · f7 blanques dama · b6 negres peó · c6 negres cavall · d6 negres peó · f5 negres peó · g5 blanques alfil · d4 negres alfil · e4 negres dama · h3 blanques peó · f2 blanques peó · g2 blanques peó · f1 blanques torre · g1 blanques rei | 6 |
| 5 | b7 negres peó · d7 negres rei · e7 negres peó · f7 blanques dama · b6 negres peó · c6 negres cavall · d6 negres peó · f5 negres peó · g5 blanques alfil · d4 negres alfil · e4 negres dama · h3 blanques peó · f2 blanques peó · g2 blanques peó · f1 blanques torre · g1 blanques rei | b7 negres peó · d7 negres rei · e7 negres peó · f7 blanques dama · b6 negres peó · c6 negres cavall · d6 negres peó · f5 negres peó · g5 blanques alfil · d4 negres alfil · e4 negres dama · h3 blanques peó · f2 blanques peó · g2 blanques peó · f1 blanques torre · g1 blanques rei | b7 negres peó · d7 negres rei · e7 negres peó · f7 blanques dama · b6 negres peó · c6 negres cavall · d6 negres peó · f5 negres peó · g5 blanques alfil · d4 negres alfil · e4 negres dama · h3 blanques peó · f2 blanques peó · g2 blanques peó · f1 blanques torre · g1 blanques rei | b7 negres peó · d7 negres rei · e7 negres peó · f7 blanques dama · b6 negres peó · c6 negres cavall · d6 negres peó · f5 negres peó · g5 blanques alfil · d4 negres alfil · e4 negres dama · h3 blanques peó · f2 blanques peó · g2 blanques peó · f1 blanques torre · g1 blanques rei | b7 negres peó · d7 negres rei · e7 negres peó · f7 blanques dama · b6 negres peó · c6 negres cavall · d6 negres peó · f5 negres peó · g5 blanques alfil · d4 negres alfil · e4 negres dama · h3 blanques peó · f2 blanques peó · g2 blanques peó · f1 blanques torre · g1 blanques rei | b7 negres peó · d7 negres rei · e7 negres peó · f7 blanques dama · b6 negres peó · c6 negres cavall · d6 negres peó · f5 negres peó · g5 blanques alfil · d4 negres alfil · e4 negres dama · h3 blanques peó · f2 blanques peó · g2 blanques peó · f1 blanques torre · g1 blanques rei | b7 negres peó · d7 negres rei · e7 negres peó · f7 blanques dama · b6 negres peó · c6 negres cavall · d6 negres peó · f5 negres peó · g5 blanques alfil · d4 negres alfil · e4 negres dama · h3 blanques peó · f2 blanques peó · g2 blanques peó · f1 blanques torre · g1 blanques rei | b7 negres peó · d7 negres rei · e7 negres peó · f7 blanques dama · b6 negres peó · c6 negres cavall · d6 negres peó · f5 negres peó · g5 blanques alfil · d4 negres alfil · e4 negres dama · h3 blanques peó · f2 blanques peó · g2 blanques peó · f1 blanques torre · g1 blanques rei | 5 |
| 4 | b7 negres peó · d7 negres rei · e7 negres peó · f7 blanques dama · b6 negres peó · c6 negres cavall · d6 negres peó · f5 negres peó · g5 blanques alfil · d4 negres alfil · e4 negres dama · h3 blanques peó · f2 blanques peó · g2 blanques peó · f1 blanques torre · g1 blanques rei | b7 negres peó · d7 negres rei · e7 negres peó · f7 blanques dama · b6 negres peó · c6 negres cavall · d6 negres peó · f5 negres peó · g5 blanques alfil · d4 negres alfil · e4 negres dama · h3 blanques peó · f2 blanques peó · g2 blanques peó · f1 blanques torre · g1 blanques rei | b7 negres peó · d7 negres rei · e7 negres peó · f7 blanques dama · b6 negres peó · c6 negres cavall · d6 negres peó · f5 negres peó · g5 blanques alfil · d4 negres alfil · e4 negres dama · h3 blanques peó · f2 blanques peó · g2 blanques peó · f1 blanques torre · g1 blanques rei | b7 negres peó · d7 negres rei · e7 negres peó · f7 blanques dama · b6 negres peó · c6 negres cavall · d6 negres peó · f5 negres peó · g5 blanques alfil · d4 negres alfil · e4 negres dama · h3 blanques peó · f2 blanques peó · g2 blanques peó · f1 blanques torre · g1 blanques rei | b7 negres peó · d7 negres rei · e7 negres peó · f7 blanques dama · b6 negres peó · c6 negres cavall · d6 negres peó · f5 negres peó · g5 blanques alfil · d4 negres alfil · e4 negres dama · h3 blanques peó · f2 blanques peó · g2 blanques peó · f1 blanques torre · g1 blanques rei | b7 negres peó · d7 negres rei · e7 negres peó · f7 blanques dama · b6 negres peó · c6 negres cavall · d6 negres peó · f5 negres peó · g5 blanques alfil · d4 negres alfil · e4 negres dama · h3 blanques peó · f2 blanques peó · g2 blanques peó · f1 blanques torre · g1 blanques rei | b7 negres peó · d7 negres rei · e7 negres peó · f7 blanques dama · b6 negres peó · c6 negres cavall · d6 negres peó · f5 negres peó · g5 blanques alfil · d4 negres alfil · e4 negres dama · h3 blanques peó · f2 blanques peó · g2 blanques peó · f1 blanques torre · g1 blanques rei | b7 negres peó · d7 negres rei · e7 negres peó · f7 blanques dama · b6 negres peó · c6 negres cavall · d6 negres peó · f5 negres peó · g5 blanques alfil · d4 negres alfil · e4 negres dama · h3 blanques peó · f2 blanques peó · g2 blanques peó · f1 blanques torre · g1 blanques rei | 4 |
| 3 | b7 negres peó · d7 negres rei · e7 negres peó · f7 blanques dama · b6 negres peó · c6 negres cavall · d6 negres peó · f5 negres peó · g5 blanques alfil · d4 negres alfil · e4 negres dama · h3 blanques peó · f2 blanques peó · g2 blanques peó · f1 blanques torre · g1 blanques rei | b7 negres peó · d7 negres rei · e7 negres peó · f7 blanques dama · b6 negres peó · c6 negres cavall · d6 negres peó · f5 negres peó · g5 blanques alfil · d4 negres alfil · e4 negres dama · h3 blanques peó · f2 blanques peó · g2 blanques peó · f1 blanques torre · g1 blanques rei | b7 negres peó · d7 negres rei · e7 negres peó · f7 blanques dama · b6 negres peó · c6 negres cavall · d6 negres peó · f5 negres peó · g5 blanques alfil · d4 negres alfil · e4 negres dama · h3 blanques peó · f2 blanques peó · g2 blanques peó · f1 blanques torre · g1 blanques rei | b7 negres peó · d7 negres rei · e7 negres peó · f7 blanques dama · b6 negres peó · c6 negres cavall · d6 negres peó · f5 negres peó · g5 blanques alfil · d4 negres alfil · e4 negres dama · h3 blanques peó · f2 blanques peó · g2 blanques peó · f1 blanques torre · g1 blanques rei | b7 negres peó · d7 negres rei · e7 negres peó · f7 blanques dama · b6 negres peó · c6 negres cavall · d6 negres peó · f5 negres peó · g5 blanques alfil · d4 negres alfil · e4 negres dama · h3 blanques peó · f2 blanques peó · g2 blanques peó · f1 blanques torre · g1 blanques rei | b7 negres peó · d7 negres rei · e7 negres peó · f7 blanques dama · b6 negres peó · c6 negres cavall · d6 negres peó · f5 negres peó · g5 blanques alfil · d4 negres alfil · e4 negres dama · h3 blanques peó · f2 blanques peó · g2 blanques peó · f1 blanques torre · g1 blanques rei | b7 negres peó · d7 negres rei · e7 negres peó · f7 blanques dama · b6 negres peó · c6 negres cavall · d6 negres peó · f5 negres peó · g5 blanques alfil · d4 negres alfil · e4 negres dama · h3 blanques peó · f2 blanques peó · g2 blanques peó · f1 blanques torre · g1 blanques rei | b7 negres peó · d7 negres rei · e7 negres peó · f7 blanques dama · b6 negres peó · c6 negres cavall · d6 negres peó · f5 negres peó · g5 blanques alfil · d4 negres alfil · e4 negres dama · h3 blanques peó · f2 blanques peó · g2 blanques peó · f1 blanques torre · g1 blanques rei | 3 |
| 2 | b7 negres peó · d7 negres rei · e7 negres peó · f7 blanques dama · b6 negres peó · c6 negres cavall · d6 negres peó · f5 negres peó · g5 blanques alfil · d4 negres alfil · e4 negres dama · h3 blanques peó · f2 blanques peó · g2 blanques peó · f1 blanques torre · g1 blanques rei | b7 negres peó · d7 negres rei · e7 negres peó · f7 blanques dama · b6 negres peó · c6 negres cavall · d6 negres peó · f5 negres peó · g5 blanques alfil · d4 negres alfil · e4 negres dama · h3 blanques peó · f2 blanques peó · g2 blanques peó · f1 blanques torre · g1 blanques rei | b7 negres peó · d7 negres rei · e7 negres peó · f7 blanques dama · b6 negres peó · c6 negres cavall · d6 negres peó · f5 negres peó · g5 blanques alfil · d4 negres alfil · e4 negres dama · h3 blanques peó · f2 blanques peó · g2 blanques peó · f1 blanques torre · g1 blanques rei | b7 negres peó · d7 negres rei · e7 negres peó · f7 blanques dama · b6 negres peó · c6 negres cavall · d6 negres peó · f5 negres peó · g5 blanques alfil · d4 negres alfil · e4 negres dama · h3 blanques peó · f2 blanques peó · g2 blanques peó · f1 blanques torre · g1 blanques rei | b7 negres peó · d7 negres rei · e7 negres peó · f7 blanques dama · b6 negres peó · c6 negres cavall · d6 negres peó · f5 negres peó · g5 blanques alfil · d4 negres alfil · e4 negres dama · h3 blanques peó · f2 blanques peó · g2 blanques peó · f1 blanques torre · g1 blanques rei | b7 negres peó · d7 negres rei · e7 negres peó · f7 blanques dama · b6 negres peó · c6 negres cavall · d6 negres peó · f5 negres peó · g5 blanques alfil · d4 negres alfil · e4 negres dama · h3 blanques peó · f2 blanques peó · g2 blanques peó · f1 blanques torre · g1 blanques rei | b7 negres peó · d7 negres rei · e7 negres peó · f7 blanques dama · b6 negres peó · c6 negres cavall · d6 negres peó · f5 negres peó · g5 blanques alfil · d4 negres alfil · e4 negres dama · h3 blanques peó · f2 blanques peó · g2 blanques peó · f1 blanques torre · g1 blanques rei | b7 negres peó · d7 negres rei · e7 negres peó · f7 blanques dama · b6 negres peó · c6 negres cavall · d6 negres peó · f5 negres peó · g5 blanques alfil · d4 negres alfil · e4 negres dama · h3 blanques peó · f2 blanques peó · g2 blanques peó · f1 blanques torre · g1 blanques rei | 2 |
| 1 | b7 negres peó · d7 negres rei · e7 negres peó · f7 blanques dama · b6 negres peó · c6 negres cavall · d6 negres peó · f5 negres peó · g5 blanques alfil · d4 negres alfil · e4 negres dama · h3 blanques peó · f2 blanques peó · g2 blanques peó · f1 blanques torre · g1 blanques rei | b7 negres peó · d7 negres rei · e7 negres peó · f7 blanques dama · b6 negres peó · c6 negres cavall · d6 negres peó · f5 negres peó · g5 blanques alfil · d4 negres alfil · e4 negres dama · h3 blanques peó · f2 blanques peó · g2 blanques peó · f1 blanques torre · g1 blanques rei | b7 negres peó · d7 negres rei · e7 negres peó · f7 blanques dama · b6 negres peó · c6 negres cavall · d6 negres peó · f5 negres peó · g5 blanques alfil · d4 negres alfil · e4 negres dama · h3 blanques peó · f2 blanques peó · g2 blanques peó · f1 blanques torre · g1 blanques rei | b7 negres peó · d7 negres rei · e7 negres peó · f7 blanques dama · b6 negres peó · c6 negres cavall · d6 negres peó · f5 negres peó · g5 blanques alfil · d4 negres alfil · e4 negres dama · h3 blanques peó · f2 blanques peó · g2 blanques peó · f1 blanques torre · g1 blanques rei | b7 negres peó · d7 negres rei · e7 negres peó · f7 blanques dama · b6 negres peó · c6 negres cavall · d6 negres peó · f5 negres peó · g5 blanques alfil · d4 negres alfil · e4 negres dama · h3 blanques peó · f2 blanques peó · g2 blanques peó · f1 blanques torre · g1 blanques rei | b7 negres peó · d7 negres rei · e7 negres peó · f7 blanques dama · b6 negres peó · c6 negres cavall · d6 negres peó · f5 negres peó · g5 blanques alfil · d4 negres alfil · e4 negres dama · h3 blanques peó · f2 blanques peó · g2 blanques peó · f1 blanques torre · g1 blanques rei | b7 negres peó · d7 negres rei · e7 negres peó · f7 blanques dama · b6 negres peó · c6 negres cavall · d6 negres peó · f5 negres peó · g5 blanques alfil · d4 negres alfil · e4 negres dama · h3 blanques peó · f2 blanques peó · g2 blanques peó · f1 blanques torre · g1 blanques rei | b7 negres peó · d7 negres rei · e7 negres peó · f7 blanques dama · b6 negres peó · c6 negres cavall · d6 negres peó · f5 negres peó · g5 blanques alfil · d4 negres alfil · e4 negres dama · h3 blanques peó · f2 blanques peó · g2 blanques peó · f1 blanques torre · g1 blanques rei | 1 |
|   | a | b | c | d | e | f | g | h |   |

21...Txa4 22.Txa4 Dxa4 23.Dxh7 Axb2 24.Dxg6 De4 25.Df7 Ad4
Passat el tràfec, el material restava encara igualat, amb una torre compensada per un cavall i dos peons. Amb un parell de torres canviades, i sense que cap de les parts tingués peons per llançar contra el rei enemic, tots dos reis eren prou segurs, i els atacs directes serien ja poc probables. Per tant, tot i que les dames restaven al tauler, la partida va començar a prendre el caràcter d'un final, i va passar a primer pla la lluita per promocionar un peó. De fet, Kaspàrov podria haver començat a avançar immediatament el seu peó h i l'equip mundial hagués tingut dificultats per restringir-lo. D'altra banda, el peó b de l'equip mundial hauria estat capaç d'avançar amb la mateixa rapidesa, de manera que la posició era molt de doble tall. En comptes de llançar la cursa al mateix temps, Kaspàrov va fer un moviment subtil per situar l'equip mundial en una posició més passiva.
26.Db3
Kaspàrov apunta el feble peó-b, i prepara Ae3. L'equip mundial no volia canviar alfils, i considerà el moviment de consolidació 26...Ac5 de manera que 27.Ae3 pogués ésser contestada amb 27...Cd4. De tota manera, en Kaspàrov tenia la més profunda amenaça d'emprar primer la seva dama per ajudar la torre a entrar en joc. Després de 26...Ac5 27.Db1!, l'equip mundial no podria haver acceptat un canvi de dames que hauria tornat la torre blanca a la vida, però retirar la dama hauria permès 28.Te1, i de cop les peces blanques estarien molt ben coordinades.
Mantenint el seu estil joc al llarg de la partida, l'equip mundial va trobar una alternativa forta i activa en 26...f4, la qual extensos anàlisis mostraren que era almenys tan bona com 26...Ac5. De tota manera, la recomanació de Krush al tauler d'anuncis un cop més es va quedar sola en contra de les recomanacions unànimes dels altres tres analistes. En una votació molt estreta, 26...f4 superà 26...Ac5 per un marge del 42,61% al 42,14%.
26...f4!
L'equip mundial impedeix a l'alfil de Kaspàrov estar a la seva casella natural e3, i amenaçava de generar un atac sobre el rei, malgrat tot. 27.Db1 es trobaria amb 27...Axf2+, mentre que 27.Dd1 cauria en 27...f3, i començar la carrera de peons amb 27.h4 podria ser contestat amb 27...Ce5 amb atac. En Kaspàrov, en canvi, va optar per una jugada simple i natural.
27.Df7
Moure la dama a una casella de la qual tot just acabava de sortir només sembla perdre un temps. Però l'equip mundial havia d'usar un moviment per defensar el seu peó-f, i a més a més, la dama blanca indirectament dona suport al peó-h de Kaspàrov per avançar, i posa fre a l'amenaça de l'equip mundial d'avançar el peó-f fins a f3. Després que l'equip mundial va defensar el seu peó f, Kaspèrov va decidir posar en marxa la carrera per la coronació que havia estat en suspens durant diversos moviments.
|   | a | b | c | d | e | f | g | h |   |
| 8 | b7 negres peó · d7 negres rei · e7 negres peó · f7 blanques dama · c6 negres cavall · d6 negres peó · b5 negres peó · e5 negres alfil · g5 blanques alfil · h5 blanques peó · c4 negres dama · f4 negres peó · f2 blanques peó · g2 blanques peó · f1 blanques torre · g1 blanques rei | b7 negres peó · d7 negres rei · e7 negres peó · f7 blanques dama · c6 negres cavall · d6 negres peó · b5 negres peó · e5 negres alfil · g5 blanques alfil · h5 blanques peó · c4 negres dama · f4 negres peó · f2 blanques peó · g2 blanques peó · f1 blanques torre · g1 blanques rei | b7 negres peó · d7 negres rei · e7 negres peó · f7 blanques dama · c6 negres cavall · d6 negres peó · b5 negres peó · e5 negres alfil · g5 blanques alfil · h5 blanques peó · c4 negres dama · f4 negres peó · f2 blanques peó · g2 blanques peó · f1 blanques torre · g1 blanques rei | b7 negres peó · d7 negres rei · e7 negres peó · f7 blanques dama · c6 negres cavall · d6 negres peó · b5 negres peó · e5 negres alfil · g5 blanques alfil · h5 blanques peó · c4 negres dama · f4 negres peó · f2 blanques peó · g2 blanques peó · f1 blanques torre · g1 blanques rei | b7 negres peó · d7 negres rei · e7 negres peó · f7 blanques dama · c6 negres cavall · d6 negres peó · b5 negres peó · e5 negres alfil · g5 blanques alfil · h5 blanques peó · c4 negres dama · f4 negres peó · f2 blanques peó · g2 blanques peó · f1 blanques torre · g1 blanques rei | b7 negres peó · d7 negres rei · e7 negres peó · f7 blanques dama · c6 negres cavall · d6 negres peó · b5 negres peó · e5 negres alfil · g5 blanques alfil · h5 blanques peó · c4 negres dama · f4 negres peó · f2 blanques peó · g2 blanques peó · f1 blanques torre · g1 blanques rei | b7 negres peó · d7 negres rei · e7 negres peó · f7 blanques dama · c6 negres cavall · d6 negres peó · b5 negres peó · e5 negres alfil · g5 blanques alfil · h5 blanques peó · c4 negres dama · f4 negres peó · f2 blanques peó · g2 blanques peó · f1 blanques torre · g1 blanques rei | b7 negres peó · d7 negres rei · e7 negres peó · f7 blanques dama · c6 negres cavall · d6 negres peó · b5 negres peó · e5 negres alfil · g5 blanques alfil · h5 blanques peó · c4 negres dama · f4 negres peó · f2 blanques peó · g2 blanques peó · f1 blanques torre · g1 blanques rei | 8 |
| 7 | b7 negres peó · d7 negres rei · e7 negres peó · f7 blanques dama · c6 negres cavall · d6 negres peó · b5 negres peó · e5 negres alfil · g5 blanques alfil · h5 blanques peó · c4 negres dama · f4 negres peó · f2 blanques peó · g2 blanques peó · f1 blanques torre · g1 blanques rei | b7 negres peó · d7 negres rei · e7 negres peó · f7 blanques dama · c6 negres cavall · d6 negres peó · b5 negres peó · e5 negres alfil · g5 blanques alfil · h5 blanques peó · c4 negres dama · f4 negres peó · f2 blanques peó · g2 blanques peó · f1 blanques torre · g1 blanques rei | b7 negres peó · d7 negres rei · e7 negres peó · f7 blanques dama · c6 negres cavall · d6 negres peó · b5 negres peó · e5 negres alfil · g5 blanques alfil · h5 blanques peó · c4 negres dama · f4 negres peó · f2 blanques peó · g2 blanques peó · f1 blanques torre · g1 blanques rei | b7 negres peó · d7 negres rei · e7 negres peó · f7 blanques dama · c6 negres cavall · d6 negres peó · b5 negres peó · e5 negres alfil · g5 blanques alfil · h5 blanques peó · c4 negres dama · f4 negres peó · f2 blanques peó · g2 blanques peó · f1 blanques torre · g1 blanques rei | b7 negres peó · d7 negres rei · e7 negres peó · f7 blanques dama · c6 negres cavall · d6 negres peó · b5 negres peó · e5 negres alfil · g5 blanques alfil · h5 blanques peó · c4 negres dama · f4 negres peó · f2 blanques peó · g2 blanques peó · f1 blanques torre · g1 blanques rei | b7 negres peó · d7 negres rei · e7 negres peó · f7 blanques dama · c6 negres cavall · d6 negres peó · b5 negres peó · e5 negres alfil · g5 blanques alfil · h5 blanques peó · c4 negres dama · f4 negres peó · f2 blanques peó · g2 blanques peó · f1 blanques torre · g1 blanques rei | b7 negres peó · d7 negres rei · e7 negres peó · f7 blanques dama · c6 negres cavall · d6 negres peó · b5 negres peó · e5 negres alfil · g5 blanques alfil · h5 blanques peó · c4 negres dama · f4 negres peó · f2 blanques peó · g2 blanques peó · f1 blanques torre · g1 blanques rei | b7 negres peó · d7 negres rei · e7 negres peó · f7 blanques dama · c6 negres cavall · d6 negres peó · b5 negres peó · e5 negres alfil · g5 blanques alfil · h5 blanques peó · c4 negres dama · f4 negres peó · f2 blanques peó · g2 blanques peó · f1 blanques torre · g1 blanques rei | 7 |
| 6 | b7 negres peó · d7 negres rei · e7 negres peó · f7 blanques dama · c6 negres cavall · d6 negres peó · b5 negres peó · e5 negres alfil · g5 blanques alfil · h5 blanques peó · c4 negres dama · f4 negres peó · f2 blanques peó · g2 blanques peó · f1 blanques torre · g1 blanques rei | b7 negres peó · d7 negres rei · e7 negres peó · f7 blanques dama · c6 negres cavall · d6 negres peó · b5 negres peó · e5 negres alfil · g5 blanques alfil · h5 blanques peó · c4 negres dama · f4 negres peó · f2 blanques peó · g2 blanques peó · f1 blanques torre · g1 blanques rei | b7 negres peó · d7 negres rei · e7 negres peó · f7 blanques dama · c6 negres cavall · d6 negres peó · b5 negres peó · e5 negres alfil · g5 blanques alfil · h5 blanques peó · c4 negres dama · f4 negres peó · f2 blanques peó · g2 blanques peó · f1 blanques torre · g1 blanques rei | b7 negres peó · d7 negres rei · e7 negres peó · f7 blanques dama · c6 negres cavall · d6 negres peó · b5 negres peó · e5 negres alfil · g5 blanques alfil · h5 blanques peó · c4 negres dama · f4 negres peó · f2 blanques peó · g2 blanques peó · f1 blanques torre · g1 blanques rei | b7 negres peó · d7 negres rei · e7 negres peó · f7 blanques dama · c6 negres cavall · d6 negres peó · b5 negres peó · e5 negres alfil · g5 blanques alfil · h5 blanques peó · c4 negres dama · f4 negres peó · f2 blanques peó · g2 blanques peó · f1 blanques torre · g1 blanques rei | b7 negres peó · d7 negres rei · e7 negres peó · f7 blanques dama · c6 negres cavall · d6 negres peó · b5 negres peó · e5 negres alfil · g5 blanques alfil · h5 blanques peó · c4 negres dama · f4 negres peó · f2 blanques peó · g2 blanques peó · f1 blanques torre · g1 blanques rei | b7 negres peó · d7 negres rei · e7 negres peó · f7 blanques dama · c6 negres cavall · d6 negres peó · b5 negres peó · e5 negres alfil · g5 blanques alfil · h5 blanques peó · c4 negres dama · f4 negres peó · f2 blanques peó · g2 blanques peó · f1 blanques torre · g1 blanques rei | b7 negres peó · d7 negres rei · e7 negres peó · f7 blanques dama · c6 negres cavall · d6 negres peó · b5 negres peó · e5 negres alfil · g5 blanques alfil · h5 blanques peó · c4 negres dama · f4 negres peó · f2 blanques peó · g2 blanques peó · f1 blanques torre · g1 blanques rei | 6 |
| 5 | b7 negres peó · d7 negres rei · e7 negres peó · f7 blanques dama · c6 negres cavall · d6 negres peó · b5 negres peó · e5 negres alfil · g5 blanques alfil · h5 blanques peó · c4 negres dama · f4 negres peó · f2 blanques peó · g2 blanques peó · f1 blanques torre · g1 blanques rei | b7 negres peó · d7 negres rei · e7 negres peó · f7 blanques dama · c6 negres cavall · d6 negres peó · b5 negres peó · e5 negres alfil · g5 blanques alfil · h5 blanques peó · c4 negres dama · f4 negres peó · f2 blanques peó · g2 blanques peó · f1 blanques torre · g1 blanques rei | b7 negres peó · d7 negres rei · e7 negres peó · f7 blanques dama · c6 negres cavall · d6 negres peó · b5 negres peó · e5 negres alfil · g5 blanques alfil · h5 blanques peó · c4 negres dama · f4 negres peó · f2 blanques peó · g2 blanques peó · f1 blanques torre · g1 blanques rei | b7 negres peó · d7 negres rei · e7 negres peó · f7 blanques dama · c6 negres cavall · d6 negres peó · b5 negres peó · e5 negres alfil · g5 blanques alfil · h5 blanques peó · c4 negres dama · f4 negres peó · f2 blanques peó · g2 blanques peó · f1 blanques torre · g1 blanques rei | b7 negres peó · d7 negres rei · e7 negres peó · f7 blanques dama · c6 negres cavall · d6 negres peó · b5 negres peó · e5 negres alfil · g5 blanques alfil · h5 blanques peó · c4 negres dama · f4 negres peó · f2 blanques peó · g2 blanques peó · f1 blanques torre · g1 blanques rei | b7 negres peó · d7 negres rei · e7 negres peó · f7 blanques dama · c6 negres cavall · d6 negres peó · b5 negres peó · e5 negres alfil · g5 blanques alfil · h5 blanques peó · c4 negres dama · f4 negres peó · f2 blanques peó · g2 blanques peó · f1 blanques torre · g1 blanques rei | b7 negres peó · d7 negres rei · e7 negres peó · f7 blanques dama · c6 negres cavall · d6 negres peó · b5 negres peó · e5 negres alfil · g5 blanques alfil · h5 blanques peó · c4 negres dama · f4 negres peó · f2 blanques peó · g2 blanques peó · f1 blanques torre · g1 blanques rei | b7 negres peó · d7 negres rei · e7 negres peó · f7 blanques dama · c6 negres cavall · d6 negres peó · b5 negres peó · e5 negres alfil · g5 blanques alfil · h5 blanques peó · c4 negres dama · f4 negres peó · f2 blanques peó · g2 blanques peó · f1 blanques torre · g1 blanques rei | 5 |
| 4 | b7 negres peó · d7 negres rei · e7 negres peó · f7 blanques dama · c6 negres cavall · d6 negres peó · b5 negres peó · e5 negres alfil · g5 blanques alfil · h5 blanques peó · c4 negres dama · f4 negres peó · f2 blanques peó · g2 blanques peó · f1 blanques torre · g1 blanques rei | b7 negres peó · d7 negres rei · e7 negres peó · f7 blanques dama · c6 negres cavall · d6 negres peó · b5 negres peó · e5 negres alfil · g5 blanques alfil · h5 blanques peó · c4 negres dama · f4 negres peó · f2 blanques peó · g2 blanques peó · f1 blanques torre · g1 blanques rei | b7 negres peó · d7 negres rei · e7 negres peó · f7 blanques dama · c6 negres cavall · d6 negres peó · b5 negres peó · e5 negres alfil · g5 blanques alfil · h5 blanques peó · c4 negres dama · f4 negres peó · f2 blanques peó · g2 blanques peó · f1 blanques torre · g1 blanques rei | b7 negres peó · d7 negres rei · e7 negres peó · f7 blanques dama · c6 negres cavall · d6 negres peó · b5 negres peó · e5 negres alfil · g5 blanques alfil · h5 blanques peó · c4 negres dama · f4 negres peó · f2 blanques peó · g2 blanques peó · f1 blanques torre · g1 blanques rei | b7 negres peó · d7 negres rei · e7 negres peó · f7 blanques dama · c6 negres cavall · d6 negres peó · b5 negres peó · e5 negres alfil · g5 blanques alfil · h5 blanques peó · c4 negres dama · f4 negres peó · f2 blanques peó · g2 blanques peó · f1 blanques torre · g1 blanques rei | b7 negres peó · d7 negres rei · e7 negres peó · f7 blanques dama · c6 negres cavall · d6 negres peó · b5 negres peó · e5 negres alfil · g5 blanques alfil · h5 blanques peó · c4 negres dama · f4 negres peó · f2 blanques peó · g2 blanques peó · f1 blanques torre · g1 blanques rei | b7 negres peó · d7 negres rei · e7 negres peó · f7 blanques dama · c6 negres cavall · d6 negres peó · b5 negres peó · e5 negres alfil · g5 blanques alfil · h5 blanques peó · c4 negres dama · f4 negres peó · f2 blanques peó · g2 blanques peó · f1 blanques torre · g1 blanques rei | b7 negres peó · d7 negres rei · e7 negres peó · f7 blanques dama · c6 negres cavall · d6 negres peó · b5 negres peó · e5 negres alfil · g5 blanques alfil · h5 blanques peó · c4 negres dama · f4 negres peó · f2 blanques peó · g2 blanques peó · f1 blanques torre · g1 blanques rei | 4 |
| 3 | b7 negres peó · d7 negres rei · e7 negres peó · f7 blanques dama · c6 negres cavall · d6 negres peó · b5 negres peó · e5 negres alfil · g5 blanques alfil · h5 blanques peó · c4 negres dama · f4 negres peó · f2 blanques peó · g2 blanques peó · f1 blanques torre · g1 blanques rei | b7 negres peó · d7 negres rei · e7 negres peó · f7 blanques dama · c6 negres cavall · d6 negres peó · b5 negres peó · e5 negres alfil · g5 blanques alfil · h5 blanques peó · c4 negres dama · f4 negres peó · f2 blanques peó · g2 blanques peó · f1 blanques torre · g1 blanques rei | b7 negres peó · d7 negres rei · e7 negres peó · f7 blanques dama · c6 negres cavall · d6 negres peó · b5 negres peó · e5 negres alfil · g5 blanques alfil · h5 blanques peó · c4 negres dama · f4 negres peó · f2 blanques peó · g2 blanques peó · f1 blanques torre · g1 blanques rei | b7 negres peó · d7 negres rei · e7 negres peó · f7 blanques dama · c6 negres cavall · d6 negres peó · b5 negres peó · e5 negres alfil · g5 blanques alfil · h5 blanques peó · c4 negres dama · f4 negres peó · f2 blanques peó · g2 blanques peó · f1 blanques torre · g1 blanques rei | b7 negres peó · d7 negres rei · e7 negres peó · f7 blanques dama · c6 negres cavall · d6 negres peó · b5 negres peó · e5 negres alfil · g5 blanques alfil · h5 blanques peó · c4 negres dama · f4 negres peó · f2 blanques peó · g2 blanques peó · f1 blanques torre · g1 blanques rei | b7 negres peó · d7 negres rei · e7 negres peó · f7 blanques dama · c6 negres cavall · d6 negres peó · b5 negres peó · e5 negres alfil · g5 blanques alfil · h5 blanques peó · c4 negres dama · f4 negres peó · f2 blanques peó · g2 blanques peó · f1 blanques torre · g1 blanques rei | b7 negres peó · d7 negres rei · e7 negres peó · f7 blanques dama · c6 negres cavall · d6 negres peó · b5 negres peó · e5 negres alfil · g5 blanques alfil · h5 blanques peó · c4 negres dama · f4 negres peó · f2 blanques peó · g2 blanques peó · f1 blanques torre · g1 blanques rei | b7 negres peó · d7 negres rei · e7 negres peó · f7 blanques dama · c6 negres cavall · d6 negres peó · b5 negres peó · e5 negres alfil · g5 blanques alfil · h5 blanques peó · c4 negres dama · f4 negres peó · f2 blanques peó · g2 blanques peó · f1 blanques torre · g1 blanques rei | 3 |
| 2 | b7 negres peó · d7 negres rei · e7 negres peó · f7 blanques dama · c6 negres cavall · d6 negres peó · b5 negres peó · e5 negres alfil · g5 blanques alfil · h5 blanques peó · c4 negres dama · f4 negres peó · f2 blanques peó · g2 blanques peó · f1 blanques torre · g1 blanques rei | b7 negres peó · d7 negres rei · e7 negres peó · f7 blanques dama · c6 negres cavall · d6 negres peó · b5 negres peó · e5 negres alfil · g5 blanques alfil · h5 blanques peó · c4 negres dama · f4 negres peó · f2 blanques peó · g2 blanques peó · f1 blanques torre · g1 blanques rei | b7 negres peó · d7 negres rei · e7 negres peó · f7 blanques dama · c6 negres cavall · d6 negres peó · b5 negres peó · e5 negres alfil · g5 blanques alfil · h5 blanques peó · c4 negres dama · f4 negres peó · f2 blanques peó · g2 blanques peó · f1 blanques torre · g1 blanques rei | b7 negres peó · d7 negres rei · e7 negres peó · f7 blanques dama · c6 negres cavall · d6 negres peó · b5 negres peó · e5 negres alfil · g5 blanques alfil · h5 blanques peó · c4 negres dama · f4 negres peó · f2 blanques peó · g2 blanques peó · f1 blanques torre · g1 blanques rei | b7 negres peó · d7 negres rei · e7 negres peó · f7 blanques dama · c6 negres cavall · d6 negres peó · b5 negres peó · e5 negres alfil · g5 blanques alfil · h5 blanques peó · c4 negres dama · f4 negres peó · f2 blanques peó · g2 blanques peó · f1 blanques torre · g1 blanques rei | b7 negres peó · d7 negres rei · e7 negres peó · f7 blanques dama · c6 negres cavall · d6 negres peó · b5 negres peó · e5 negres alfil · g5 blanques alfil · h5 blanques peó · c4 negres dama · f4 negres peó · f2 blanques peó · g2 blanques peó · f1 blanques torre · g1 blanques rei | b7 negres peó · d7 negres rei · e7 negres peó · f7 blanques dama · c6 negres cavall · d6 negres peó · b5 negres peó · e5 negres alfil · g5 blanques alfil · h5 blanques peó · c4 negres dama · f4 negres peó · f2 blanques peó · g2 blanques peó · f1 blanques torre · g1 blanques rei | b7 negres peó · d7 negres rei · e7 negres peó · f7 blanques dama · c6 negres cavall · d6 negres peó · b5 negres peó · e5 negres alfil · g5 blanques alfil · h5 blanques peó · c4 negres dama · f4 negres peó · f2 blanques peó · g2 blanques peó · f1 blanques torre · g1 blanques rei | 2 |
| 1 | b7 negres peó · d7 negres rei · e7 negres peó · f7 blanques dama · c6 negres cavall · d6 negres peó · b5 negres peó · e5 negres alfil · g5 blanques alfil · h5 blanques peó · c4 negres dama · f4 negres peó · f2 blanques peó · g2 blanques peó · f1 blanques torre · g1 blanques rei | b7 negres peó · d7 negres rei · e7 negres peó · f7 blanques dama · c6 negres cavall · d6 negres peó · b5 negres peó · e5 negres alfil · g5 blanques alfil · h5 blanques peó · c4 negres dama · f4 negres peó · f2 blanques peó · g2 blanques peó · f1 blanques torre · g1 blanques rei | b7 negres peó · d7 negres rei · e7 negres peó · f7 blanques dama · c6 negres cavall · d6 negres peó · b5 negres peó · e5 negres alfil · g5 blanques alfil · h5 blanques peó · c4 negres dama · f4 negres peó · f2 blanques peó · g2 blanques peó · f1 blanques torre · g1 blanques rei | b7 negres peó · d7 negres rei · e7 negres peó · f7 blanques dama · c6 negres cavall · d6 negres peó · b5 negres peó · e5 negres alfil · g5 blanques alfil · h5 blanques peó · c4 negres dama · f4 negres peó · f2 blanques peó · g2 blanques peó · f1 blanques torre · g1 blanques rei | b7 negres peó · d7 negres rei · e7 negres peó · f7 blanques dama · c6 negres cavall · d6 negres peó · b5 negres peó · e5 negres alfil · g5 blanques alfil · h5 blanques peó · c4 negres dama · f4 negres peó · f2 blanques peó · g2 blanques peó · f1 blanques torre · g1 blanques rei | b7 negres peó · d7 negres rei · e7 negres peó · f7 blanques dama · c6 negres cavall · d6 negres peó · b5 negres peó · e5 negres alfil · g5 blanques alfil · h5 blanques peó · c4 negres dama · f4 negres peó · f2 blanques peó · g2 blanques peó · f1 blanques torre · g1 blanques rei | b7 negres peó · d7 negres rei · e7 negres peó · f7 blanques dama · c6 negres cavall · d6 negres peó · b5 negres peó · e5 negres alfil · g5 blanques alfil · h5 blanques peó · c4 negres dama · f4 negres peó · f2 blanques peó · g2 blanques peó · f1 blanques torre · g1 blanques rei | b7 negres peó · d7 negres rei · e7 negres peó · f7 blanques dama · c6 negres cavall · d6 negres peó · b5 negres peó · e5 negres alfil · g5 blanques alfil · h5 blanques peó · c4 negres dama · f4 negres peó · f2 blanques peó · g2 blanques peó · f1 blanques torre · g1 blanques rei | 1 |
|   | a | b | c | d | e | f | g | h |   |

27...Ae5 28.h4 b5 29.h5 Dc4
L'equip mundial no es podia permetre el luxe de mantenir a cegues la carrera del peó-b amb 29 ... b4, perquè la dama blanca segueix protegint la casella b3, la qual les negres haurien de controlar, perdent un temps, abans d'avançar de nou. El moviment 29 ... Dc4, en canvi, no perd un temps, ja que Kaspàrov no podia permetre's canviar dames d'una manera que hauria desdoblat els peons negres i donat a l'equip mundial una piconadora de peons centrals pel final. L'alternativa 29 ... De2 també podria haver mantingut la posició negra, tot oferint a canvi del peó h blanc el peó negre de f. No obstant això, com a part del canvi, els alfis també s'havien activat, i cap dels quatre analistes estava preparat, de moment, per al canvi del seu estimat alfil per l'alfil de Kaspàrov que poc abans estava empantanegat.
Algunes de les anàlisis del tauler d'anuncis se centraren en la possible resposta de Kaspàrov 30.Df8, mantenint les dames sobre el tauler i amenaçant d'assetjar el rei negre per darrere. No obstant això, la comprovació informàtica de moltes línies no va trobar cap avantatge per a les blanques en aquesta estratègia, i de fet revelà les possibilitats que les blanques tenien, en una posició complexa, de caure en desavantatge. Kaspàrov va triar forçar el canvi de dames, alliberar el seu alfil empresonat, obrir la columna f per la seva torre, i crear uns peons passats i lligats en un final pur. Les respostes de l'equip mundial foren bàsicament forçades.
30.Df5+ De6

### Moviments 31–40
|   | a | b | c | d | e | f | g | h |   |
| 8 | b7 negres peó · e7 negres peó · c6 negres cavall · d6 negres peó · e6 negres rei · b5 negres peó · e5 negres alfil · g5 blanques alfil · h5 blanques peó · g3 blanques peó · f1 blanques torre · g1 blanques rei | b7 negres peó · e7 negres peó · c6 negres cavall · d6 negres peó · e6 negres rei · b5 negres peó · e5 negres alfil · g5 blanques alfil · h5 blanques peó · g3 blanques peó · f1 blanques torre · g1 blanques rei | b7 negres peó · e7 negres peó · c6 negres cavall · d6 negres peó · e6 negres rei · b5 negres peó · e5 negres alfil · g5 blanques alfil · h5 blanques peó · g3 blanques peó · f1 blanques torre · g1 blanques rei | b7 negres peó · e7 negres peó · c6 negres cavall · d6 negres peó · e6 negres rei · b5 negres peó · e5 negres alfil · g5 blanques alfil · h5 blanques peó · g3 blanques peó · f1 blanques torre · g1 blanques rei | b7 negres peó · e7 negres peó · c6 negres cavall · d6 negres peó · e6 negres rei · b5 negres peó · e5 negres alfil · g5 blanques alfil · h5 blanques peó · g3 blanques peó · f1 blanques torre · g1 blanques rei | b7 negres peó · e7 negres peó · c6 negres cavall · d6 negres peó · e6 negres rei · b5 negres peó · e5 negres alfil · g5 blanques alfil · h5 blanques peó · g3 blanques peó · f1 blanques torre · g1 blanques rei | b7 negres peó · e7 negres peó · c6 negres cavall · d6 negres peó · e6 negres rei · b5 negres peó · e5 negres alfil · g5 blanques alfil · h5 blanques peó · g3 blanques peó · f1 blanques torre · g1 blanques rei | b7 negres peó · e7 negres peó · c6 negres cavall · d6 negres peó · e6 negres rei · b5 negres peó · e5 negres alfil · g5 blanques alfil · h5 blanques peó · g3 blanques peó · f1 blanques torre · g1 blanques rei | 8 |
| 7 | b7 negres peó · e7 negres peó · c6 negres cavall · d6 negres peó · e6 negres rei · b5 negres peó · e5 negres alfil · g5 blanques alfil · h5 blanques peó · g3 blanques peó · f1 blanques torre · g1 blanques rei | b7 negres peó · e7 negres peó · c6 negres cavall · d6 negres peó · e6 negres rei · b5 negres peó · e5 negres alfil · g5 blanques alfil · h5 blanques peó · g3 blanques peó · f1 blanques torre · g1 blanques rei | b7 negres peó · e7 negres peó · c6 negres cavall · d6 negres peó · e6 negres rei · b5 negres peó · e5 negres alfil · g5 blanques alfil · h5 blanques peó · g3 blanques peó · f1 blanques torre · g1 blanques rei | b7 negres peó · e7 negres peó · c6 negres cavall · d6 negres peó · e6 negres rei · b5 negres peó · e5 negres alfil · g5 blanques alfil · h5 blanques peó · g3 blanques peó · f1 blanques torre · g1 blanques rei | b7 negres peó · e7 negres peó · c6 negres cavall · d6 negres peó · e6 negres rei · b5 negres peó · e5 negres alfil · g5 blanques alfil · h5 blanques peó · g3 blanques peó · f1 blanques torre · g1 blanques rei | b7 negres peó · e7 negres peó · c6 negres cavall · d6 negres peó · e6 negres rei · b5 negres peó · e5 negres alfil · g5 blanques alfil · h5 blanques peó · g3 blanques peó · f1 blanques torre · g1 blanques rei | b7 negres peó · e7 negres peó · c6 negres cavall · d6 negres peó · e6 negres rei · b5 negres peó · e5 negres alfil · g5 blanques alfil · h5 blanques peó · g3 blanques peó · f1 blanques torre · g1 blanques rei | b7 negres peó · e7 negres peó · c6 negres cavall · d6 negres peó · e6 negres rei · b5 negres peó · e5 negres alfil · g5 blanques alfil · h5 blanques peó · g3 blanques peó · f1 blanques torre · g1 blanques rei | 7 |
| 6 | b7 negres peó · e7 negres peó · c6 negres cavall · d6 negres peó · e6 negres rei · b5 negres peó · e5 negres alfil · g5 blanques alfil · h5 blanques peó · g3 blanques peó · f1 blanques torre · g1 blanques rei | b7 negres peó · e7 negres peó · c6 negres cavall · d6 negres peó · e6 negres rei · b5 negres peó · e5 negres alfil · g5 blanques alfil · h5 blanques peó · g3 blanques peó · f1 blanques torre · g1 blanques rei | b7 negres peó · e7 negres peó · c6 negres cavall · d6 negres peó · e6 negres rei · b5 negres peó · e5 negres alfil · g5 blanques alfil · h5 blanques peó · g3 blanques peó · f1 blanques torre · g1 blanques rei | b7 negres peó · e7 negres peó · c6 negres cavall · d6 negres peó · e6 negres rei · b5 negres peó · e5 negres alfil · g5 blanques alfil · h5 blanques peó · g3 blanques peó · f1 blanques torre · g1 blanques rei | b7 negres peó · e7 negres peó · c6 negres cavall · d6 negres peó · e6 negres rei · b5 negres peó · e5 negres alfil · g5 blanques alfil · h5 blanques peó · g3 blanques peó · f1 blanques torre · g1 blanques rei | b7 negres peó · e7 negres peó · c6 negres cavall · d6 negres peó · e6 negres rei · b5 negres peó · e5 negres alfil · g5 blanques alfil · h5 blanques peó · g3 blanques peó · f1 blanques torre · g1 blanques rei | b7 negres peó · e7 negres peó · c6 negres cavall · d6 negres peó · e6 negres rei · b5 negres peó · e5 negres alfil · g5 blanques alfil · h5 blanques peó · g3 blanques peó · f1 blanques torre · g1 blanques rei | b7 negres peó · e7 negres peó · c6 negres cavall · d6 negres peó · e6 negres rei · b5 negres peó · e5 negres alfil · g5 blanques alfil · h5 blanques peó · g3 blanques peó · f1 blanques torre · g1 blanques rei | 6 |
| 5 | b7 negres peó · e7 negres peó · c6 negres cavall · d6 negres peó · e6 negres rei · b5 negres peó · e5 negres alfil · g5 blanques alfil · h5 blanques peó · g3 blanques peó · f1 blanques torre · g1 blanques rei | b7 negres peó · e7 negres peó · c6 negres cavall · d6 negres peó · e6 negres rei · b5 negres peó · e5 negres alfil · g5 blanques alfil · h5 blanques peó · g3 blanques peó · f1 blanques torre · g1 blanques rei | b7 negres peó · e7 negres peó · c6 negres cavall · d6 negres peó · e6 negres rei · b5 negres peó · e5 negres alfil · g5 blanques alfil · h5 blanques peó · g3 blanques peó · f1 blanques torre · g1 blanques rei | b7 negres peó · e7 negres peó · c6 negres cavall · d6 negres peó · e6 negres rei · b5 negres peó · e5 negres alfil · g5 blanques alfil · h5 blanques peó · g3 blanques peó · f1 blanques torre · g1 blanques rei | b7 negres peó · e7 negres peó · c6 negres cavall · d6 negres peó · e6 negres rei · b5 negres peó · e5 negres alfil · g5 blanques alfil · h5 blanques peó · g3 blanques peó · f1 blanques torre · g1 blanques rei | b7 negres peó · e7 negres peó · c6 negres cavall · d6 negres peó · e6 negres rei · b5 negres peó · e5 negres alfil · g5 blanques alfil · h5 blanques peó · g3 blanques peó · f1 blanques torre · g1 blanques rei | b7 negres peó · e7 negres peó · c6 negres cavall · d6 negres peó · e6 negres rei · b5 negres peó · e5 negres alfil · g5 blanques alfil · h5 blanques peó · g3 blanques peó · f1 blanques torre · g1 blanques rei | b7 negres peó · e7 negres peó · c6 negres cavall · d6 negres peó · e6 negres rei · b5 negres peó · e5 negres alfil · g5 blanques alfil · h5 blanques peó · g3 blanques peó · f1 blanques torre · g1 blanques rei | 5 |
| 4 | b7 negres peó · e7 negres peó · c6 negres cavall · d6 negres peó · e6 negres rei · b5 negres peó · e5 negres alfil · g5 blanques alfil · h5 blanques peó · g3 blanques peó · f1 blanques torre · g1 blanques rei | b7 negres peó · e7 negres peó · c6 negres cavall · d6 negres peó · e6 negres rei · b5 negres peó · e5 negres alfil · g5 blanques alfil · h5 blanques peó · g3 blanques peó · f1 blanques torre · g1 blanques rei | b7 negres peó · e7 negres peó · c6 negres cavall · d6 negres peó · e6 negres rei · b5 negres peó · e5 negres alfil · g5 blanques alfil · h5 blanques peó · g3 blanques peó · f1 blanques torre · g1 blanques rei | b7 negres peó · e7 negres peó · c6 negres cavall · d6 negres peó · e6 negres rei · b5 negres peó · e5 negres alfil · g5 blanques alfil · h5 blanques peó · g3 blanques peó · f1 blanques torre · g1 blanques rei | b7 negres peó · e7 negres peó · c6 negres cavall · d6 negres peó · e6 negres rei · b5 negres peó · e5 negres alfil · g5 blanques alfil · h5 blanques peó · g3 blanques peó · f1 blanques torre · g1 blanques rei | b7 negres peó · e7 negres peó · c6 negres cavall · d6 negres peó · e6 negres rei · b5 negres peó · e5 negres alfil · g5 blanques alfil · h5 blanques peó · g3 blanques peó · f1 blanques torre · g1 blanques rei | b7 negres peó · e7 negres peó · c6 negres cavall · d6 negres peó · e6 negres rei · b5 negres peó · e5 negres alfil · g5 blanques alfil · h5 blanques peó · g3 blanques peó · f1 blanques torre · g1 blanques rei | b7 negres peó · e7 negres peó · c6 negres cavall · d6 negres peó · e6 negres rei · b5 negres peó · e5 negres alfil · g5 blanques alfil · h5 blanques peó · g3 blanques peó · f1 blanques torre · g1 blanques rei | 4 |
| 3 | b7 negres peó · e7 negres peó · c6 negres cavall · d6 negres peó · e6 negres rei · b5 negres peó · e5 negres alfil · g5 blanques alfil · h5 blanques peó · g3 blanques peó · f1 blanques torre · g1 blanques rei | b7 negres peó · e7 negres peó · c6 negres cavall · d6 negres peó · e6 negres rei · b5 negres peó · e5 negres alfil · g5 blanques alfil · h5 blanques peó · g3 blanques peó · f1 blanques torre · g1 blanques rei | b7 negres peó · e7 negres peó · c6 negres cavall · d6 negres peó · e6 negres rei · b5 negres peó · e5 negres alfil · g5 blanques alfil · h5 blanques peó · g3 blanques peó · f1 blanques torre · g1 blanques rei | b7 negres peó · e7 negres peó · c6 negres cavall · d6 negres peó · e6 negres rei · b5 negres peó · e5 negres alfil · g5 blanques alfil · h5 blanques peó · g3 blanques peó · f1 blanques torre · g1 blanques rei | b7 negres peó · e7 negres peó · c6 negres cavall · d6 negres peó · e6 negres rei · b5 negres peó · e5 negres alfil · g5 blanques alfil · h5 blanques peó · g3 blanques peó · f1 blanques torre · g1 blanques rei | b7 negres peó · e7 negres peó · c6 negres cavall · d6 negres peó · e6 negres rei · b5 negres peó · e5 negres alfil · g5 blanques alfil · h5 blanques peó · g3 blanques peó · f1 blanques torre · g1 blanques rei | b7 negres peó · e7 negres peó · c6 negres cavall · d6 negres peó · e6 negres rei · b5 negres peó · e5 negres alfil · g5 blanques alfil · h5 blanques peó · g3 blanques peó · f1 blanques torre · g1 blanques rei | b7 negres peó · e7 negres peó · c6 negres cavall · d6 negres peó · e6 negres rei · b5 negres peó · e5 negres alfil · g5 blanques alfil · h5 blanques peó · g3 blanques peó · f1 blanques torre · g1 blanques rei | 3 |
| 2 | b7 negres peó · e7 negres peó · c6 negres cavall · d6 negres peó · e6 negres rei · b5 negres peó · e5 negres alfil · g5 blanques alfil · h5 blanques peó · g3 blanques peó · f1 blanques torre · g1 blanques rei | b7 negres peó · e7 negres peó · c6 negres cavall · d6 negres peó · e6 negres rei · b5 negres peó · e5 negres alfil · g5 blanques alfil · h5 blanques peó · g3 blanques peó · f1 blanques torre · g1 blanques rei | b7 negres peó · e7 negres peó · c6 negres cavall · d6 negres peó · e6 negres rei · b5 negres peó · e5 negres alfil · g5 blanques alfil · h5 blanques peó · g3 blanques peó · f1 blanques torre · g1 blanques rei | b7 negres peó · e7 negres peó · c6 negres cavall · d6 negres peó · e6 negres rei · b5 negres peó · e5 negres alfil · g5 blanques alfil · h5 blanques peó · g3 blanques peó · f1 blanques torre · g1 blanques rei | b7 negres peó · e7 negres peó · c6 negres cavall · d6 negres peó · e6 negres rei · b5 negres peó · e5 negres alfil · g5 blanques alfil · h5 blanques peó · g3 blanques peó · f1 blanques torre · g1 blanques rei | b7 negres peó · e7 negres peó · c6 negres cavall · d6 negres peó · e6 negres rei · b5 negres peó · e5 negres alfil · g5 blanques alfil · h5 blanques peó · g3 blanques peó · f1 blanques torre · g1 blanques rei | b7 negres peó · e7 negres peó · c6 negres cavall · d6 negres peó · e6 negres rei · b5 negres peó · e5 negres alfil · g5 blanques alfil · h5 blanques peó · g3 blanques peó · f1 blanques torre · g1 blanques rei | b7 negres peó · e7 negres peó · c6 negres cavall · d6 negres peó · e6 negres rei · b5 negres peó · e5 negres alfil · g5 blanques alfil · h5 blanques peó · g3 blanques peó · f1 blanques torre · g1 blanques rei | 2 |
| 1 | b7 negres peó · e7 negres peó · c6 negres cavall · d6 negres peó · e6 negres rei · b5 negres peó · e5 negres alfil · g5 blanques alfil · h5 blanques peó · g3 blanques peó · f1 blanques torre · g1 blanques rei | b7 negres peó · e7 negres peó · c6 negres cavall · d6 negres peó · e6 negres rei · b5 negres peó · e5 negres alfil · g5 blanques alfil · h5 blanques peó · g3 blanques peó · f1 blanques torre · g1 blanques rei | b7 negres peó · e7 negres peó · c6 negres cavall · d6 negres peó · e6 negres rei · b5 negres peó · e5 negres alfil · g5 blanques alfil · h5 blanques peó · g3 blanques peó · f1 blanques torre · g1 blanques rei | b7 negres peó · e7 negres peó · c6 negres cavall · d6 negres peó · e6 negres rei · b5 negres peó · e5 negres alfil · g5 blanques alfil · h5 blanques peó · g3 blanques peó · f1 blanques torre · g1 blanques rei | b7 negres peó · e7 negres peó · c6 negres cavall · d6 negres peó · e6 negres rei · b5 negres peó · e5 negres alfil · g5 blanques alfil · h5 blanques peó · g3 blanques peó · f1 blanques torre · g1 blanques rei | b7 negres peó · e7 negres peó · c6 negres cavall · d6 negres peó · e6 negres rei · b5 negres peó · e5 negres alfil · g5 blanques alfil · h5 blanques peó · g3 blanques peó · f1 blanques torre · g1 blanques rei | b7 negres peó · e7 negres peó · c6 negres cavall · d6 negres peó · e6 negres rei · b5 negres peó · e5 negres alfil · g5 blanques alfil · h5 blanques peó · g3 blanques peó · f1 blanques torre · g1 blanques rei | b7 negres peó · e7 negres peó · c6 negres cavall · d6 negres peó · e6 negres rei · b5 negres peó · e5 negres alfil · g5 blanques alfil · h5 blanques peó · g3 blanques peó · f1 blanques torre · g1 blanques rei | 1 |
|   | a | b | c | d | e | f | g | h |   |

31.Dxe6+ Rxe6 32.g3 fxg3 33.fxg3
A despit del reduït material, la posició es mantenia aguda a causa de la presència de sis peons passats. Al moviment 33, l'equip mundial va tenir l'opció de capturar el peó-g de Kaspàrov, perdent dos temps en la carrera per coronar. Després de la seqüència 33...Axg3 34.h6 Ae5 35.h7 Ag7 36.Tf8 b4 37.h8D Axh8 38.Txh8 sorgiria un extremadament desequilibrat final, amb en Kaspàrov tenint una torre i un alfil contra un cavall i quatre peons de l'equip mundial. La posició centralitzada del rei negre podria haver estat suficient per assolir les taules per a l'equip mundial, però cap dels quatre analistes va creure prou en la posició com per recomanar-la. En canvi, l'equip mundial va optar pel contrajoc, com sempre, aquest cop per un 72% a la votació.
33...b4 34.Af4
L'oferta de Kaspàrov de canviar alfils va prendre el tauler d'anuncis totalment per sorpresa. S'havia donat per fet que Kaspàrov havia d'intentar portar al seu rei al centre per contenir els peons negres, i l'equip mundial havia analitzat profundament 34.Rf2 Rf5. Després del moviment real de Kaspàrov, hauria estat un suïcidi per l'equip mundial de canviar el seu important alfil. 34 ...Ad4 + semblava prometedor, sobretot perquè no perd un temps, ja que Kaspàrov hauria de sortir de l'escac. Després de la partida, Kaspàrov va dir que no hauria estat capaç de trencar la posició si l'equip mundial hagués jugat més a la defensiva amb 34 ...Ah8, però aquesta possibilitat no va rebre massa atenció en el tauler d'anuncis. Danny King va enviar 34 ... Ah8 en el seu comentari, però els quatre analistes oficials se sentien més còmodes amb el moviment més actiu, de manera que 34 ...Ad4+ va guanyar aclaparadorament la votació.
34...Ad4+
L'equip mundial havia considerat defenses contra qualsevol dels possibles avenços del rei de Kaspàrov, 35.Rg2 i 35.Rh2. En una de les línies anteriors, el cavall negre amenaça de capturar el peó b i retornar al flanc de rei tot just a temps per aturar el peó h blanc, tot fent un xec f4 pel camí. En una de les línies resultava fonamental que l'alfil negre podia atacar el rei blanc des d'e5. Però Kaspàrov va sorprendre tothom (inclosa la GM School) amb un moviment increïble:
35.Rh1!
Tot i que intuïtivament no té gaire sentit moure el rei blanc lluny de l'acció cap a una cantonada on no pot donar suport als peons blancs cap a la coronació, ni retardar la coronació dels peons negres, aquest moviment va posar l'equip del Món en una situació greu.
Però potser encara més gran que l'efecte d'aquest moviment en la posició va ser el seu efecte sobre la psique del tauler d'anuncis. Per segona vegada consecutiva, Kaspàrov havia evitat gairebé totes les anàlisis de la preparació de l'equip del món, sense concedir res posicionalment en el procés. Això no va ser una coincidència, tal com després s'assabentaria l'equip mundial. Les tensions es van incrementar al tauler d'anuncis. Un dels principals punts de controvèrsia era si Kaspàrov estava llegint el tauler d'anuncis. Mentre que alguns van tractar de comunicar-se mitjançant missatges de correu electrònic, la gran majoria de la gent va considerar que allò era inconcebible, perquè en Kaspàrov no necessitava observar les anàlisis de jugadors menors. Això va resultar ser ingenu. A mesura que l'equip del món va començar tenir pànic, en una posició perillosa, les pujades de to, els insults i les disputes mesquines van assolir nivells no vistos des de la primera dotzena de moviments inicials de la partida. Per exemple, hi va haver queixes importants amb relació a què el moviment 33è havia perdut la partida per l'equip mundial.
En la lluita que va seguir el moviment 35 de Kaspàrov, ningú a l'equip mundial va poder adonar-se que 35 ... Ce5 és probablement suficient per mantenir les taules, i d'una manera una mica fatalista va optar per empènyer endavant el peó b.
|   | a | b | c | d | e | f | g | h |   |
| 8 | b7 negres peó · e7 negres peó · c6 negres cavall · d6 negres peó · e6 negres rei · h5 blanques peó · d4 negres alfil · f4 blanques alfil · g4 blanques peó · b3 negres peó · f1 blanques torre · h1 blanques rei | b7 negres peó · e7 negres peó · c6 negres cavall · d6 negres peó · e6 negres rei · h5 blanques peó · d4 negres alfil · f4 blanques alfil · g4 blanques peó · b3 negres peó · f1 blanques torre · h1 blanques rei | b7 negres peó · e7 negres peó · c6 negres cavall · d6 negres peó · e6 negres rei · h5 blanques peó · d4 negres alfil · f4 blanques alfil · g4 blanques peó · b3 negres peó · f1 blanques torre · h1 blanques rei | b7 negres peó · e7 negres peó · c6 negres cavall · d6 negres peó · e6 negres rei · h5 blanques peó · d4 negres alfil · f4 blanques alfil · g4 blanques peó · b3 negres peó · f1 blanques torre · h1 blanques rei | b7 negres peó · e7 negres peó · c6 negres cavall · d6 negres peó · e6 negres rei · h5 blanques peó · d4 negres alfil · f4 blanques alfil · g4 blanques peó · b3 negres peó · f1 blanques torre · h1 blanques rei | b7 negres peó · e7 negres peó · c6 negres cavall · d6 negres peó · e6 negres rei · h5 blanques peó · d4 negres alfil · f4 blanques alfil · g4 blanques peó · b3 negres peó · f1 blanques torre · h1 blanques rei | b7 negres peó · e7 negres peó · c6 negres cavall · d6 negres peó · e6 negres rei · h5 blanques peó · d4 negres alfil · f4 blanques alfil · g4 blanques peó · b3 negres peó · f1 blanques torre · h1 blanques rei | b7 negres peó · e7 negres peó · c6 negres cavall · d6 negres peó · e6 negres rei · h5 blanques peó · d4 negres alfil · f4 blanques alfil · g4 blanques peó · b3 negres peó · f1 blanques torre · h1 blanques rei | 8 |
| 7 | b7 negres peó · e7 negres peó · c6 negres cavall · d6 negres peó · e6 negres rei · h5 blanques peó · d4 negres alfil · f4 blanques alfil · g4 blanques peó · b3 negres peó · f1 blanques torre · h1 blanques rei | b7 negres peó · e7 negres peó · c6 negres cavall · d6 negres peó · e6 negres rei · h5 blanques peó · d4 negres alfil · f4 blanques alfil · g4 blanques peó · b3 negres peó · f1 blanques torre · h1 blanques rei | b7 negres peó · e7 negres peó · c6 negres cavall · d6 negres peó · e6 negres rei · h5 blanques peó · d4 negres alfil · f4 blanques alfil · g4 blanques peó · b3 negres peó · f1 blanques torre · h1 blanques rei | b7 negres peó · e7 negres peó · c6 negres cavall · d6 negres peó · e6 negres rei · h5 blanques peó · d4 negres alfil · f4 blanques alfil · g4 blanques peó · b3 negres peó · f1 blanques torre · h1 blanques rei | b7 negres peó · e7 negres peó · c6 negres cavall · d6 negres peó · e6 negres rei · h5 blanques peó · d4 negres alfil · f4 blanques alfil · g4 blanques peó · b3 negres peó · f1 blanques torre · h1 blanques rei | b7 negres peó · e7 negres peó · c6 negres cavall · d6 negres peó · e6 negres rei · h5 blanques peó · d4 negres alfil · f4 blanques alfil · g4 blanques peó · b3 negres peó · f1 blanques torre · h1 blanques rei | b7 negres peó · e7 negres peó · c6 negres cavall · d6 negres peó · e6 negres rei · h5 blanques peó · d4 negres alfil · f4 blanques alfil · g4 blanques peó · b3 negres peó · f1 blanques torre · h1 blanques rei | b7 negres peó · e7 negres peó · c6 negres cavall · d6 negres peó · e6 negres rei · h5 blanques peó · d4 negres alfil · f4 blanques alfil · g4 blanques peó · b3 negres peó · f1 blanques torre · h1 blanques rei | 7 |
| 6 | b7 negres peó · e7 negres peó · c6 negres cavall · d6 negres peó · e6 negres rei · h5 blanques peó · d4 negres alfil · f4 blanques alfil · g4 blanques peó · b3 negres peó · f1 blanques torre · h1 blanques rei | b7 negres peó · e7 negres peó · c6 negres cavall · d6 negres peó · e6 negres rei · h5 blanques peó · d4 negres alfil · f4 blanques alfil · g4 blanques peó · b3 negres peó · f1 blanques torre · h1 blanques rei | b7 negres peó · e7 negres peó · c6 negres cavall · d6 negres peó · e6 negres rei · h5 blanques peó · d4 negres alfil · f4 blanques alfil · g4 blanques peó · b3 negres peó · f1 blanques torre · h1 blanques rei | b7 negres peó · e7 negres peó · c6 negres cavall · d6 negres peó · e6 negres rei · h5 blanques peó · d4 negres alfil · f4 blanques alfil · g4 blanques peó · b3 negres peó · f1 blanques torre · h1 blanques rei | b7 negres peó · e7 negres peó · c6 negres cavall · d6 negres peó · e6 negres rei · h5 blanques peó · d4 negres alfil · f4 blanques alfil · g4 blanques peó · b3 negres peó · f1 blanques torre · h1 blanques rei | b7 negres peó · e7 negres peó · c6 negres cavall · d6 negres peó · e6 negres rei · h5 blanques peó · d4 negres alfil · f4 blanques alfil · g4 blanques peó · b3 negres peó · f1 blanques torre · h1 blanques rei | b7 negres peó · e7 negres peó · c6 negres cavall · d6 negres peó · e6 negres rei · h5 blanques peó · d4 negres alfil · f4 blanques alfil · g4 blanques peó · b3 negres peó · f1 blanques torre · h1 blanques rei | b7 negres peó · e7 negres peó · c6 negres cavall · d6 negres peó · e6 negres rei · h5 blanques peó · d4 negres alfil · f4 blanques alfil · g4 blanques peó · b3 negres peó · f1 blanques torre · h1 blanques rei | 6 |
| 5 | b7 negres peó · e7 negres peó · c6 negres cavall · d6 negres peó · e6 negres rei · h5 blanques peó · d4 negres alfil · f4 blanques alfil · g4 blanques peó · b3 negres peó · f1 blanques torre · h1 blanques rei | b7 negres peó · e7 negres peó · c6 negres cavall · d6 negres peó · e6 negres rei · h5 blanques peó · d4 negres alfil · f4 blanques alfil · g4 blanques peó · b3 negres peó · f1 blanques torre · h1 blanques rei | b7 negres peó · e7 negres peó · c6 negres cavall · d6 negres peó · e6 negres rei · h5 blanques peó · d4 negres alfil · f4 blanques alfil · g4 blanques peó · b3 negres peó · f1 blanques torre · h1 blanques rei | b7 negres peó · e7 negres peó · c6 negres cavall · d6 negres peó · e6 negres rei · h5 blanques peó · d4 negres alfil · f4 blanques alfil · g4 blanques peó · b3 negres peó · f1 blanques torre · h1 blanques rei | b7 negres peó · e7 negres peó · c6 negres cavall · d6 negres peó · e6 negres rei · h5 blanques peó · d4 negres alfil · f4 blanques alfil · g4 blanques peó · b3 negres peó · f1 blanques torre · h1 blanques rei | b7 negres peó · e7 negres peó · c6 negres cavall · d6 negres peó · e6 negres rei · h5 blanques peó · d4 negres alfil · f4 blanques alfil · g4 blanques peó · b3 negres peó · f1 blanques torre · h1 blanques rei | b7 negres peó · e7 negres peó · c6 negres cavall · d6 negres peó · e6 negres rei · h5 blanques peó · d4 negres alfil · f4 blanques alfil · g4 blanques peó · b3 negres peó · f1 blanques torre · h1 blanques rei | b7 negres peó · e7 negres peó · c6 negres cavall · d6 negres peó · e6 negres rei · h5 blanques peó · d4 negres alfil · f4 blanques alfil · g4 blanques peó · b3 negres peó · f1 blanques torre · h1 blanques rei | 5 |
| 4 | b7 negres peó · e7 negres peó · c6 negres cavall · d6 negres peó · e6 negres rei · h5 blanques peó · d4 negres alfil · f4 blanques alfil · g4 blanques peó · b3 negres peó · f1 blanques torre · h1 blanques rei | b7 negres peó · e7 negres peó · c6 negres cavall · d6 negres peó · e6 negres rei · h5 blanques peó · d4 negres alfil · f4 blanques alfil · g4 blanques peó · b3 negres peó · f1 blanques torre · h1 blanques rei | b7 negres peó · e7 negres peó · c6 negres cavall · d6 negres peó · e6 negres rei · h5 blanques peó · d4 negres alfil · f4 blanques alfil · g4 blanques peó · b3 negres peó · f1 blanques torre · h1 blanques rei | b7 negres peó · e7 negres peó · c6 negres cavall · d6 negres peó · e6 negres rei · h5 blanques peó · d4 negres alfil · f4 blanques alfil · g4 blanques peó · b3 negres peó · f1 blanques torre · h1 blanques rei | b7 negres peó · e7 negres peó · c6 negres cavall · d6 negres peó · e6 negres rei · h5 blanques peó · d4 negres alfil · f4 blanques alfil · g4 blanques peó · b3 negres peó · f1 blanques torre · h1 blanques rei | b7 negres peó · e7 negres peó · c6 negres cavall · d6 negres peó · e6 negres rei · h5 blanques peó · d4 negres alfil · f4 blanques alfil · g4 blanques peó · b3 negres peó · f1 blanques torre · h1 blanques rei | b7 negres peó · e7 negres peó · c6 negres cavall · d6 negres peó · e6 negres rei · h5 blanques peó · d4 negres alfil · f4 blanques alfil · g4 blanques peó · b3 negres peó · f1 blanques torre · h1 blanques rei | b7 negres peó · e7 negres peó · c6 negres cavall · d6 negres peó · e6 negres rei · h5 blanques peó · d4 negres alfil · f4 blanques alfil · g4 blanques peó · b3 negres peó · f1 blanques torre · h1 blanques rei | 4 |
| 3 | b7 negres peó · e7 negres peó · c6 negres cavall · d6 negres peó · e6 negres rei · h5 blanques peó · d4 negres alfil · f4 blanques alfil · g4 blanques peó · b3 negres peó · f1 blanques torre · h1 blanques rei | b7 negres peó · e7 negres peó · c6 negres cavall · d6 negres peó · e6 negres rei · h5 blanques peó · d4 negres alfil · f4 blanques alfil · g4 blanques peó · b3 negres peó · f1 blanques torre · h1 blanques rei | b7 negres peó · e7 negres peó · c6 negres cavall · d6 negres peó · e6 negres rei · h5 blanques peó · d4 negres alfil · f4 blanques alfil · g4 blanques peó · b3 negres peó · f1 blanques torre · h1 blanques rei | b7 negres peó · e7 negres peó · c6 negres cavall · d6 negres peó · e6 negres rei · h5 blanques peó · d4 negres alfil · f4 blanques alfil · g4 blanques peó · b3 negres peó · f1 blanques torre · h1 blanques rei | b7 negres peó · e7 negres peó · c6 negres cavall · d6 negres peó · e6 negres rei · h5 blanques peó · d4 negres alfil · f4 blanques alfil · g4 blanques peó · b3 negres peó · f1 blanques torre · h1 blanques rei | b7 negres peó · e7 negres peó · c6 negres cavall · d6 negres peó · e6 negres rei · h5 blanques peó · d4 negres alfil · f4 blanques alfil · g4 blanques peó · b3 negres peó · f1 blanques torre · h1 blanques rei | b7 negres peó · e7 negres peó · c6 negres cavall · d6 negres peó · e6 negres rei · h5 blanques peó · d4 negres alfil · f4 blanques alfil · g4 blanques peó · b3 negres peó · f1 blanques torre · h1 blanques rei | b7 negres peó · e7 negres peó · c6 negres cavall · d6 negres peó · e6 negres rei · h5 blanques peó · d4 negres alfil · f4 blanques alfil · g4 blanques peó · b3 negres peó · f1 blanques torre · h1 blanques rei | 3 |
| 2 | b7 negres peó · e7 negres peó · c6 negres cavall · d6 negres peó · e6 negres rei · h5 blanques peó · d4 negres alfil · f4 blanques alfil · g4 blanques peó · b3 negres peó · f1 blanques torre · h1 blanques rei | b7 negres peó · e7 negres peó · c6 negres cavall · d6 negres peó · e6 negres rei · h5 blanques peó · d4 negres alfil · f4 blanques alfil · g4 blanques peó · b3 negres peó · f1 blanques torre · h1 blanques rei | b7 negres peó · e7 negres peó · c6 negres cavall · d6 negres peó · e6 negres rei · h5 blanques peó · d4 negres alfil · f4 blanques alfil · g4 blanques peó · b3 negres peó · f1 blanques torre · h1 blanques rei | b7 negres peó · e7 negres peó · c6 negres cavall · d6 negres peó · e6 negres rei · h5 blanques peó · d4 negres alfil · f4 blanques alfil · g4 blanques peó · b3 negres peó · f1 blanques torre · h1 blanques rei | b7 negres peó · e7 negres peó · c6 negres cavall · d6 negres peó · e6 negres rei · h5 blanques peó · d4 negres alfil · f4 blanques alfil · g4 blanques peó · b3 negres peó · f1 blanques torre · h1 blanques rei | b7 negres peó · e7 negres peó · c6 negres cavall · d6 negres peó · e6 negres rei · h5 blanques peó · d4 negres alfil · f4 blanques alfil · g4 blanques peó · b3 negres peó · f1 blanques torre · h1 blanques rei | b7 negres peó · e7 negres peó · c6 negres cavall · d6 negres peó · e6 negres rei · h5 blanques peó · d4 negres alfil · f4 blanques alfil · g4 blanques peó · b3 negres peó · f1 blanques torre · h1 blanques rei | b7 negres peó · e7 negres peó · c6 negres cavall · d6 negres peó · e6 negres rei · h5 blanques peó · d4 negres alfil · f4 blanques alfil · g4 blanques peó · b3 negres peó · f1 blanques torre · h1 blanques rei | 2 |
| 1 | b7 negres peó · e7 negres peó · c6 negres cavall · d6 negres peó · e6 negres rei · h5 blanques peó · d4 negres alfil · f4 blanques alfil · g4 blanques peó · b3 negres peó · f1 blanques torre · h1 blanques rei | b7 negres peó · e7 negres peó · c6 negres cavall · d6 negres peó · e6 negres rei · h5 blanques peó · d4 negres alfil · f4 blanques alfil · g4 blanques peó · b3 negres peó · f1 blanques torre · h1 blanques rei | b7 negres peó · e7 negres peó · c6 negres cavall · d6 negres peó · e6 negres rei · h5 blanques peó · d4 negres alfil · f4 blanques alfil · g4 blanques peó · b3 negres peó · f1 blanques torre · h1 blanques rei | b7 negres peó · e7 negres peó · c6 negres cavall · d6 negres peó · e6 negres rei · h5 blanques peó · d4 negres alfil · f4 blanques alfil · g4 blanques peó · b3 negres peó · f1 blanques torre · h1 blanques rei | b7 negres peó · e7 negres peó · c6 negres cavall · d6 negres peó · e6 negres rei · h5 blanques peó · d4 negres alfil · f4 blanques alfil · g4 blanques peó · b3 negres peó · f1 blanques torre · h1 blanques rei | b7 negres peó · e7 negres peó · c6 negres cavall · d6 negres peó · e6 negres rei · h5 blanques peó · d4 negres alfil · f4 blanques alfil · g4 blanques peó · b3 negres peó · f1 blanques torre · h1 blanques rei | b7 negres peó · e7 negres peó · c6 negres cavall · d6 negres peó · e6 negres rei · h5 blanques peó · d4 negres alfil · f4 blanques alfil · g4 blanques peó · b3 negres peó · f1 blanques torre · h1 blanques rei | b7 negres peó · e7 negres peó · c6 negres cavall · d6 negres peó · e6 negres rei · h5 blanques peó · d4 negres alfil · f4 blanques alfil · g4 blanques peó · b3 negres peó · f1 blanques torre · h1 blanques rei | 1 |
|   | a | b | c | d | e | f | g | h |   |

35...b3 36.g4
En aquesta posició, Kaspàrov havia lligat els seus peons passats, que es donaven suport els uns als altres, mentre que l'equip del món necessitava el cavall (o, possiblement, fins i tot el rei) per ajudar a moure laboriosament el peó-b cap a la coronació. A més, si l'alfil negre es mogués, la torre blanca podria passar a g1, on donaria suport el peó g des de darrere mentre mantindria un ull a la casella de coronació b1, un punt més subtil i addicional del 35è moviment de Kaspàrov. Finalment, tot controlant temporalment les caselles negres amb el seu alfil i les caselles clares amb els seus peons (cosa que 36.h6 no hagués fet) Kaspàrov evitava que el rei negre avancés a f5, que en algunes línies hauria estat suficient per bloquejar els peons.
El tauler d'anuncis estava prop de la desesperació en aquest moment, ja que s'havia convençut que 36...b2 perdria, a causa de 37.g5 Cb4 38.g6 Cd3 39.h6, i llavors 39...Cxf4 no seria escac, degut al 35 moviment de Kaspàrov, i no aconseguiria per tant de salvar les taules. De manera similar un immediat 36...Cb4 simplement transposaria i també perdria. L'únic moviment amb el qual algunes línies semblaven tenir possibilitats de taules era 36...Rd5, que Krush va recomanar, però Bacrot i Felecan suggeriren 36...b2, mentre que Paehtz era partidària de 36...Cb4. Això va provocar uns marges molt estrets en la votació, amb 36...Rd5 puntuant el 37,69% i superant 36...b2 amb 37,11%.
36...Rd5!
Aquesta partida, que havia començat el juny, havia ja entrat al setembre, molt més temps del que hom hauria suposat abans de començar. En Kaspàrov havia assolit prou confiança en la seva posició com per a convocar una roda de premsa sobre la partida, presumiblement per tal d'anunciar una victòria forçada. Les peces negres no semblen estar en condicions de, a la vegada, aturar els peons blancs, i empènyer el peó negre, mentre que la torre blanca estava treballant amb gran efectivitat en les dues amenaces, fins i tot sense moure's de lloc.
37.g5
Els dos peons passats de Kaspàrov aparentment requereixen que dues peces negres els bloquegin, però el cavall negre no podia creuar via e5 perquè en Kaspàrov simplement l'hauria canviat pel seu alfil. Llavors el tauler d'anuncis centrà la seva atenció en 37...e5, fent fora l'alfil i preparant el camí per Ce7. Però Kaspàrov tenia una diabòlica resposta en 38.Ac1!; els seus peons serien tan forts en aquesta línia que podria haver sacrificat l'alfil pel peó-b negre, en especial perquè l'alfil negre estaria temporalment apartat de la casella de coronació h8. També, en moltes línies en què les negres no forcen l'alfil blanc a sacrificar-se, podria situar-se a a3, esclavitzant el rei negre a la defensa del peó-d6.
Situat entre l'espasa i la paret, l'equip mundial va trobar l'única jugada salvadora.
37...e6
Aquest moviment allibera e7 per tal que el cavall negre hi pugui passar, però també manté oberta la diagonal a1–h8 per l'alfil negre. En Kaspàrov probablement havia pensat que 38.td1 era guanyadora en aquesta línia. Certament molts dels participants al tauler d'anuncis ho pensaren! Però una anàlisi exhaustiva mostra que l'equip mundial té recursos per mantenir-se, per un marge molt estret, si respongués 38...Re4. El poder del rei negre centralitzat, en oposició al paper secundari del rei blanc a la cantonada, mostraria com fins i tot les jugades blillants tenen inconvenients menors.
En lloc de triar les complexitats de la línia amb 38.Td1, Kaspàrov va dir a la seva conferència de premsa que no tenia ni idea de com la partida podria seguir, i va decidir forçar l'equip mundial a arribar a un final en què cada bàndol tingués una nova dama, i el resultat fos encara incert.
38.h6 Ce7 39.Td1 e5 40.Ae3 Rc4

### Moviments 41–50
|   | a | b | c | d | e | f | g | h |   |
| 8 | b7 negres peó · e7 negres cavall · d6 negres peó · h6 blanques peó · g5 blanques peó · c4 negres rei · d4 negres peó · b3 negres peó · d1 blanques torre · h1 blanques rei | b7 negres peó · e7 negres cavall · d6 negres peó · h6 blanques peó · g5 blanques peó · c4 negres rei · d4 negres peó · b3 negres peó · d1 blanques torre · h1 blanques rei | b7 negres peó · e7 negres cavall · d6 negres peó · h6 blanques peó · g5 blanques peó · c4 negres rei · d4 negres peó · b3 negres peó · d1 blanques torre · h1 blanques rei | b7 negres peó · e7 negres cavall · d6 negres peó · h6 blanques peó · g5 blanques peó · c4 negres rei · d4 negres peó · b3 negres peó · d1 blanques torre · h1 blanques rei | b7 negres peó · e7 negres cavall · d6 negres peó · h6 blanques peó · g5 blanques peó · c4 negres rei · d4 negres peó · b3 negres peó · d1 blanques torre · h1 blanques rei | b7 negres peó · e7 negres cavall · d6 negres peó · h6 blanques peó · g5 blanques peó · c4 negres rei · d4 negres peó · b3 negres peó · d1 blanques torre · h1 blanques rei | b7 negres peó · e7 negres cavall · d6 negres peó · h6 blanques peó · g5 blanques peó · c4 negres rei · d4 negres peó · b3 negres peó · d1 blanques torre · h1 blanques rei | b7 negres peó · e7 negres cavall · d6 negres peó · h6 blanques peó · g5 blanques peó · c4 negres rei · d4 negres peó · b3 negres peó · d1 blanques torre · h1 blanques rei | 8 |
| 7 | b7 negres peó · e7 negres cavall · d6 negres peó · h6 blanques peó · g5 blanques peó · c4 negres rei · d4 negres peó · b3 negres peó · d1 blanques torre · h1 blanques rei | b7 negres peó · e7 negres cavall · d6 negres peó · h6 blanques peó · g5 blanques peó · c4 negres rei · d4 negres peó · b3 negres peó · d1 blanques torre · h1 blanques rei | b7 negres peó · e7 negres cavall · d6 negres peó · h6 blanques peó · g5 blanques peó · c4 negres rei · d4 negres peó · b3 negres peó · d1 blanques torre · h1 blanques rei | b7 negres peó · e7 negres cavall · d6 negres peó · h6 blanques peó · g5 blanques peó · c4 negres rei · d4 negres peó · b3 negres peó · d1 blanques torre · h1 blanques rei | b7 negres peó · e7 negres cavall · d6 negres peó · h6 blanques peó · g5 blanques peó · c4 negres rei · d4 negres peó · b3 negres peó · d1 blanques torre · h1 blanques rei | b7 negres peó · e7 negres cavall · d6 negres peó · h6 blanques peó · g5 blanques peó · c4 negres rei · d4 negres peó · b3 negres peó · d1 blanques torre · h1 blanques rei | b7 negres peó · e7 negres cavall · d6 negres peó · h6 blanques peó · g5 blanques peó · c4 negres rei · d4 negres peó · b3 negres peó · d1 blanques torre · h1 blanques rei | b7 negres peó · e7 negres cavall · d6 negres peó · h6 blanques peó · g5 blanques peó · c4 negres rei · d4 negres peó · b3 negres peó · d1 blanques torre · h1 blanques rei | 7 |
| 6 | b7 negres peó · e7 negres cavall · d6 negres peó · h6 blanques peó · g5 blanques peó · c4 negres rei · d4 negres peó · b3 negres peó · d1 blanques torre · h1 blanques rei | b7 negres peó · e7 negres cavall · d6 negres peó · h6 blanques peó · g5 blanques peó · c4 negres rei · d4 negres peó · b3 negres peó · d1 blanques torre · h1 blanques rei | b7 negres peó · e7 negres cavall · d6 negres peó · h6 blanques peó · g5 blanques peó · c4 negres rei · d4 negres peó · b3 negres peó · d1 blanques torre · h1 blanques rei | b7 negres peó · e7 negres cavall · d6 negres peó · h6 blanques peó · g5 blanques peó · c4 negres rei · d4 negres peó · b3 negres peó · d1 blanques torre · h1 blanques rei | b7 negres peó · e7 negres cavall · d6 negres peó · h6 blanques peó · g5 blanques peó · c4 negres rei · d4 negres peó · b3 negres peó · d1 blanques torre · h1 blanques rei | b7 negres peó · e7 negres cavall · d6 negres peó · h6 blanques peó · g5 blanques peó · c4 negres rei · d4 negres peó · b3 negres peó · d1 blanques torre · h1 blanques rei | b7 negres peó · e7 negres cavall · d6 negres peó · h6 blanques peó · g5 blanques peó · c4 negres rei · d4 negres peó · b3 negres peó · d1 blanques torre · h1 blanques rei | b7 negres peó · e7 negres cavall · d6 negres peó · h6 blanques peó · g5 blanques peó · c4 negres rei · d4 negres peó · b3 negres peó · d1 blanques torre · h1 blanques rei | 6 |
| 5 | b7 negres peó · e7 negres cavall · d6 negres peó · h6 blanques peó · g5 blanques peó · c4 negres rei · d4 negres peó · b3 negres peó · d1 blanques torre · h1 blanques rei | b7 negres peó · e7 negres cavall · d6 negres peó · h6 blanques peó · g5 blanques peó · c4 negres rei · d4 negres peó · b3 negres peó · d1 blanques torre · h1 blanques rei | b7 negres peó · e7 negres cavall · d6 negres peó · h6 blanques peó · g5 blanques peó · c4 negres rei · d4 negres peó · b3 negres peó · d1 blanques torre · h1 blanques rei | b7 negres peó · e7 negres cavall · d6 negres peó · h6 blanques peó · g5 blanques peó · c4 negres rei · d4 negres peó · b3 negres peó · d1 blanques torre · h1 blanques rei | b7 negres peó · e7 negres cavall · d6 negres peó · h6 blanques peó · g5 blanques peó · c4 negres rei · d4 negres peó · b3 negres peó · d1 blanques torre · h1 blanques rei | b7 negres peó · e7 negres cavall · d6 negres peó · h6 blanques peó · g5 blanques peó · c4 negres rei · d4 negres peó · b3 negres peó · d1 blanques torre · h1 blanques rei | b7 negres peó · e7 negres cavall · d6 negres peó · h6 blanques peó · g5 blanques peó · c4 negres rei · d4 negres peó · b3 negres peó · d1 blanques torre · h1 blanques rei | b7 negres peó · e7 negres cavall · d6 negres peó · h6 blanques peó · g5 blanques peó · c4 negres rei · d4 negres peó · b3 negres peó · d1 blanques torre · h1 blanques rei | 5 |
| 4 | b7 negres peó · e7 negres cavall · d6 negres peó · h6 blanques peó · g5 blanques peó · c4 negres rei · d4 negres peó · b3 negres peó · d1 blanques torre · h1 blanques rei | b7 negres peó · e7 negres cavall · d6 negres peó · h6 blanques peó · g5 blanques peó · c4 negres rei · d4 negres peó · b3 negres peó · d1 blanques torre · h1 blanques rei | b7 negres peó · e7 negres cavall · d6 negres peó · h6 blanques peó · g5 blanques peó · c4 negres rei · d4 negres peó · b3 negres peó · d1 blanques torre · h1 blanques rei | b7 negres peó · e7 negres cavall · d6 negres peó · h6 blanques peó · g5 blanques peó · c4 negres rei · d4 negres peó · b3 negres peó · d1 blanques torre · h1 blanques rei | b7 negres peó · e7 negres cavall · d6 negres peó · h6 blanques peó · g5 blanques peó · c4 negres rei · d4 negres peó · b3 negres peó · d1 blanques torre · h1 blanques rei | b7 negres peó · e7 negres cavall · d6 negres peó · h6 blanques peó · g5 blanques peó · c4 negres rei · d4 negres peó · b3 negres peó · d1 blanques torre · h1 blanques rei | b7 negres peó · e7 negres cavall · d6 negres peó · h6 blanques peó · g5 blanques peó · c4 negres rei · d4 negres peó · b3 negres peó · d1 blanques torre · h1 blanques rei | b7 negres peó · e7 negres cavall · d6 negres peó · h6 blanques peó · g5 blanques peó · c4 negres rei · d4 negres peó · b3 negres peó · d1 blanques torre · h1 blanques rei | 4 |
| 3 | b7 negres peó · e7 negres cavall · d6 negres peó · h6 blanques peó · g5 blanques peó · c4 negres rei · d4 negres peó · b3 negres peó · d1 blanques torre · h1 blanques rei | b7 negres peó · e7 negres cavall · d6 negres peó · h6 blanques peó · g5 blanques peó · c4 negres rei · d4 negres peó · b3 negres peó · d1 blanques torre · h1 blanques rei | b7 negres peó · e7 negres cavall · d6 negres peó · h6 blanques peó · g5 blanques peó · c4 negres rei · d4 negres peó · b3 negres peó · d1 blanques torre · h1 blanques rei | b7 negres peó · e7 negres cavall · d6 negres peó · h6 blanques peó · g5 blanques peó · c4 negres rei · d4 negres peó · b3 negres peó · d1 blanques torre · h1 blanques rei | b7 negres peó · e7 negres cavall · d6 negres peó · h6 blanques peó · g5 blanques peó · c4 negres rei · d4 negres peó · b3 negres peó · d1 blanques torre · h1 blanques rei | b7 negres peó · e7 negres cavall · d6 negres peó · h6 blanques peó · g5 blanques peó · c4 negres rei · d4 negres peó · b3 negres peó · d1 blanques torre · h1 blanques rei | b7 negres peó · e7 negres cavall · d6 negres peó · h6 blanques peó · g5 blanques peó · c4 negres rei · d4 negres peó · b3 negres peó · d1 blanques torre · h1 blanques rei | b7 negres peó · e7 negres cavall · d6 negres peó · h6 blanques peó · g5 blanques peó · c4 negres rei · d4 negres peó · b3 negres peó · d1 blanques torre · h1 blanques rei | 3 |
| 2 | b7 negres peó · e7 negres cavall · d6 negres peó · h6 blanques peó · g5 blanques peó · c4 negres rei · d4 negres peó · b3 negres peó · d1 blanques torre · h1 blanques rei | b7 negres peó · e7 negres cavall · d6 negres peó · h6 blanques peó · g5 blanques peó · c4 negres rei · d4 negres peó · b3 negres peó · d1 blanques torre · h1 blanques rei | b7 negres peó · e7 negres cavall · d6 negres peó · h6 blanques peó · g5 blanques peó · c4 negres rei · d4 negres peó · b3 negres peó · d1 blanques torre · h1 blanques rei | b7 negres peó · e7 negres cavall · d6 negres peó · h6 blanques peó · g5 blanques peó · c4 negres rei · d4 negres peó · b3 negres peó · d1 blanques torre · h1 blanques rei | b7 negres peó · e7 negres cavall · d6 negres peó · h6 blanques peó · g5 blanques peó · c4 negres rei · d4 negres peó · b3 negres peó · d1 blanques torre · h1 blanques rei | b7 negres peó · e7 negres cavall · d6 negres peó · h6 blanques peó · g5 blanques peó · c4 negres rei · d4 negres peó · b3 negres peó · d1 blanques torre · h1 blanques rei | b7 negres peó · e7 negres cavall · d6 negres peó · h6 blanques peó · g5 blanques peó · c4 negres rei · d4 negres peó · b3 negres peó · d1 blanques torre · h1 blanques rei | b7 negres peó · e7 negres cavall · d6 negres peó · h6 blanques peó · g5 blanques peó · c4 negres rei · d4 negres peó · b3 negres peó · d1 blanques torre · h1 blanques rei | 2 |
| 1 | b7 negres peó · e7 negres cavall · d6 negres peó · h6 blanques peó · g5 blanques peó · c4 negres rei · d4 negres peó · b3 negres peó · d1 blanques torre · h1 blanques rei | b7 negres peó · e7 negres cavall · d6 negres peó · h6 blanques peó · g5 blanques peó · c4 negres rei · d4 negres peó · b3 negres peó · d1 blanques torre · h1 blanques rei | b7 negres peó · e7 negres cavall · d6 negres peó · h6 blanques peó · g5 blanques peó · c4 negres rei · d4 negres peó · b3 negres peó · d1 blanques torre · h1 blanques rei | b7 negres peó · e7 negres cavall · d6 negres peó · h6 blanques peó · g5 blanques peó · c4 negres rei · d4 negres peó · b3 negres peó · d1 blanques torre · h1 blanques rei | b7 negres peó · e7 negres cavall · d6 negres peó · h6 blanques peó · g5 blanques peó · c4 negres rei · d4 negres peó · b3 negres peó · d1 blanques torre · h1 blanques rei | b7 negres peó · e7 negres cavall · d6 negres peó · h6 blanques peó · g5 blanques peó · c4 negres rei · d4 negres peó · b3 negres peó · d1 blanques torre · h1 blanques rei | b7 negres peó · e7 negres cavall · d6 negres peó · h6 blanques peó · g5 blanques peó · c4 negres rei · d4 negres peó · b3 negres peó · d1 blanques torre · h1 blanques rei | b7 negres peó · e7 negres cavall · d6 negres peó · h6 blanques peó · g5 blanques peó · c4 negres rei · d4 negres peó · b3 negres peó · d1 blanques torre · h1 blanques rei | 1 |
|   | a | b | c | d | e | f | g | h |   |

41.Axd4 exd4
Els moviments de l'equip mundial eren bàsicament forçats. La principal oportunitat de Kaspàrov de desviar-se hagués estat 40.Ac1, però llavors 40...Re6 mantenia la situació. Tot i que l'alfil negre estava en aquest moment temporalment fora de joc i no donava suport als peons negres, el rei negre no estava temporalment tallat, i un temps extra en aquesta mena de posicions fa la diferència. Kaspàrov, quan va fer el seu 38è moviment, havia probablement triat de forçar les respostes negres fins al moviment 50.
A mesura que la partida esdevenia més i més estratègica, amb els plans del final substituint la tàctica del mig joc, votar per un bon moviment semblava quelcom cada cop més per sota de les capacitats dels membres de l'equip del món. Per exemple, a la jugada 40, el moviment Rc4 era crucial en la lluita per promocionar el peó-b, i per tant, fou recomanat per tots 4 analistes i per Danny King, però només va rebre un 79% dels vots. D'altres moviments forçats anteriors havien rebut més del 98% dels vots. Això reflectia potser el fet que molts jugadors febles col·laboraven des de casa seva, i que eren notòriament fluixos en finals.
Els peons de l'equip mundial, tot i que maldestres, havien esdevingut una amenaça prou potent perquè la torre de Kaspàrov no pogués atendre el doble paper de vigilar la primera fila i empènyer els peons passats contra el cavall negre. Així doncs, finalment caldria que el rei blanc sortís del seru racó.
42.Rg2 b2 43.Rf3 Rc3 44.h7
Kaspàrov hauria pogut executar l'avenç de peó en qualsevol dels dos moviments anteriors també, però la posició hauria transposat:
|   | a | b | c | d | e | f | g | h |   |
| 8 | b7 negres peó · h7 blanques peó · d6 negres peó · g6 negres cavall · g5 blanques peó · d4 negres peó · e4 blanques rei · b2 negres peó · c2 negres rei · h1 blanques torre | b7 negres peó · h7 blanques peó · d6 negres peó · g6 negres cavall · g5 blanques peó · d4 negres peó · e4 blanques rei · b2 negres peó · c2 negres rei · h1 blanques torre | b7 negres peó · h7 blanques peó · d6 negres peó · g6 negres cavall · g5 blanques peó · d4 negres peó · e4 blanques rei · b2 negres peó · c2 negres rei · h1 blanques torre | b7 negres peó · h7 blanques peó · d6 negres peó · g6 negres cavall · g5 blanques peó · d4 negres peó · e4 blanques rei · b2 negres peó · c2 negres rei · h1 blanques torre | b7 negres peó · h7 blanques peó · d6 negres peó · g6 negres cavall · g5 blanques peó · d4 negres peó · e4 blanques rei · b2 negres peó · c2 negres rei · h1 blanques torre | b7 negres peó · h7 blanques peó · d6 negres peó · g6 negres cavall · g5 blanques peó · d4 negres peó · e4 blanques rei · b2 negres peó · c2 negres rei · h1 blanques torre | b7 negres peó · h7 blanques peó · d6 negres peó · g6 negres cavall · g5 blanques peó · d4 negres peó · e4 blanques rei · b2 negres peó · c2 negres rei · h1 blanques torre | b7 negres peó · h7 blanques peó · d6 negres peó · g6 negres cavall · g5 blanques peó · d4 negres peó · e4 blanques rei · b2 negres peó · c2 negres rei · h1 blanques torre | 8 |
| 7 | b7 negres peó · h7 blanques peó · d6 negres peó · g6 negres cavall · g5 blanques peó · d4 negres peó · e4 blanques rei · b2 negres peó · c2 negres rei · h1 blanques torre | b7 negres peó · h7 blanques peó · d6 negres peó · g6 negres cavall · g5 blanques peó · d4 negres peó · e4 blanques rei · b2 negres peó · c2 negres rei · h1 blanques torre | b7 negres peó · h7 blanques peó · d6 negres peó · g6 negres cavall · g5 blanques peó · d4 negres peó · e4 blanques rei · b2 negres peó · c2 negres rei · h1 blanques torre | b7 negres peó · h7 blanques peó · d6 negres peó · g6 negres cavall · g5 blanques peó · d4 negres peó · e4 blanques rei · b2 negres peó · c2 negres rei · h1 blanques torre | b7 negres peó · h7 blanques peó · d6 negres peó · g6 negres cavall · g5 blanques peó · d4 negres peó · e4 blanques rei · b2 negres peó · c2 negres rei · h1 blanques torre | b7 negres peó · h7 blanques peó · d6 negres peó · g6 negres cavall · g5 blanques peó · d4 negres peó · e4 blanques rei · b2 negres peó · c2 negres rei · h1 blanques torre | b7 negres peó · h7 blanques peó · d6 negres peó · g6 negres cavall · g5 blanques peó · d4 negres peó · e4 blanques rei · b2 negres peó · c2 negres rei · h1 blanques torre | b7 negres peó · h7 blanques peó · d6 negres peó · g6 negres cavall · g5 blanques peó · d4 negres peó · e4 blanques rei · b2 negres peó · c2 negres rei · h1 blanques torre | 7 |
| 6 | b7 negres peó · h7 blanques peó · d6 negres peó · g6 negres cavall · g5 blanques peó · d4 negres peó · e4 blanques rei · b2 negres peó · c2 negres rei · h1 blanques torre | b7 negres peó · h7 blanques peó · d6 negres peó · g6 negres cavall · g5 blanques peó · d4 negres peó · e4 blanques rei · b2 negres peó · c2 negres rei · h1 blanques torre | b7 negres peó · h7 blanques peó · d6 negres peó · g6 negres cavall · g5 blanques peó · d4 negres peó · e4 blanques rei · b2 negres peó · c2 negres rei · h1 blanques torre | b7 negres peó · h7 blanques peó · d6 negres peó · g6 negres cavall · g5 blanques peó · d4 negres peó · e4 blanques rei · b2 negres peó · c2 negres rei · h1 blanques torre | b7 negres peó · h7 blanques peó · d6 negres peó · g6 negres cavall · g5 blanques peó · d4 negres peó · e4 blanques rei · b2 negres peó · c2 negres rei · h1 blanques torre | b7 negres peó · h7 blanques peó · d6 negres peó · g6 negres cavall · g5 blanques peó · d4 negres peó · e4 blanques rei · b2 negres peó · c2 negres rei · h1 blanques torre | b7 negres peó · h7 blanques peó · d6 negres peó · g6 negres cavall · g5 blanques peó · d4 negres peó · e4 blanques rei · b2 negres peó · c2 negres rei · h1 blanques torre | b7 negres peó · h7 blanques peó · d6 negres peó · g6 negres cavall · g5 blanques peó · d4 negres peó · e4 blanques rei · b2 negres peó · c2 negres rei · h1 blanques torre | 6 |
| 5 | b7 negres peó · h7 blanques peó · d6 negres peó · g6 negres cavall · g5 blanques peó · d4 negres peó · e4 blanques rei · b2 negres peó · c2 negres rei · h1 blanques torre | b7 negres peó · h7 blanques peó · d6 negres peó · g6 negres cavall · g5 blanques peó · d4 negres peó · e4 blanques rei · b2 negres peó · c2 negres rei · h1 blanques torre | b7 negres peó · h7 blanques peó · d6 negres peó · g6 negres cavall · g5 blanques peó · d4 negres peó · e4 blanques rei · b2 negres peó · c2 negres rei · h1 blanques torre | b7 negres peó · h7 blanques peó · d6 negres peó · g6 negres cavall · g5 blanques peó · d4 negres peó · e4 blanques rei · b2 negres peó · c2 negres rei · h1 blanques torre | b7 negres peó · h7 blanques peó · d6 negres peó · g6 negres cavall · g5 blanques peó · d4 negres peó · e4 blanques rei · b2 negres peó · c2 negres rei · h1 blanques torre | b7 negres peó · h7 blanques peó · d6 negres peó · g6 negres cavall · g5 blanques peó · d4 negres peó · e4 blanques rei · b2 negres peó · c2 negres rei · h1 blanques torre | b7 negres peó · h7 blanques peó · d6 negres peó · g6 negres cavall · g5 blanques peó · d4 negres peó · e4 blanques rei · b2 negres peó · c2 negres rei · h1 blanques torre | b7 negres peó · h7 blanques peó · d6 negres peó · g6 negres cavall · g5 blanques peó · d4 negres peó · e4 blanques rei · b2 negres peó · c2 negres rei · h1 blanques torre | 5 |
| 4 | b7 negres peó · h7 blanques peó · d6 negres peó · g6 negres cavall · g5 blanques peó · d4 negres peó · e4 blanques rei · b2 negres peó · c2 negres rei · h1 blanques torre | b7 negres peó · h7 blanques peó · d6 negres peó · g6 negres cavall · g5 blanques peó · d4 negres peó · e4 blanques rei · b2 negres peó · c2 negres rei · h1 blanques torre | b7 negres peó · h7 blanques peó · d6 negres peó · g6 negres cavall · g5 blanques peó · d4 negres peó · e4 blanques rei · b2 negres peó · c2 negres rei · h1 blanques torre | b7 negres peó · h7 blanques peó · d6 negres peó · g6 negres cavall · g5 blanques peó · d4 negres peó · e4 blanques rei · b2 negres peó · c2 negres rei · h1 blanques torre | b7 negres peó · h7 blanques peó · d6 negres peó · g6 negres cavall · g5 blanques peó · d4 negres peó · e4 blanques rei · b2 negres peó · c2 negres rei · h1 blanques torre | b7 negres peó · h7 blanques peó · d6 negres peó · g6 negres cavall · g5 blanques peó · d4 negres peó · e4 blanques rei · b2 negres peó · c2 negres rei · h1 blanques torre | b7 negres peó · h7 blanques peó · d6 negres peó · g6 negres cavall · g5 blanques peó · d4 negres peó · e4 blanques rei · b2 negres peó · c2 negres rei · h1 blanques torre | b7 negres peó · h7 blanques peó · d6 negres peó · g6 negres cavall · g5 blanques peó · d4 negres peó · e4 blanques rei · b2 negres peó · c2 negres rei · h1 blanques torre | 4 |
| 3 | b7 negres peó · h7 blanques peó · d6 negres peó · g6 negres cavall · g5 blanques peó · d4 negres peó · e4 blanques rei · b2 negres peó · c2 negres rei · h1 blanques torre | b7 negres peó · h7 blanques peó · d6 negres peó · g6 negres cavall · g5 blanques peó · d4 negres peó · e4 blanques rei · b2 negres peó · c2 negres rei · h1 blanques torre | b7 negres peó · h7 blanques peó · d6 negres peó · g6 negres cavall · g5 blanques peó · d4 negres peó · e4 blanques rei · b2 negres peó · c2 negres rei · h1 blanques torre | b7 negres peó · h7 blanques peó · d6 negres peó · g6 negres cavall · g5 blanques peó · d4 negres peó · e4 blanques rei · b2 negres peó · c2 negres rei · h1 blanques torre | b7 negres peó · h7 blanques peó · d6 negres peó · g6 negres cavall · g5 blanques peó · d4 negres peó · e4 blanques rei · b2 negres peó · c2 negres rei · h1 blanques torre | b7 negres peó · h7 blanques peó · d6 negres peó · g6 negres cavall · g5 blanques peó · d4 negres peó · e4 blanques rei · b2 negres peó · c2 negres rei · h1 blanques torre | b7 negres peó · h7 blanques peó · d6 negres peó · g6 negres cavall · g5 blanques peó · d4 negres peó · e4 blanques rei · b2 negres peó · c2 negres rei · h1 blanques torre | b7 negres peó · h7 blanques peó · d6 negres peó · g6 negres cavall · g5 blanques peó · d4 negres peó · e4 blanques rei · b2 negres peó · c2 negres rei · h1 blanques torre | 3 |
| 2 | b7 negres peó · h7 blanques peó · d6 negres peó · g6 negres cavall · g5 blanques peó · d4 negres peó · e4 blanques rei · b2 negres peó · c2 negres rei · h1 blanques torre | b7 negres peó · h7 blanques peó · d6 negres peó · g6 negres cavall · g5 blanques peó · d4 negres peó · e4 blanques rei · b2 negres peó · c2 negres rei · h1 blanques torre | b7 negres peó · h7 blanques peó · d6 negres peó · g6 negres cavall · g5 blanques peó · d4 negres peó · e4 blanques rei · b2 negres peó · c2 negres rei · h1 blanques torre | b7 negres peó · h7 blanques peó · d6 negres peó · g6 negres cavall · g5 blanques peó · d4 negres peó · e4 blanques rei · b2 negres peó · c2 negres rei · h1 blanques torre | b7 negres peó · h7 blanques peó · d6 negres peó · g6 negres cavall · g5 blanques peó · d4 negres peó · e4 blanques rei · b2 negres peó · c2 negres rei · h1 blanques torre | b7 negres peó · h7 blanques peó · d6 negres peó · g6 negres cavall · g5 blanques peó · d4 negres peó · e4 blanques rei · b2 negres peó · c2 negres rei · h1 blanques torre | b7 negres peó · h7 blanques peó · d6 negres peó · g6 negres cavall · g5 blanques peó · d4 negres peó · e4 blanques rei · b2 negres peó · c2 negres rei · h1 blanques torre | b7 negres peó · h7 blanques peó · d6 negres peó · g6 negres cavall · g5 blanques peó · d4 negres peó · e4 blanques rei · b2 negres peó · c2 negres rei · h1 blanques torre | 2 |
| 1 | b7 negres peó · h7 blanques peó · d6 negres peó · g6 negres cavall · g5 blanques peó · d4 negres peó · e4 blanques rei · b2 negres peó · c2 negres rei · h1 blanques torre | b7 negres peó · h7 blanques peó · d6 negres peó · g6 negres cavall · g5 blanques peó · d4 negres peó · e4 blanques rei · b2 negres peó · c2 negres rei · h1 blanques torre | b7 negres peó · h7 blanques peó · d6 negres peó · g6 negres cavall · g5 blanques peó · d4 negres peó · e4 blanques rei · b2 negres peó · c2 negres rei · h1 blanques torre | b7 negres peó · h7 blanques peó · d6 negres peó · g6 negres cavall · g5 blanques peó · d4 negres peó · e4 blanques rei · b2 negres peó · c2 negres rei · h1 blanques torre | b7 negres peó · h7 blanques peó · d6 negres peó · g6 negres cavall · g5 blanques peó · d4 negres peó · e4 blanques rei · b2 negres peó · c2 negres rei · h1 blanques torre | b7 negres peó · h7 blanques peó · d6 negres peó · g6 negres cavall · g5 blanques peó · d4 negres peó · e4 blanques rei · b2 negres peó · c2 negres rei · h1 blanques torre | b7 negres peó · h7 blanques peó · d6 negres peó · g6 negres cavall · g5 blanques peó · d4 negres peó · e4 blanques rei · b2 negres peó · c2 negres rei · h1 blanques torre | b7 negres peó · h7 blanques peó · d6 negres peó · g6 negres cavall · g5 blanques peó · d4 negres peó · e4 blanques rei · b2 negres peó · c2 negres rei · h1 blanques torre | 1 |
|   | a | b | c | d | e | f | g | h |   |

44...Cg6 45.Re4 Rc2 46.Th1
L'equip mundial necessitava avançar el peó-d tant com el peó-b, per tal d'obtenir una segona dama després que en Kaspàrov sacrifiqués la torre per la primera dama. En contra de les recomanacions dels analistes, el nou per cent de l'equip mundial va votar per l'horrible error de promocionar immediatament el peó-b, cosa que perd després de 46...b1=D? 47.Txb1 Rxb1 48.Rxd4. Fou simplement per donar al món l'oportunitat de cometre aquest error que en Kaspàrov va anar amb el rei cap al centre en lloc de directament cap endavant. El rei blanc arribava per donar suport als peons blancs tan ràpidament amb moviments per la diagonal com amb moviments cap endavant, però els moviments per la diagonal permetien amenaces addicionals al centre.
46...d3 47.Rf5
Per a la 47a jugada, els analistes foren novament unànimes, aquest cop recomanant la coronació immediata. Un 15% dels votants estigueren temptats de triar moure encara una mica més el cavall amb 47...Ch8. Això hauria conduït a un final perdut després de 48.g6 d2 49.g7 d1=D 50.Txd1 Rxd1 51.gxh8=D b1=D +, quan les negres no poden fer un escac continu.
|   | a | b | c | d | e | f | g | h |   |
| 8 | h8 blanques dama · b7 negres peó · d6 negres peó · g6 blanques rei · g5 blanques peó · b1 negres rei · d1 negres dama | h8 blanques dama · b7 negres peó · d6 negres peó · g6 blanques rei · g5 blanques peó · b1 negres rei · d1 negres dama | h8 blanques dama · b7 negres peó · d6 negres peó · g6 blanques rei · g5 blanques peó · b1 negres rei · d1 negres dama | h8 blanques dama · b7 negres peó · d6 negres peó · g6 blanques rei · g5 blanques peó · b1 negres rei · d1 negres dama | h8 blanques dama · b7 negres peó · d6 negres peó · g6 blanques rei · g5 blanques peó · b1 negres rei · d1 negres dama | h8 blanques dama · b7 negres peó · d6 negres peó · g6 blanques rei · g5 blanques peó · b1 negres rei · d1 negres dama | h8 blanques dama · b7 negres peó · d6 negres peó · g6 blanques rei · g5 blanques peó · b1 negres rei · d1 negres dama | h8 blanques dama · b7 negres peó · d6 negres peó · g6 blanques rei · g5 blanques peó · b1 negres rei · d1 negres dama | 8 |
| 7 | h8 blanques dama · b7 negres peó · d6 negres peó · g6 blanques rei · g5 blanques peó · b1 negres rei · d1 negres dama | h8 blanques dama · b7 negres peó · d6 negres peó · g6 blanques rei · g5 blanques peó · b1 negres rei · d1 negres dama | h8 blanques dama · b7 negres peó · d6 negres peó · g6 blanques rei · g5 blanques peó · b1 negres rei · d1 negres dama | h8 blanques dama · b7 negres peó · d6 negres peó · g6 blanques rei · g5 blanques peó · b1 negres rei · d1 negres dama | h8 blanques dama · b7 negres peó · d6 negres peó · g6 blanques rei · g5 blanques peó · b1 negres rei · d1 negres dama | h8 blanques dama · b7 negres peó · d6 negres peó · g6 blanques rei · g5 blanques peó · b1 negres rei · d1 negres dama | h8 blanques dama · b7 negres peó · d6 negres peó · g6 blanques rei · g5 blanques peó · b1 negres rei · d1 negres dama | h8 blanques dama · b7 negres peó · d6 negres peó · g6 blanques rei · g5 blanques peó · b1 negres rei · d1 negres dama | 7 |
| 6 | h8 blanques dama · b7 negres peó · d6 negres peó · g6 blanques rei · g5 blanques peó · b1 negres rei · d1 negres dama | h8 blanques dama · b7 negres peó · d6 negres peó · g6 blanques rei · g5 blanques peó · b1 negres rei · d1 negres dama | h8 blanques dama · b7 negres peó · d6 negres peó · g6 blanques rei · g5 blanques peó · b1 negres rei · d1 negres dama | h8 blanques dama · b7 negres peó · d6 negres peó · g6 blanques rei · g5 blanques peó · b1 negres rei · d1 negres dama | h8 blanques dama · b7 negres peó · d6 negres peó · g6 blanques rei · g5 blanques peó · b1 negres rei · d1 negres dama | h8 blanques dama · b7 negres peó · d6 negres peó · g6 blanques rei · g5 blanques peó · b1 negres rei · d1 negres dama | h8 blanques dama · b7 negres peó · d6 negres peó · g6 blanques rei · g5 blanques peó · b1 negres rei · d1 negres dama | h8 blanques dama · b7 negres peó · d6 negres peó · g6 blanques rei · g5 blanques peó · b1 negres rei · d1 negres dama | 6 |
| 5 | h8 blanques dama · b7 negres peó · d6 negres peó · g6 blanques rei · g5 blanques peó · b1 negres rei · d1 negres dama | h8 blanques dama · b7 negres peó · d6 negres peó · g6 blanques rei · g5 blanques peó · b1 negres rei · d1 negres dama | h8 blanques dama · b7 negres peó · d6 negres peó · g6 blanques rei · g5 blanques peó · b1 negres rei · d1 negres dama | h8 blanques dama · b7 negres peó · d6 negres peó · g6 blanques rei · g5 blanques peó · b1 negres rei · d1 negres dama | h8 blanques dama · b7 negres peó · d6 negres peó · g6 blanques rei · g5 blanques peó · b1 negres rei · d1 negres dama | h8 blanques dama · b7 negres peó · d6 negres peó · g6 blanques rei · g5 blanques peó · b1 negres rei · d1 negres dama | h8 blanques dama · b7 negres peó · d6 negres peó · g6 blanques rei · g5 blanques peó · b1 negres rei · d1 negres dama | h8 blanques dama · b7 negres peó · d6 negres peó · g6 blanques rei · g5 blanques peó · b1 negres rei · d1 negres dama | 5 |
| 4 | h8 blanques dama · b7 negres peó · d6 negres peó · g6 blanques rei · g5 blanques peó · b1 negres rei · d1 negres dama | h8 blanques dama · b7 negres peó · d6 negres peó · g6 blanques rei · g5 blanques peó · b1 negres rei · d1 negres dama | h8 blanques dama · b7 negres peó · d6 negres peó · g6 blanques rei · g5 blanques peó · b1 negres rei · d1 negres dama | h8 blanques dama · b7 negres peó · d6 negres peó · g6 blanques rei · g5 blanques peó · b1 negres rei · d1 negres dama | h8 blanques dama · b7 negres peó · d6 negres peó · g6 blanques rei · g5 blanques peó · b1 negres rei · d1 negres dama | h8 blanques dama · b7 negres peó · d6 negres peó · g6 blanques rei · g5 blanques peó · b1 negres rei · d1 negres dama | h8 blanques dama · b7 negres peó · d6 negres peó · g6 blanques rei · g5 blanques peó · b1 negres rei · d1 negres dama | h8 blanques dama · b7 negres peó · d6 negres peó · g6 blanques rei · g5 blanques peó · b1 negres rei · d1 negres dama | 4 |
| 3 | h8 blanques dama · b7 negres peó · d6 negres peó · g6 blanques rei · g5 blanques peó · b1 negres rei · d1 negres dama | h8 blanques dama · b7 negres peó · d6 negres peó · g6 blanques rei · g5 blanques peó · b1 negres rei · d1 negres dama | h8 blanques dama · b7 negres peó · d6 negres peó · g6 blanques rei · g5 blanques peó · b1 negres rei · d1 negres dama | h8 blanques dama · b7 negres peó · d6 negres peó · g6 blanques rei · g5 blanques peó · b1 negres rei · d1 negres dama | h8 blanques dama · b7 negres peó · d6 negres peó · g6 blanques rei · g5 blanques peó · b1 negres rei · d1 negres dama | h8 blanques dama · b7 negres peó · d6 negres peó · g6 blanques rei · g5 blanques peó · b1 negres rei · d1 negres dama | h8 blanques dama · b7 negres peó · d6 negres peó · g6 blanques rei · g5 blanques peó · b1 negres rei · d1 negres dama | h8 blanques dama · b7 negres peó · d6 negres peó · g6 blanques rei · g5 blanques peó · b1 negres rei · d1 negres dama | 3 |
| 2 | h8 blanques dama · b7 negres peó · d6 negres peó · g6 blanques rei · g5 blanques peó · b1 negres rei · d1 negres dama | h8 blanques dama · b7 negres peó · d6 negres peó · g6 blanques rei · g5 blanques peó · b1 negres rei · d1 negres dama | h8 blanques dama · b7 negres peó · d6 negres peó · g6 blanques rei · g5 blanques peó · b1 negres rei · d1 negres dama | h8 blanques dama · b7 negres peó · d6 negres peó · g6 blanques rei · g5 blanques peó · b1 negres rei · d1 negres dama | h8 blanques dama · b7 negres peó · d6 negres peó · g6 blanques rei · g5 blanques peó · b1 negres rei · d1 negres dama | h8 blanques dama · b7 negres peó · d6 negres peó · g6 blanques rei · g5 blanques peó · b1 negres rei · d1 negres dama | h8 blanques dama · b7 negres peó · d6 negres peó · g6 blanques rei · g5 blanques peó · b1 negres rei · d1 negres dama | h8 blanques dama · b7 negres peó · d6 negres peó · g6 blanques rei · g5 blanques peó · b1 negres rei · d1 negres dama | 2 |
| 1 | h8 blanques dama · b7 negres peó · d6 negres peó · g6 blanques rei · g5 blanques peó · b1 negres rei · d1 negres dama | h8 blanques dama · b7 negres peó · d6 negres peó · g6 blanques rei · g5 blanques peó · b1 negres rei · d1 negres dama | h8 blanques dama · b7 negres peó · d6 negres peó · g6 blanques rei · g5 blanques peó · b1 negres rei · d1 negres dama | h8 blanques dama · b7 negres peó · d6 negres peó · g6 blanques rei · g5 blanques peó · b1 negres rei · d1 negres dama | h8 blanques dama · b7 negres peó · d6 negres peó · g6 blanques rei · g5 blanques peó · b1 negres rei · d1 negres dama | h8 blanques dama · b7 negres peó · d6 negres peó · g6 blanques rei · g5 blanques peó · b1 negres rei · d1 negres dama | h8 blanques dama · b7 negres peó · d6 negres peó · g6 blanques rei · g5 blanques peó · b1 negres rei · d1 negres dama | h8 blanques dama · b7 negres peó · d6 negres peó · g6 blanques rei · g5 blanques peó · b1 negres rei · d1 negres dama | 1 |
|   | a | b | c | d | e | f | g | h |   |

47...b1=D 48.Txb1 Rxb1 49.Rxg6 d2 50.h8=D d1=D
La cursa per la coronació ha acabat en empat! La posició, de tota manera, no estava igualada. El peó-g de Kaspàrov estava molt avançat, i era una amenaça imminent de nova dama, mentre que els peons de l'equip mundial eren potencialment més passius que actius, en tant que haurien de donar refugi al rei blanc contra els escacs amb què estava amenaçat. El pla general de defensa per l'equip mundial era situar el seu rei favorablement, de manera que en Kaspàrov no pogués amenaçar un canvi de dames mortal, i llavors fer escacs al rei de Kaspàrov per evitar que coronés el peó-g. En algunes línies l'equip mundial podria obtenir contrajoc tot avançant els seus propis peons, però aquesta era una estratègia secundària.
L'equip mundial s'havia basat en gran manera en anàlisis d'ordinador durant gran part de la partida, però fou en aquest moment quan els motors d'escacs van començar a fer suggeriments realment valuosos. Aquest tipus de situació és rara vegada compresa pels ordinadors, llevat que apliquin les taules de finals. L'octubre de 1999, però, no hi havia taules de finals de set peces, que eren justament les que quedaven en la posició. Un cop la partida havia acabat, el suís Peter Karrer va construir una taula de finals amb l'objectiu específic d'entendre aquest final. Amb l'ajuda de la taula de finals, Krush i l'MI Ken Regan van poder demostrar que la posició després del 50è moviment de l'equip mundial era taules amb un joc perfecte per ambdós bàndols. Tant en Kaspàrov com el butlletí del torneig sospitaven que la posició era taules, però tal com el curs dels esdeveniments va demostrar, cap d'ells comprenia totalment la posició encara.
Alguns membres de l'equip mundial van tractar d'obtenir coneixements sobre la posició mitjançant la consulta de taules de finals de cinc peces, sense els peons negres, i se'ls va animar a trobar una posició de taules mortes. Desafortunadament per l'equip mundial, els peons negre addicionals compliquen enormement la posició, i no són necessàriament un avantatge per a l'equip del món. Per exemple, sorgien posicions d'anàlisi que serien taules teòricament amb dos peons negres al seu lloc, però que serien guanyades per les blanques en cas que els peons no fossin exactament allà, i després una altra vegada taules amb els dos peons negres desapareguts. Avui en dia les taules de finals de sis peces estan disponibles de franc a la web.

### Moviments 51–62
51.Dh7
Aquest moviment amenaça de guanyar un temps tot avançant el rei amb un escac a la descoberta. El tauler d'anuncis i també Krush proposaren la resposta 51...Ra1, la qual en Kaspàrov va dir més tard que pensava que eren taules mortes, i que les posteriors taules de finals confirmaren. Però Felecan recomanà 51...d5 i Paehtz 51...b5, mentre que Bacrot no va dir res. Per primer cop en 40 moviments, la recomanació de Krush no va ser seleccionada, rebent només un 34% dels vots, contra un 39% per 51...b5.
Una possible explicació per aquesta selecció va aparèixer quan algú que deia dir-se "Jose Unodos" va presumir que havia manipulat la votació a favor del suggeriment de Paehtz 51... b7-b5 en lloc de Rb1-a1 que Krush i molts d'altres pensaven que era la millor jugada. Fins i tot, explicava com s'ho havia fet.
51...b5?! 52.Rf6+
El tauler d'anuncis i Krush van arribar a la conclusió que ara 52...Rc1 oferia les millors possibilitats de mantenir la igualtat, i les taules de finals posteriorment ho varen confirmar. Les anàlisis de la partida fetes per un programa d'ordinador especial fet per Peter Karrer per valorar la posició, dues setmanes més tard de la partida, indicà:
si 52...Rc1! (la jugada de la partida fou finalment 52....Rb2), 53. De4! Df1+, 54. Re7 b4. Aquí, si 55. Db4, les negres haurien de trobar 55...Df5 (única jugada), 56. Dc3+ Rb1, 57. Df6 de4+ (única jugada), 58. Rf7 Dc4!+, 59. Rg7 d5 (única jugada), i les negres podrien entaular. Així, 55. g6! Dg1!, 56. Df4+ Rd1!, 57. Rf7 b3=. També si 55. g6 Dg1, 56. Dc4+ Rd1, 57. Dd3+ Rc1—i aquí les blanques no poden progressar teòricament.
Això no obstant, amb la recomanació de Bacrot era 52...Ra1, mentre que tant Felecan com Paehtz afavoriren 52...Rb2, moviment que va rebre un suport del 42%. La idea era usar el rei per donar suport al peó-b cap a la promoció, però no funciona massa.
52...Rb2?
Les taules de finals motren que en Kaspàrov podria haver començat una victòria forçada amb 53.De4, però el camí era tan difícil que no va poder trobar-lo. Aquesta posició no havia estat mai analitzada per la teoria prèvia de finals, i fins i tot el Campió del món no en va preveure tots els trucs. En lloc d'això, en Kaspàrov va fer una maniobra de dama que semblava raonable, tot i que era inadeqüada, per salvar el seu rei dels escacs a la columna-f:
|   | a | b | c | d | e | f | g | h |   |
| 8 | d6 negres peó · f6 blanques rei · b5 negres peó · g5 blanques peó · f4 blanques dama · a1 negres rei · d1 negres dama | d6 negres peó · f6 blanques rei · b5 negres peó · g5 blanques peó · f4 blanques dama · a1 negres rei · d1 negres dama | d6 negres peó · f6 blanques rei · b5 negres peó · g5 blanques peó · f4 blanques dama · a1 negres rei · d1 negres dama | d6 negres peó · f6 blanques rei · b5 negres peó · g5 blanques peó · f4 blanques dama · a1 negres rei · d1 negres dama | d6 negres peó · f6 blanques rei · b5 negres peó · g5 blanques peó · f4 blanques dama · a1 negres rei · d1 negres dama | d6 negres peó · f6 blanques rei · b5 negres peó · g5 blanques peó · f4 blanques dama · a1 negres rei · d1 negres dama | d6 negres peó · f6 blanques rei · b5 negres peó · g5 blanques peó · f4 blanques dama · a1 negres rei · d1 negres dama | d6 negres peó · f6 blanques rei · b5 negres peó · g5 blanques peó · f4 blanques dama · a1 negres rei · d1 negres dama | 8 |
| 7 | d6 negres peó · f6 blanques rei · b5 negres peó · g5 blanques peó · f4 blanques dama · a1 negres rei · d1 negres dama | d6 negres peó · f6 blanques rei · b5 negres peó · g5 blanques peó · f4 blanques dama · a1 negres rei · d1 negres dama | d6 negres peó · f6 blanques rei · b5 negres peó · g5 blanques peó · f4 blanques dama · a1 negres rei · d1 negres dama | d6 negres peó · f6 blanques rei · b5 negres peó · g5 blanques peó · f4 blanques dama · a1 negres rei · d1 negres dama | d6 negres peó · f6 blanques rei · b5 negres peó · g5 blanques peó · f4 blanques dama · a1 negres rei · d1 negres dama | d6 negres peó · f6 blanques rei · b5 negres peó · g5 blanques peó · f4 blanques dama · a1 negres rei · d1 negres dama | d6 negres peó · f6 blanques rei · b5 negres peó · g5 blanques peó · f4 blanques dama · a1 negres rei · d1 negres dama | d6 negres peó · f6 blanques rei · b5 negres peó · g5 blanques peó · f4 blanques dama · a1 negres rei · d1 negres dama | 7 |
| 6 | d6 negres peó · f6 blanques rei · b5 negres peó · g5 blanques peó · f4 blanques dama · a1 negres rei · d1 negres dama | d6 negres peó · f6 blanques rei · b5 negres peó · g5 blanques peó · f4 blanques dama · a1 negres rei · d1 negres dama | d6 negres peó · f6 blanques rei · b5 negres peó · g5 blanques peó · f4 blanques dama · a1 negres rei · d1 negres dama | d6 negres peó · f6 blanques rei · b5 negres peó · g5 blanques peó · f4 blanques dama · a1 negres rei · d1 negres dama | d6 negres peó · f6 blanques rei · b5 negres peó · g5 blanques peó · f4 blanques dama · a1 negres rei · d1 negres dama | d6 negres peó · f6 blanques rei · b5 negres peó · g5 blanques peó · f4 blanques dama · a1 negres rei · d1 negres dama | d6 negres peó · f6 blanques rei · b5 negres peó · g5 blanques peó · f4 blanques dama · a1 negres rei · d1 negres dama | d6 negres peó · f6 blanques rei · b5 negres peó · g5 blanques peó · f4 blanques dama · a1 negres rei · d1 negres dama | 6 |
| 5 | d6 negres peó · f6 blanques rei · b5 negres peó · g5 blanques peó · f4 blanques dama · a1 negres rei · d1 negres dama | d6 negres peó · f6 blanques rei · b5 negres peó · g5 blanques peó · f4 blanques dama · a1 negres rei · d1 negres dama | d6 negres peó · f6 blanques rei · b5 negres peó · g5 blanques peó · f4 blanques dama · a1 negres rei · d1 negres dama | d6 negres peó · f6 blanques rei · b5 negres peó · g5 blanques peó · f4 blanques dama · a1 negres rei · d1 negres dama | d6 negres peó · f6 blanques rei · b5 negres peó · g5 blanques peó · f4 blanques dama · a1 negres rei · d1 negres dama | d6 negres peó · f6 blanques rei · b5 negres peó · g5 blanques peó · f4 blanques dama · a1 negres rei · d1 negres dama | d6 negres peó · f6 blanques rei · b5 negres peó · g5 blanques peó · f4 blanques dama · a1 negres rei · d1 negres dama | d6 negres peó · f6 blanques rei · b5 negres peó · g5 blanques peó · f4 blanques dama · a1 negres rei · d1 negres dama | 5 |
| 4 | d6 negres peó · f6 blanques rei · b5 negres peó · g5 blanques peó · f4 blanques dama · a1 negres rei · d1 negres dama | d6 negres peó · f6 blanques rei · b5 negres peó · g5 blanques peó · f4 blanques dama · a1 negres rei · d1 negres dama | d6 negres peó · f6 blanques rei · b5 negres peó · g5 blanques peó · f4 blanques dama · a1 negres rei · d1 negres dama | d6 negres peó · f6 blanques rei · b5 negres peó · g5 blanques peó · f4 blanques dama · a1 negres rei · d1 negres dama | d6 negres peó · f6 blanques rei · b5 negres peó · g5 blanques peó · f4 blanques dama · a1 negres rei · d1 negres dama | d6 negres peó · f6 blanques rei · b5 negres peó · g5 blanques peó · f4 blanques dama · a1 negres rei · d1 negres dama | d6 negres peó · f6 blanques rei · b5 negres peó · g5 blanques peó · f4 blanques dama · a1 negres rei · d1 negres dama | d6 negres peó · f6 blanques rei · b5 negres peó · g5 blanques peó · f4 blanques dama · a1 negres rei · d1 negres dama | 4 |
| 3 | d6 negres peó · f6 blanques rei · b5 negres peó · g5 blanques peó · f4 blanques dama · a1 negres rei · d1 negres dama | d6 negres peó · f6 blanques rei · b5 negres peó · g5 blanques peó · f4 blanques dama · a1 negres rei · d1 negres dama | d6 negres peó · f6 blanques rei · b5 negres peó · g5 blanques peó · f4 blanques dama · a1 negres rei · d1 negres dama | d6 negres peó · f6 blanques rei · b5 negres peó · g5 blanques peó · f4 blanques dama · a1 negres rei · d1 negres dama | d6 negres peó · f6 blanques rei · b5 negres peó · g5 blanques peó · f4 blanques dama · a1 negres rei · d1 negres dama | d6 negres peó · f6 blanques rei · b5 negres peó · g5 blanques peó · f4 blanques dama · a1 negres rei · d1 negres dama | d6 negres peó · f6 blanques rei · b5 negres peó · g5 blanques peó · f4 blanques dama · a1 negres rei · d1 negres dama | d6 negres peó · f6 blanques rei · b5 negres peó · g5 blanques peó · f4 blanques dama · a1 negres rei · d1 negres dama | 3 |
| 2 | d6 negres peó · f6 blanques rei · b5 negres peó · g5 blanques peó · f4 blanques dama · a1 negres rei · d1 negres dama | d6 negres peó · f6 blanques rei · b5 negres peó · g5 blanques peó · f4 blanques dama · a1 negres rei · d1 negres dama | d6 negres peó · f6 blanques rei · b5 negres peó · g5 blanques peó · f4 blanques dama · a1 negres rei · d1 negres dama | d6 negres peó · f6 blanques rei · b5 negres peó · g5 blanques peó · f4 blanques dama · a1 negres rei · d1 negres dama | d6 negres peó · f6 blanques rei · b5 negres peó · g5 blanques peó · f4 blanques dama · a1 negres rei · d1 negres dama | d6 negres peó · f6 blanques rei · b5 negres peó · g5 blanques peó · f4 blanques dama · a1 negres rei · d1 negres dama | d6 negres peó · f6 blanques rei · b5 negres peó · g5 blanques peó · f4 blanques dama · a1 negres rei · d1 negres dama | d6 negres peó · f6 blanques rei · b5 negres peó · g5 blanques peó · f4 blanques dama · a1 negres rei · d1 negres dama | 2 |
| 1 | d6 negres peó · f6 blanques rei · b5 negres peó · g5 blanques peó · f4 blanques dama · a1 negres rei · d1 negres dama | d6 negres peó · f6 blanques rei · b5 negres peó · g5 blanques peó · f4 blanques dama · a1 negres rei · d1 negres dama | d6 negres peó · f6 blanques rei · b5 negres peó · g5 blanques peó · f4 blanques dama · a1 negres rei · d1 negres dama | d6 negres peó · f6 blanques rei · b5 negres peó · g5 blanques peó · f4 blanques dama · a1 negres rei · d1 negres dama | d6 negres peó · f6 blanques rei · b5 negres peó · g5 blanques peó · f4 blanques dama · a1 negres rei · d1 negres dama | d6 negres peó · f6 blanques rei · b5 negres peó · g5 blanques peó · f4 blanques dama · a1 negres rei · d1 negres dama | d6 negres peó · f6 blanques rei · b5 negres peó · g5 blanques peó · f4 blanques dama · a1 negres rei · d1 negres dama | d6 negres peó · f6 blanques rei · b5 negres peó · g5 blanques peó · f4 blanques dama · a1 negres rei · d1 negres dama | 1 |
|   | a | b | c | d | e | f | g | h |   |

53.Dh2+?! Ra1! 54.Df4
Kaspàrov va donar a l'equip mundial una oportunitat de, malgrat tot, salvar les taules, en cas d'una defensa acurada. Krush i d'altres al fòrum de l'MSN recomanaren de sacrificar el peó-b amb 54...b4 per tal de permetre la dama negra de fer escacs a la columna-f. Això era degut en part a la necessitat de les bases de finals d'assumir canvis per tal d'arribar a una conclusió lliure d'errors, pel procediment de reduir el nombre de peces i de possibilitats. En Bacrot advocava per centralitzar la dama negra amb 54...Dd5!, mentre que Felecan i Paehtz suggerien 54...Dd3.
Anàlisis posteriors mostraren que la recomanació de Bacrot podria haver mantingut les taules d'una manera relativament comprensible, mentre que la de Felecan i Paehtz també, però després d'una seqüència desesperadament enginyosa. En canvi, la jugada de Krush concedia en Kaspàrov una victòria forçada, si la sabés trobar.

|   | a | b | c | d | e | f | g | h |   |
| 8 | g7 blanques rei · g6 blanques peó · d5 negres peó · d4 blanques dama · f3 negres dama · b1 negres rei | g7 blanques rei · g6 blanques peó · d5 negres peó · d4 blanques dama · f3 negres dama · b1 negres rei | g7 blanques rei · g6 blanques peó · d5 negres peó · d4 blanques dama · f3 negres dama · b1 negres rei | g7 blanques rei · g6 blanques peó · d5 negres peó · d4 blanques dama · f3 negres dama · b1 negres rei | g7 blanques rei · g6 blanques peó · d5 negres peó · d4 blanques dama · f3 negres dama · b1 negres rei | g7 blanques rei · g6 blanques peó · d5 negres peó · d4 blanques dama · f3 negres dama · b1 negres rei | g7 blanques rei · g6 blanques peó · d5 negres peó · d4 blanques dama · f3 negres dama · b1 negres rei | g7 blanques rei · g6 blanques peó · d5 negres peó · d4 blanques dama · f3 negres dama · b1 negres rei | 8 |
| 7 | g7 blanques rei · g6 blanques peó · d5 negres peó · d4 blanques dama · f3 negres dama · b1 negres rei | g7 blanques rei · g6 blanques peó · d5 negres peó · d4 blanques dama · f3 negres dama · b1 negres rei | g7 blanques rei · g6 blanques peó · d5 negres peó · d4 blanques dama · f3 negres dama · b1 negres rei | g7 blanques rei · g6 blanques peó · d5 negres peó · d4 blanques dama · f3 negres dama · b1 negres rei | g7 blanques rei · g6 blanques peó · d5 negres peó · d4 blanques dama · f3 negres dama · b1 negres rei | g7 blanques rei · g6 blanques peó · d5 negres peó · d4 blanques dama · f3 negres dama · b1 negres rei | g7 blanques rei · g6 blanques peó · d5 negres peó · d4 blanques dama · f3 negres dama · b1 negres rei | g7 blanques rei · g6 blanques peó · d5 negres peó · d4 blanques dama · f3 negres dama · b1 negres rei | 7 |
| 6 | g7 blanques rei · g6 blanques peó · d5 negres peó · d4 blanques dama · f3 negres dama · b1 negres rei | g7 blanques rei · g6 blanques peó · d5 negres peó · d4 blanques dama · f3 negres dama · b1 negres rei | g7 blanques rei · g6 blanques peó · d5 negres peó · d4 blanques dama · f3 negres dama · b1 negres rei | g7 blanques rei · g6 blanques peó · d5 negres peó · d4 blanques dama · f3 negres dama · b1 negres rei | g7 blanques rei · g6 blanques peó · d5 negres peó · d4 blanques dama · f3 negres dama · b1 negres rei | g7 blanques rei · g6 blanques peó · d5 negres peó · d4 blanques dama · f3 negres dama · b1 negres rei | g7 blanques rei · g6 blanques peó · d5 negres peó · d4 blanques dama · f3 negres dama · b1 negres rei | g7 blanques rei · g6 blanques peó · d5 negres peó · d4 blanques dama · f3 negres dama · b1 negres rei | 6 |
| 5 | g7 blanques rei · g6 blanques peó · d5 negres peó · d4 blanques dama · f3 negres dama · b1 negres rei | g7 blanques rei · g6 blanques peó · d5 negres peó · d4 blanques dama · f3 negres dama · b1 negres rei | g7 blanques rei · g6 blanques peó · d5 negres peó · d4 blanques dama · f3 negres dama · b1 negres rei | g7 blanques rei · g6 blanques peó · d5 negres peó · d4 blanques dama · f3 negres dama · b1 negres rei | g7 blanques rei · g6 blanques peó · d5 negres peó · d4 blanques dama · f3 negres dama · b1 negres rei | g7 blanques rei · g6 blanques peó · d5 negres peó · d4 blanques dama · f3 negres dama · b1 negres rei | g7 blanques rei · g6 blanques peó · d5 negres peó · d4 blanques dama · f3 negres dama · b1 negres rei | g7 blanques rei · g6 blanques peó · d5 negres peó · d4 blanques dama · f3 negres dama · b1 negres rei | 5 |
| 4 | g7 blanques rei · g6 blanques peó · d5 negres peó · d4 blanques dama · f3 negres dama · b1 negres rei | g7 blanques rei · g6 blanques peó · d5 negres peó · d4 blanques dama · f3 negres dama · b1 negres rei | g7 blanques rei · g6 blanques peó · d5 negres peó · d4 blanques dama · f3 negres dama · b1 negres rei | g7 blanques rei · g6 blanques peó · d5 negres peó · d4 blanques dama · f3 negres dama · b1 negres rei | g7 blanques rei · g6 blanques peó · d5 negres peó · d4 blanques dama · f3 negres dama · b1 negres rei | g7 blanques rei · g6 blanques peó · d5 negres peó · d4 blanques dama · f3 negres dama · b1 negres rei | g7 blanques rei · g6 blanques peó · d5 negres peó · d4 blanques dama · f3 negres dama · b1 negres rei | g7 blanques rei · g6 blanques peó · d5 negres peó · d4 blanques dama · f3 negres dama · b1 negres rei | 4 |
| 3 | g7 blanques rei · g6 blanques peó · d5 negres peó · d4 blanques dama · f3 negres dama · b1 negres rei | g7 blanques rei · g6 blanques peó · d5 negres peó · d4 blanques dama · f3 negres dama · b1 negres rei | g7 blanques rei · g6 blanques peó · d5 negres peó · d4 blanques dama · f3 negres dama · b1 negres rei | g7 blanques rei · g6 blanques peó · d5 negres peó · d4 blanques dama · f3 negres dama · b1 negres rei | g7 blanques rei · g6 blanques peó · d5 negres peó · d4 blanques dama · f3 negres dama · b1 negres rei | g7 blanques rei · g6 blanques peó · d5 negres peó · d4 blanques dama · f3 negres dama · b1 negres rei | g7 blanques rei · g6 blanques peó · d5 negres peó · d4 blanques dama · f3 negres dama · b1 negres rei | g7 blanques rei · g6 blanques peó · d5 negres peó · d4 blanques dama · f3 negres dama · b1 negres rei | 3 |
| 2 | g7 blanques rei · g6 blanques peó · d5 negres peó · d4 blanques dama · f3 negres dama · b1 negres rei | g7 blanques rei · g6 blanques peó · d5 negres peó · d4 blanques dama · f3 negres dama · b1 negres rei | g7 blanques rei · g6 blanques peó · d5 negres peó · d4 blanques dama · f3 negres dama · b1 negres rei | g7 blanques rei · g6 blanques peó · d5 negres peó · d4 blanques dama · f3 negres dama · b1 negres rei | g7 blanques rei · g6 blanques peó · d5 negres peó · d4 blanques dama · f3 negres dama · b1 negres rei | g7 blanques rei · g6 blanques peó · d5 negres peó · d4 blanques dama · f3 negres dama · b1 negres rei | g7 blanques rei · g6 blanques peó · d5 negres peó · d4 blanques dama · f3 negres dama · b1 negres rei | g7 blanques rei · g6 blanques peó · d5 negres peó · d4 blanques dama · f3 negres dama · b1 negres rei | 2 |
| 1 | g7 blanques rei · g6 blanques peó · d5 negres peó · d4 blanques dama · f3 negres dama · b1 negres rei | g7 blanques rei · g6 blanques peó · d5 negres peó · d4 blanques dama · f3 negres dama · b1 negres rei | g7 blanques rei · g6 blanques peó · d5 negres peó · d4 blanques dama · f3 negres dama · b1 negres rei | g7 blanques rei · g6 blanques peó · d5 negres peó · d4 blanques dama · f3 negres dama · b1 negres rei | g7 blanques rei · g6 blanques peó · d5 negres peó · d4 blanques dama · f3 negres dama · b1 negres rei | g7 blanques rei · g6 blanques peó · d5 negres peó · d4 blanques dama · f3 negres dama · b1 negres rei | g7 blanques rei · g6 blanques peó · d5 negres peó · d4 blanques dama · f3 negres dama · b1 negres rei | g7 blanques rei · g6 blanques peó · d5 negres peó · d4 blanques dama · f3 negres dama · b1 negres rei | 1 |
|   | a | b | c | d | e | f | g | h |   |

54...b4? 55.Dxb4
S'ha plantejat un final de sis peces; www.shredderchess.com té una taula de finals disponible per aquesta mena de posicions; després de 55. Dxb4 la taula mostra que les blanques guanyen en 82 moviments!, amb una seqüència gens fàcil de trobar per cap dels dos bàndols, i amb la millor defensa començant per 55....Df1+. En lloc d'això, el joc va continuar
55...Df3+ 56.Rg7 d5 57.Dd4+ Rb1 58.g6 
Kaspàrov va jugar forçadament els moviments 55–57, i l'equip mundial va respondre cada cop amb la millor jugada possible, per una gran majoria. Al moviment 58 hi va haver un altre moment de controvèrsia. Tant 58...De4 com 58...Df5 semblaven raonables, però el tauler d'anuncis havia analitzat que la primera conduïa a una derrota forçada, i per això Krush va actuar correctament recomanant la primera. Degut a un problema tècnic amb l'e-mail, la seva recomanació no va ser rebuda a temps al lloc de l'MSN, i la votació es va fer durant la major part del temps amb les recomanacions de Bacrot i Paehtz de 58...De4 mentre que només Felecan afavoria 58...Df5. Quan la jugada més feble va guanyar la votació per un 49% contra un 44%, hi va haver reclamacions des del tauler d'anuncis indicant que el resultat de la partida quedava invalidat degut al retard en arribar de la recomanació de Krush.
Kaspàrov va admetre que 58...Df5 hauria ofert més resistència, però va dir que també era perdedora, i va publicar una "victòria forçada". Les taules de finals publicades posteriorment varen mostrar un error en les anàlisis de Kaspàrov, però confirmaren que 58...Df5 no hauria pogut salvar les taules amb el millor joc per ambdós bàndols.
58...De4 59.Dg1+
En aquest punt, diversos membres descontents del tauler d'anuncis suggeriren 59...De1??, que hauria conduït ràpidament a una victòria de Kaspàrov. Aquest suggeriment expressava frustració per com s'havia procedit amb la jugada 58a. Molts dels participants estaven enfadats per la fallada tècnica de l'e-mail, la qual opinaven que havia estat la causa de la posició perdedora en què es trobaven. El moviment 59...De1?? va obtenir la majoria dels vots, però Microsoft els va invalidar, al·legant que havia ocorregut una tupinada. MSN va anunciar també que aquesta fou l'única jugada en què havia passat això a un nivell significatiu, tot i que alguns jugadors havien publicat anteriorment una tècnica de tupinada indicant que l'havien usada alguns moviments abans. Això va fer que molts jugadors s'enfadessin encara més. Com que s'havia reconegut que podria haver-hi hagut alguna tupinada en les votacions, alguns pensaren que igualment 59...De1?? hauria d'haver guanyat la votació igualment. MSN va refusar de tornar a fer recompte, ja que no era possible una anàlisi independent dels vots 2008. A causa de les queixes, Microsoft va afegir la possibilitat d'abandonar per a la propera votació, que va obtenir el 28% dels vots.
|   | a | b | c | d | e | f | g | h |   |
| 8 | g7 blanques peó · f6 blanques rei · d4 negres peó · e4 negres dama · f2 blanques dama · c1 negres rei | g7 blanques peó · f6 blanques rei · d4 negres peó · e4 negres dama · f2 blanques dama · c1 negres rei | g7 blanques peó · f6 blanques rei · d4 negres peó · e4 negres dama · f2 blanques dama · c1 negres rei | g7 blanques peó · f6 blanques rei · d4 negres peó · e4 negres dama · f2 blanques dama · c1 negres rei | g7 blanques peó · f6 blanques rei · d4 negres peó · e4 negres dama · f2 blanques dama · c1 negres rei | g7 blanques peó · f6 blanques rei · d4 negres peó · e4 negres dama · f2 blanques dama · c1 negres rei | g7 blanques peó · f6 blanques rei · d4 negres peó · e4 negres dama · f2 blanques dama · c1 negres rei | g7 blanques peó · f6 blanques rei · d4 negres peó · e4 negres dama · f2 blanques dama · c1 negres rei | 8 |
| 7 | g7 blanques peó · f6 blanques rei · d4 negres peó · e4 negres dama · f2 blanques dama · c1 negres rei | g7 blanques peó · f6 blanques rei · d4 negres peó · e4 negres dama · f2 blanques dama · c1 negres rei | g7 blanques peó · f6 blanques rei · d4 negres peó · e4 negres dama · f2 blanques dama · c1 negres rei | g7 blanques peó · f6 blanques rei · d4 negres peó · e4 negres dama · f2 blanques dama · c1 negres rei | g7 blanques peó · f6 blanques rei · d4 negres peó · e4 negres dama · f2 blanques dama · c1 negres rei | g7 blanques peó · f6 blanques rei · d4 negres peó · e4 negres dama · f2 blanques dama · c1 negres rei | g7 blanques peó · f6 blanques rei · d4 negres peó · e4 negres dama · f2 blanques dama · c1 negres rei | g7 blanques peó · f6 blanques rei · d4 negres peó · e4 negres dama · f2 blanques dama · c1 negres rei | 7 |
| 6 | g7 blanques peó · f6 blanques rei · d4 negres peó · e4 negres dama · f2 blanques dama · c1 negres rei | g7 blanques peó · f6 blanques rei · d4 negres peó · e4 negres dama · f2 blanques dama · c1 negres rei | g7 blanques peó · f6 blanques rei · d4 negres peó · e4 negres dama · f2 blanques dama · c1 negres rei | g7 blanques peó · f6 blanques rei · d4 negres peó · e4 negres dama · f2 blanques dama · c1 negres rei | g7 blanques peó · f6 blanques rei · d4 negres peó · e4 negres dama · f2 blanques dama · c1 negres rei | g7 blanques peó · f6 blanques rei · d4 negres peó · e4 negres dama · f2 blanques dama · c1 negres rei | g7 blanques peó · f6 blanques rei · d4 negres peó · e4 negres dama · f2 blanques dama · c1 negres rei | g7 blanques peó · f6 blanques rei · d4 negres peó · e4 negres dama · f2 blanques dama · c1 negres rei | 6 |
| 5 | g7 blanques peó · f6 blanques rei · d4 negres peó · e4 negres dama · f2 blanques dama · c1 negres rei | g7 blanques peó · f6 blanques rei · d4 negres peó · e4 negres dama · f2 blanques dama · c1 negres rei | g7 blanques peó · f6 blanques rei · d4 negres peó · e4 negres dama · f2 blanques dama · c1 negres rei | g7 blanques peó · f6 blanques rei · d4 negres peó · e4 negres dama · f2 blanques dama · c1 negres rei | g7 blanques peó · f6 blanques rei · d4 negres peó · e4 negres dama · f2 blanques dama · c1 negres rei | g7 blanques peó · f6 blanques rei · d4 negres peó · e4 negres dama · f2 blanques dama · c1 negres rei | g7 blanques peó · f6 blanques rei · d4 negres peó · e4 negres dama · f2 blanques dama · c1 negres rei | g7 blanques peó · f6 blanques rei · d4 negres peó · e4 negres dama · f2 blanques dama · c1 negres rei | 5 |
| 4 | g7 blanques peó · f6 blanques rei · d4 negres peó · e4 negres dama · f2 blanques dama · c1 negres rei | g7 blanques peó · f6 blanques rei · d4 negres peó · e4 negres dama · f2 blanques dama · c1 negres rei | g7 blanques peó · f6 blanques rei · d4 negres peó · e4 negres dama · f2 blanques dama · c1 negres rei | g7 blanques peó · f6 blanques rei · d4 negres peó · e4 negres dama · f2 blanques dama · c1 negres rei | g7 blanques peó · f6 blanques rei · d4 negres peó · e4 negres dama · f2 blanques dama · c1 negres rei | g7 blanques peó · f6 blanques rei · d4 negres peó · e4 negres dama · f2 blanques dama · c1 negres rei | g7 blanques peó · f6 blanques rei · d4 negres peó · e4 negres dama · f2 blanques dama · c1 negres rei | g7 blanques peó · f6 blanques rei · d4 negres peó · e4 negres dama · f2 blanques dama · c1 negres rei | 4 |
| 3 | g7 blanques peó · f6 blanques rei · d4 negres peó · e4 negres dama · f2 blanques dama · c1 negres rei | g7 blanques peó · f6 blanques rei · d4 negres peó · e4 negres dama · f2 blanques dama · c1 negres rei | g7 blanques peó · f6 blanques rei · d4 negres peó · e4 negres dama · f2 blanques dama · c1 negres rei | g7 blanques peó · f6 blanques rei · d4 negres peó · e4 negres dama · f2 blanques dama · c1 negres rei | g7 blanques peó · f6 blanques rei · d4 negres peó · e4 negres dama · f2 blanques dama · c1 negres rei | g7 blanques peó · f6 blanques rei · d4 negres peó · e4 negres dama · f2 blanques dama · c1 negres rei | g7 blanques peó · f6 blanques rei · d4 negres peó · e4 negres dama · f2 blanques dama · c1 negres rei | g7 blanques peó · f6 blanques rei · d4 negres peó · e4 negres dama · f2 blanques dama · c1 negres rei | 3 |
| 2 | g7 blanques peó · f6 blanques rei · d4 negres peó · e4 negres dama · f2 blanques dama · c1 negres rei | g7 blanques peó · f6 blanques rei · d4 negres peó · e4 negres dama · f2 blanques dama · c1 negres rei | g7 blanques peó · f6 blanques rei · d4 negres peó · e4 negres dama · f2 blanques dama · c1 negres rei | g7 blanques peó · f6 blanques rei · d4 negres peó · e4 negres dama · f2 blanques dama · c1 negres rei | g7 blanques peó · f6 blanques rei · d4 negres peó · e4 negres dama · f2 blanques dama · c1 negres rei | g7 blanques peó · f6 blanques rei · d4 negres peó · e4 negres dama · f2 blanques dama · c1 negres rei | g7 blanques peó · f6 blanques rei · d4 negres peó · e4 negres dama · f2 blanques dama · c1 negres rei | g7 blanques peó · f6 blanques rei · d4 negres peó · e4 negres dama · f2 blanques dama · c1 negres rei | 2 |
| 1 | g7 blanques peó · f6 blanques rei · d4 negres peó · e4 negres dama · f2 blanques dama · c1 negres rei | g7 blanques peó · f6 blanques rei · d4 negres peó · e4 negres dama · f2 blanques dama · c1 negres rei | g7 blanques peó · f6 blanques rei · d4 negres peó · e4 negres dama · f2 blanques dama · c1 negres rei | g7 blanques peó · f6 blanques rei · d4 negres peó · e4 negres dama · f2 blanques dama · c1 negres rei | g7 blanques peó · f6 blanques rei · d4 negres peó · e4 negres dama · f2 blanques dama · c1 negres rei | g7 blanques peó · f6 blanques rei · d4 negres peó · e4 negres dama · f2 blanques dama · c1 negres rei | g7 blanques peó · f6 blanques rei · d4 negres peó · e4 negres dama · f2 blanques dama · c1 negres rei | g7 blanques peó · f6 blanques rei · d4 negres peó · e4 negres dama · f2 blanques dama · c1 negres rei | 1 |
|   | a | b | c | d | e | f | g | h |   |

59...Rb2 60.Df2+ Rc1 61.Rf6 d4 62.g7 1–0
Amb el seu 62è moviment, en Kaspàrov va anunciar un mat forçat, trobat pel programa d'escacs Deep Junior. En vista d'això, el 51% dels votants de l'equip mundial van optar per tirar la tovallola el 22 d'octubre, quatre mesos després que la partida comencés.

## Repercussions
Kaspàrov va dir, "He dedicat més temps a analitzar aquesta partida que qualsevol altra." Després de la partida, en Kaspàrov va sorprendre molta gent en un fòrum de MSN, en què fou preguntat sobre diverses qüestions, tot anunciant que havia estat seguint l'estratègia de l'equip mundial durant la partida. Aquest diàleg es va produir a la sala de xat després de l'entrevista: "Host Chris_MSNBC digué: Visitaves freqüentment els comentaris a la BBS? Host Garry_Kasparov digué: "Naturalment, ho emprava per al meu propi avantatge i seguia les discussions a MSN.COM sobre la partida". També va donar crèdit a l'equip mundial en tant que capaç de jugar una partida al més alt nivell: "Penso que el món mereixia les taules…" Kaspàrov justificà la seva decisió tot indicant que necessitava algun tipus d'avantatge. En posteriors partides contra el món, es van crear fòrums més segurs, amb contrasenya, o l'oponent, almenys es van comprometre a no llegir el fòrum de l'equip mundial. El 2000, Kaspàrov va publicar un llibre sobre la partida: Kasparov Against the World: The Story of the Greatest Online Challenge, escrit conjuntament amb el Gran Mestre Daniel J. King. El llibre, de 202 pàgines, ostenta el rècord de l'anàlisi més llarga dedicada a una sola partida d'escacs.